# Cambrische explosie
De Cambrische explosie is het plotselinge verschijnen van vele vormen van meercellige organismen in gesteentelagen uit het begin van het Cambrium (ongeveer 540 tot 500 miljoen jaar geleden). Vrijwel alle belangrijke stammen in het dierenrijk verschenen in deze lagen, waarin ze als fossielen bewaard zijn gebleven. Onder andere verschenen de vroegste vormen van gewervelde dieren. Het tijdsinterval waarin dit voorviel duurde ongeveer 5 tot 40 miljoen jaar. De meeste oudere fossielen zijn relatief eenvoudig. Het waren individuele cellen of kleine meercellige organismen, soms georganiseerd in kolonies. Een van de oorzaken van de Cambrische explosie is mogelijk een kleine toename van zuurstof in de atmosfeer van de Aarde.

## Inleiding
De Cambrische explosie vertegenwoordigt de plotse Ediacarische-Cambrische biodiversificatie van Eumetazoa (domein Eukaryota, rijk Metazoa (Animalia of dieren) als gevolg van onder meer een lichte maar langdurige toename van het zuurstofniveau in de atmosfeer en in ondiep oceaanwater (shelf zone) (Stockey, Cole, Farrell et al., 2024). Deze biodiversificatie resulteerde ca. 541 miljoen jaar geleden (ca. 541 Ma) (McMenamin, 2023) rond het begin van het Cambrium (de eerste geologische periode van het era Paleozoïcum) in een uitbarsting van macroevolutionaire verandering, niettegenstaande stammen (phyla) van het onderrijk Eumetazoa (orgaandieren) al ca. 890 Ma tijdens het era Neoproterozoïcum aanwezig waren (periode Tonium). Het fossielenbestand en theoretische overwegingen wijzen op een plots event dat tussen minimaal ca. vijf miljoen jaar (McMenamin, 2023) en maximaal ca. veertig miljoen jaar duurde (Zhang & Shu, 2021), en waarin de meeste levende (tussen twintig en vijfendertig) en een aantal uitgestorven stammen en klassen Eumetazoa bijna 'gelijktijdig' ontstonden. De meeste uitgestorven stammen verdwenen tijdens de vijftig tot honderd miljoen jaar na het begin van de Cambrische explosie. Vele van de meest succesvolle hedendaagse stammen, inclusief Chordata dat alle gewervelde dieren omvat, zijn zeldzame componenten in de Cambrische levensgemeenschappen. Daartegenover zijn het de tijdens het Cambrium numeriek dominante taxa (taxonomische groepen), nl. bepaalde vertegenwoordigers van geleedpotigen (klade Euarthropoda) en sponzen (stam Porifera), die uitstierven. De Cambrische explosie blijft een van de belangrijkste mijlpalen in de geschiedenis van het Leven, is de belangrijkste reden voor de hoofdverdeling van de geologische tijdschaal in het supereon Precambrium (4567 - 538,8 ± 0,6 Ma) en het eon Fanerozoïcum (538,8 ± 0,6 Ma - recent) met als oudste periode het Cambrium (538,8 ± 0,6 - 486,85 ±1,5 Ma), en legde de fundamenten voor de dierlijke evolutie vanaf het Fanerozoicum. 

## Vroeg onderzoek en ontstaan van de term 'Cambrische explosie'

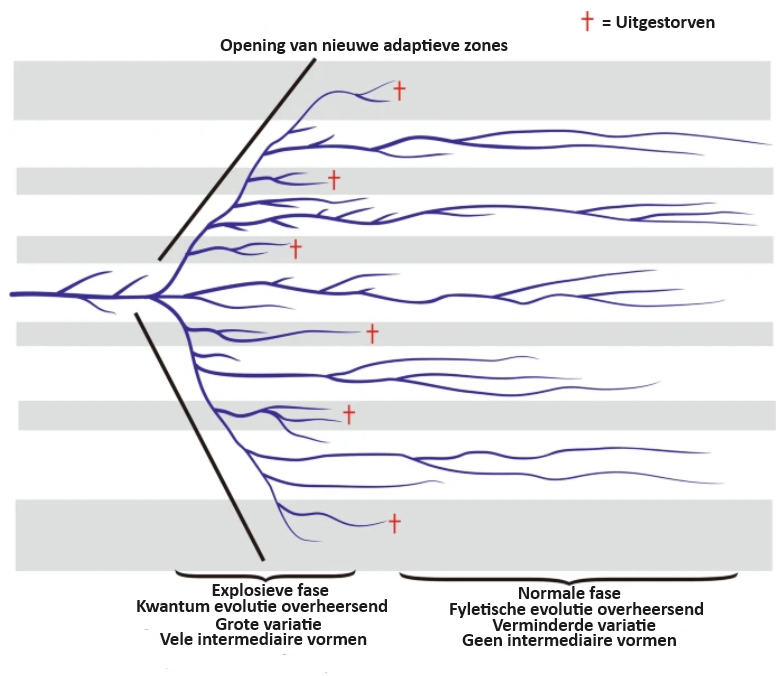
Diagram met voorstelling van de eruptieve evolutie van de Cambrische fauna (Cloud, 1948; hertekend naar Simpson, 1944). Enkele verklaringen :
1) een 'adaptieve zone' is een omgeving (een biologische zone), in het geval van de Cambrische explosie een paleomilieu, dat nog niet geëxploiteerde hulpbronnen bevat die niet alleen niet gemakkelijk exploiteerbaar zijn, maar die zonder evolutie ook niet gemakkelijk zullen kunnen geëxploiteerd worden. Een populatie die in staat is fysieke toegang tot die omgeving te verkrijgen zal de mogelijkheid hebben zich daar aan te passen wegens het initiële ontbreken van concurrenten.
2) 'Kwantum evolutie' : om de snelle (explosieve) opkomst van hogere taxonomische groepen in het (Cambrische) fossielenbestand te verklaren ontwikkelde de Amerikaanse paleontoloog George Gaylord Simpson in 1944 de multitempo-evolutietheorie (kwantumevolutie). Deze houdt in dat de snelheid waarmee evolutie plaatsvindt van groep tot groep verschilt en zelfs tussen nauw verwante evolutielijnen.
3) 'Variatie' : biodiversiteit,
4) 'Intermediaire vormen' zijn evolutionaire tussenvormen die soms ook overgangsvormen zijn,
5) 'Fyletische evolutie' : evolutionaire veranderingen binnen een evolutielijn als resultaat van geleidelijke aanpassing aan prikkels uit de omgeving.

In de dertiger jaren van de negentiende eeuw eeuw merkte de Engelse paleontoloog en geoloog William Buckland het (relatief) plotse verschijnen op van 'skeletresten' (harde lichaamsdelen, zoals schalen) van diverse primitieve mariene dieren in de onderste toen bekende fossielhoudende gesteenten van de geologische periode Cambrium. Buckland verwoordde dit paleontologisch fenomeen als Cambrian Explosion in twee volumes getiteld Geology and Mineralogy Considered with Reference to Natural Theology (1836), zijn bijdrage aan de Bridgewater Treatises (1833–1836), een reeks van acht boeken geschreven door leidende en vooraanstaande auteurs in de wetenschappelijke gemeenschap onder initiatief van de Royal Society. Het (toenmalige) ontbreken van dierlijke fossielen uit gesteenten van het Precambrium (het supereon vóór het Cambrium) bleef meer dan honderd jaar een van de grootste onopgeloste raadsels uit de natuurlijke historie. 
Charles Darwin (1809-1882) beschouwde het plotse verschijnen van overvloedige fossielen in het Onder-Cambrium in combinatie met het (in zijn tijd schijnbare) ontbreken van fossielen in het voorgaande Precambrium als een grote moeilijkheid voor het kunnen aantonen van zijn gradualistische evolutietheorie (door bijvoorbeeld Morris (2006) en Schopf (2000) Darwins's Dilemma genoemd): To the question why we do not find rich fossiliferous deposits belonging to these assumed earliest periods prior to the Cambrian system, I can give no satisfactory answer. The case at present must remain inexplicable; and may be truly urged as a valid argument against the views here entertained. (Charles Darwin, On the Origin of Species, 1859). Maar hij verwees niettemin toch ook hypothetisch naar de onvolledigheid van het geologisch/paleontologisch bestand als verklaring voor dit hiaat in het fossielenbestand (Darwin, 1859): … if the theory be true, it is indisputable that before the lowest Silurian stratum (herzien naar Cambrium in latere edities) was deposited long periods elapsed, as long as, or probably far longer than, the whole interval from the Silurian (Cambrium) age to the present day; and that during these vast periods the world swarmed with living creatures. 
Enkele onderzoekers, onder meer de Amerikaanse paleontoloog Charles Walcott (1850-1927), stelden een aantal hypothetische redenen voor voor het ontbreken van Precambrische fossielen, zoals : er waren nog geen dieren, of zij hadden (nog) geen harde fossiliseerbare lichaamsdelen, of de omstandigheden in de toenmalige paleomilieus waren niet geschikt voor preservering. Nochtans was/is er ook in Onder-Cambrische gesteenten meer dan voldoende indirect bewijs voor het bestaan van reeds complexe organismen in de vorm van sporen en graafgangen, maar die werden niet altijd als dusdanig herkend. Deze ichnofossielen uit het Onder-Cambrium wijzen erop dat dieren reeds in het Precambrium bestonden. Het begin van het Onder-Cambrium, het Fortunien (538,8 ± 0,6 – ca. 529 Ma), de eerste (oudste) tijdsnede (de onderste (oudste) etage) van het Cambrium, werd trouwens biostratigrafisch bepaald door het voorkomen van het bekende sporenfossiel Treptichnus pedum  (Chapel Islandformatie van het Burin Peninsula, Fortune Head, Newfoundland, Canada). 
In 1864 beschreef de Canadese geoloog William Edmond Logan de 'foraminifeer' Eozoon canadense (domein Eukaryota, rijk Chromista), afkomstig uit het bovenste Precambrium in de omgeving van Grenville-sur-la-Rouge in Québec (Canada). De beschrijving gebeurde enkele jaren na het verschijnen van de eerste editie van On the Origin of Species van Darwin (1859) en leek toen Darwins probleem van het ontbreken van fossielen in lagen van het Precambrium op te lossen. Hij refereerde in 1872 dan ook naar Eozoon canadense om zijn gevolgtrekkingen over het bestaan van levende wezens lang vóór het Cambrium te ondersteunen. In 1894 werd Eozoon canadense door de geoloog W. King en de scheikundige T. Rowney echter geherinterpreteerd als een pseudofossiel. De eerste exemplaren van Eozoon canadense werden reeds in 1858 ontdekt. De ontdekking van de Ediacara Macrobiota in 1946 te Ediacara in Zuid-Australië door de Australische geoloog Reginald Claude Sprigg bevestigde uiteindelijk Darwin's hypothese van het bestaan van Precambrische organismen. Latere ontdekkingen van Ediacarische en Cambrische fossielen en vooruitgang in geochronologie, chronostratigrafie en het gebruik van moleculaire klokken hebben Darwins Dilemma verder afgezwakt (bv. Cunningham et al., 2017). Darwin's opmerking in On the Origin of Species : No organism wholly soft can be preserved, werd door de ontdekking van onder meer de Ediacara Macrobiota ontkracht omdat de vertegenwoordigers ervan, die bijna alle geen harde fossiliseerbare lichaamsdelen hadden (een exoskelet),  toch vaak opvallend goed als fossiel (afdrukken) bewaard bleven. Deze biota floreerden tussen 575–539 miljoen jaar geleden tijdens de geologische periode Ediacarium (supereon Precambrium, eon Proterozoïcum, era Neoproterozoïcum). 
Om de snelle (explosieve) opkomst van hogere taxonomische groepen in het Onder-Cambrische fossielenbestand te verklaren ontwikkelde de Amerikaanse paleontoloog George Gaylord Simpson (1902 - 1984) in 1944 de multitempo-evolutietheorie (kwantumevolutie). Deze houdt in dat de snelheid waarmee evolutie plaatsvindt van groep tot groep verschilt en zelfs tussen nauw verwante evolutielijnen. De Amerikaanse geoloog Preston Ercelle Cloud stelde in 1948 een andere hypothese voor waarin de diversificatie van de Vroeg-Cambrische fauna voor een groot deel het gevolg zou kunnen geweest zijn van eruptieve evolutie in drie fasen. De eerste stap zou het relatief plotse verschijnen geweest zijn van duidelijke variabiliteit, de tweede de waarschijnlijke beschikbaarheid en nabijheid van een verscheidenheid aan ecologische niches en de derde stap een verhoogde selectiedruk die resulteerde in de eliminatie van niet- of slecht aangepaste beginnende evolutielijnen. Deze laatste stap leidde tot een meer regelmatig gekanaliseerde evolutionaire fase voor de door de natuurlijke selectie behouden specifieke stammen. 
Onder meer Seilacher (1956) noemde de snelle diversificatie van dieren (Metazoa of Animalia) tijdens de overgang Precambrium-Cambrium Cambrian Explosive Evolution, Brasier in 1979 Cambrian Explosion of Cambrian Radiation en Levinton (1992) en Jessie Madeleine Nash (1995) Evolution's Big Bang. Wegens de duidelijke verschillen met de adaptieve radiaties tijdens de daarop volgende geologische perioden verdient de term Cambrian Explosion de voorkeur (Zhang & Shu, 2021; Erwin & Valentine, 2013).

## Evolutie van Metazoa (dieren) vóór de Cambrische explosie
De vroegste bekende fossielen van Metazoa (Animalia of dieren) vertegenwoordigen niet automatisch de eerste dieren die ooit bestaan hebben. Het is onzeker wanneer elke clade ontstond vóór het oudste bekende fossiele bewijsmateriaal. De oudste bekende fossielen van vertegenwoordigers van dierlijke phyla (stammen) verschaffen een minimale schatting van het tijdstip van hun oorsprong (Zhang & Shu, 2014). Maar fossielen zijn onmisbaar voor het calibreren van tijdstippen van afsplitsingen in een fylogenetische stamboom en, door extrapolatie, voor het berekenen van een moleculaire klok. Volgens Erwin (2020) ontstonden op basis van moleculaire klokschattingen de Metazoa clades vóór 900 miljoen jaar geleden (vóór 900 Ma) uit vertegenwoordigers van de klasse Choanoflagellata (domein Eukaryota). De laatste gemeenschappelijke voorouder van de levende dieren heeft een ouderdom van ca. 750 Ma. De Eumetazoa (een van de onderrijken van de Metazoa) ontstonden circa 640 Ma. Ca. 630 Ma splitsten de Bilateria (het infrarijk van het onderrijk Eumetazoa) in de groep Protostomia (zonder Linneaanse rang) en de superstam Deuterostomia. De tot de Protostomia behorende superstam Lophotrochozoa divergeerde van de superstam Ecdysozoa (eveneens behorende tot Protostomia) rond 600 Ma en beide taxa diversifieerden verder rond 560 Ma. 
Moleculaire klokken met betrekking tot de oorsprong van taxa zijn relatief onnauwkeurig en tonen dikwijls verrassend grote afwijkingen (Reis et al., 2015). De moleculaire klok voor de oorsprong van bv. het rijk Metazoa gaf een schatting tussen ca. 833 en 650 Ma met de meest recente schattinggrens dicht bij de oudste bekende biomarker voor sponzen (onderrijk Parazoa, stam Porifera). Die onnauwkeurigheid kan volgens Pisanu & Liu (2015) enkel verkleind worden door het verbeteren van de kennis van het fossielenbestand. Daartegenover zijn moleculaire klokschattingen voor het divergeren van kroongroepen waarvan de vertegenwoordigers harde lichaamsdelen hebben, zoals de stam Brachiopoda (Eumetazoa, superstam Lophotrochozoa) en de clade Euarthropoda (Eumetazoa, Protostomia, Ecdysozoa, stam Arthropoda), consistent met de oudste bekende fossielen (Erwin 2020, Erwin et al., 2011). Daarom vertegenwoordigt het oudste voorkomen van organismen met harde lichaamsdelen (bv. schalen) waarschijnlijk ook hun oorsprong, wat dus soliede calibraties levert voor het verfijnen van de moleculaire tijdschaal. Bovendien wijzen moleculaire schattingen die de ouderdom van clades zouden kunnen overschatten (Budd & Mann, 2020) naar een oorsprong van Metazoa en Bilateria tientallen tot honderden miljoenen jaren eerder dan hun eerste optreden in het fossielenbestand (Wray, 2015). Dit leidde door Reis et al. (2015) tot de suggestie dat de Cambrische explosie een fenomeen van fossilisatie is omdat al tijdens het Neoproterozoicum biodiversiteit onder de Metazoa een feit was. Ouderdomsschattingen op basis van moleculaire klokken lieten het oude raadsel van het Onder-Cambrium herleven; of dierlijke fossielen getrouw een explosie in dierlijke biodiversiteit of louter een explosie van fossielen weerspiegelen (Morris C., 2006; Runnegar 1982).

## Wat is de 'Cambrische explosie'?

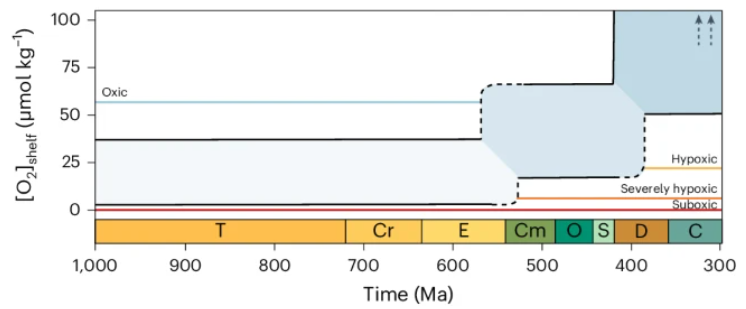
Geschatte concentraties opgeloste zuurstof in shelfpaleomilieus van 1 Ga tot 300 Ma. De hypoxische drempels (gele en oranje horizontale lijnen) zijn gebaseerd op recente ecofysiologische data. De pijlen rechts bovenaan in het diagram betekenen dat de waarden van de zuurstofconcentraties van Laat-Paleozoïsche shelfzones boven de grenzen van de y-as reiken. De grijze en lichtblauwe gebieden vertegenwoordigen drie verschillende afgeleide toestanden van het oceaan-atmosfeersysteem. Het diagram laat rond de overgang Ediacarium (E)-Cambrium (C) een lichte stijging van de hoeveelheid opgeloste zuurstof zien. Woordverklaringen : μMol kg-1 = opgeloste zuurstof, oxic = zuurstofbevattend, suboxic = de 'suboxische zone' is het gebied waar de zuurstof- en sulfideconcentraties extreem laag zijn en geen waarneembare gradiënten hebben. Verklaringen afkortingen, geologische perioden van de era Neoproterozoïcum; T = Tonium, Cr = Cryogenium, E = Ediacarium. Era Fanerozoïcum; Cm = Cambrium, O = Ordovicium, S = Siluur, D = Devoon, C = Carboon (de periode Perm werd door de auteurs niet vermeld in dit diagram).

De 'Cambrische explosie' was geen alleenstaand event, noch een louter biologisch proces. Het leidde tot het ontstaan van niet enkel de meeste huidige stammen dieren, maar ook tot sommige uitgestorven groepen met merkwaardige Baupläne. De Cambrische explosie verliep in drie fasen waarbij adaptieve reacties van organismen op bepaalde eigenschappen van het paleomilieu tot uiting kwamen in de biodiversificatie van talrijke taxa. Wegens dit patroon is de kennis over evolutionaire paden van de basale (oudste) stammen van de parafyletische groep ongewervelde dieren beperkt. Dat komt door het snelle verschijnen van hun schijnbare kroongroepen in het fossielenbestand. Deze kroongroepen waren vergezeld van een aantal uitgestorven taxa van hoge taxonomische rang die dikwijls onafhankelijk vergelijkbare morfologische kenmerken (Baupläne) ontwikkelden.
De Cambrische explosie kan niet door een eenvoudige, op zich staande oorzaak verklaard worden. Onder de vele aspecten waren bv. toename van lichaamsgrootte, het plotseling verschijnen van veel nieuwe dierlijke Baupläne, een toename van de complexiteit van ecosystemen, het ontstaan van gebiomineraliseerde 'skeletten' (harde lichaamsdelen, zoals bv. schalen), verstoring van paleomilieus, een lichte maar langdurige toename van het zuurstofniveau in de atmosfeer en in ondiep oceaanwater, schoksgewijze verandering van genetische diversiteit, toename van graafactiviteit in het substraat (met name verticale bioturbatie) en een algemene toename van sporenfossielen. Harde, resistente lichaamsdelen werden tijdens de Cambrische explosie in vele evolutielijnen Metazoa ongeveer gelijktijdig ontwikkeld. Over de oorzaken hiervoor wordt nog steeds gedebatteerd. Een van de belangrijkste theorieën behelst dat de hoeveelheid atmosferische zuurstof een niveau had bereikt waardoor metabolische processen die het mogelijk maken collageen te produceren vergemakkelijkt werden en waardoor het ontstaan en de ontwikkeling van grote complexe dieren mogelijk werd. Collageen is een eiwitbouwsteen die de basis vormt voor het aanmaken van harde structuren in het lichaam. 
Om de snelle opkomst van dieren te verklaren werd onder meer door Paterson et al. (2019) verwezen naar hoge evolutiesnelheden tijdens het vroege Cambrium. Bewijzen die consistent zijn met de radiatie van dieren binnen een korte periode (ca. 20 miljoen jaar) omvatten radiometrische dateringen (die de geologische tijdschaal van het Cambrium hebben verfijnd) en verhoogde snelheden van fenotypische en genomische evolutie (bijvoorbeeld Budd & Jackson, 2016). Snelle morfologische en moleculaire evolutie tijdens het vroegste Cambrium lagen vrijwel zeker ten grondslag aan de uitgesproken pulsen van ontstaan en diversificatie gedurende het tijdvak Terreneuvien (538,8 ± 0,6 – ca. 521 Ma) (bv. Na & Kiessling, 2015). De vraag blijft wanneer de evolutiesnelheden vertraagden tot de typische Fanerozoïsche normen, wat het einde van de Cambrische explosie markeerde. Paterson et al. (2019) stellen in een onderzoek naar evolutiesnelheden binnen de klasse Trilobita tijdens het Cambrium dat tegen de tijd het typische Cambrische fossielenbestand begint, rond ca. 521 miljoen jaar geleden, de Cambrische explosie al grotendeels voorbij was. Dit suggereert dat er tijdens het Laat-Ediacarium (Laat-Precambrium) en het vroegste Cambrium (een tijdsinterval van ongeveer 20 miljoen jaar) snel een mariene biosfeer ontstaan was met vele eigenschappen van de huidige en gevolgd werd door een grootschalige evolutionaire stasis gedurende de rest van het Cambrium.

### Onder-Cambrische genetische diversiteit
De Cambrische periode was een interval waarin kroongroepen vertegenwoordigd werden door hoge aantallen stamgroepen met een hoge taxonomische Linneaanse rang (klassen en hoger). Sommige stamgroepen waren tijdelijk succesvol, maar andere waren slechts door enkele taxa vertegenwoordigd en kwamen slechts kortstondig voor. Het hoge aantal stamgroepen in de vroege ontwikkelingsgeschiedenis van de Metazoa (of Animalia) is de voornaamste reden voor de morfologische hiaten in de stammen (phyla) die we vandaag zien. Bijna alle nu levende stammen bilaterale Metazoa (infrarijk Bilateria), inclusief gewervelden (stam Chordata, subphylum of onderstam Vertebrata), deden hun eerste optreden tijdens de eerste twintig miljoen jaar van het Cambrium (bv. Shu et al., 2014; Erwin et al., 2011), tussen 538,8 ± 0,6 en 518 miljoen jaar geleden (Zhang & Shu, 2021), waardoor de meeste Cambrische fossielen met grote zekerheid in een stam- of kroongroep van een nu levende stam kunnen geplaatst worden. De meeste clades (een 'clade' wordt ook nog monofyletische groep of natuurlijke groep genoemd) op het niveau van het phylum (stam) bereikten hun maximale dispariteit tijdens het tijdsinterval dichtbij hun eerste optreden tijdens het Onder-cambrium, terwijl vertegenwoordigers van de stam Chordata (onderrijk Eumetazoa, superstam Deuterostomia, infrarijk Bilateria) en van de stam Arthropoda (onderrijk Eumetazoa, superstam Ecdysozoa) een progressieve verkenning van morforuimte in het daaropvolgende Fanerozoïcum ondernamen. In het vroege Cambrium was de bezetting van morforuimte door vertegenwoordigers van het rijk Metazoa al uitgebreid, hoewel het geen maximale dispariteit bereikte, noch tijdens de rest van het Fanerozoïcum beduidend afgenomen is als gevolg van extincties sinds het Cambrium. De Precambrische voorlopers van de Onder-Cambrische Metazoa kunnen deel hebben uitgemaakt van de fossiele levensgemeenschappen van de Ediacara Macrobiota, maar vele vertegenwoordigers van deze macrobiota missen de diagnostische kenmerken van Metazoa en kunnen dus moeilijk gelinkt worden aan de Cambrische fauna en/of aan levende phyla (stammen). De Ediacara Macrobiota floreerden tussen 575 en 539 miljoen jaar geleden tijdens de geologische periode Ediacarium (supereon Precambrium, eon Proterozoïcum, era Neoproterozoïcum). Waarschijnlijk leefden de voorlopers van de moderne mariene Metazoa (dieren of Animalia) naast vertegenwoordigers van de Ediacara Macrobiota totdat deze laatste uitstierven (Briggs, 2015; Gould, 1989).

### Onder-Cambrische biosfeer
In vergelijking met latere geologische perioden was de Cambrische fauna enigszins beperkt. In het vroege Cambrium was het grootste deel van de biosfeer beperkt tot de randen van de oceanen (ocean margins). Het gebied van de oceaanranden strekt zich uit van de kustzone over het continentaal plat (continental shelf) en de continentale helling (continental slope) tot en met de continentale verheffing (continental rise). De continentale verheffing grenst aan de abyssale vlakte (oceaanbodem). De ocean margin is dus de overgangszone tussen de oceaan en het continent waar talloze dynamische processen het milieu vormgeven. In deze zone worden bv. de meeste sedimenten afkomstig van het continent afgezet. De dynamische processen worden beïnvloed door een verscheidenheid aan stuurmechanismen, van gebergtevorming (orogenese) en klimaat op het continent tot tektoniek en veranderingen in het zeeniveau (zowel eustatisch (globaal geologisch) als relatief (platentektoniek en mariene sedimentatie)). Ocean margins zijn eveneens van groot belang voor de globale biogeochemische cycli. Vergeleken met de open oceaan vertegenwoordigen de oceaanranden meer dynamische systemen. Tijdens het Onder-Cambrium bestonden relatief weinig organismen die in de hogere waterkolom leefden (pelagische organismen). Diepzee-organismen waren eerder zeldzaam. Het Leven kende haar grootste biodiversiteit dus in de ondiepere delen van de zeeën en oceanen, dus op of dicht bij de bodem.

#### Leven op het land tijdens de Cambrische explosie

##### Dieren (rijk Metazoa)

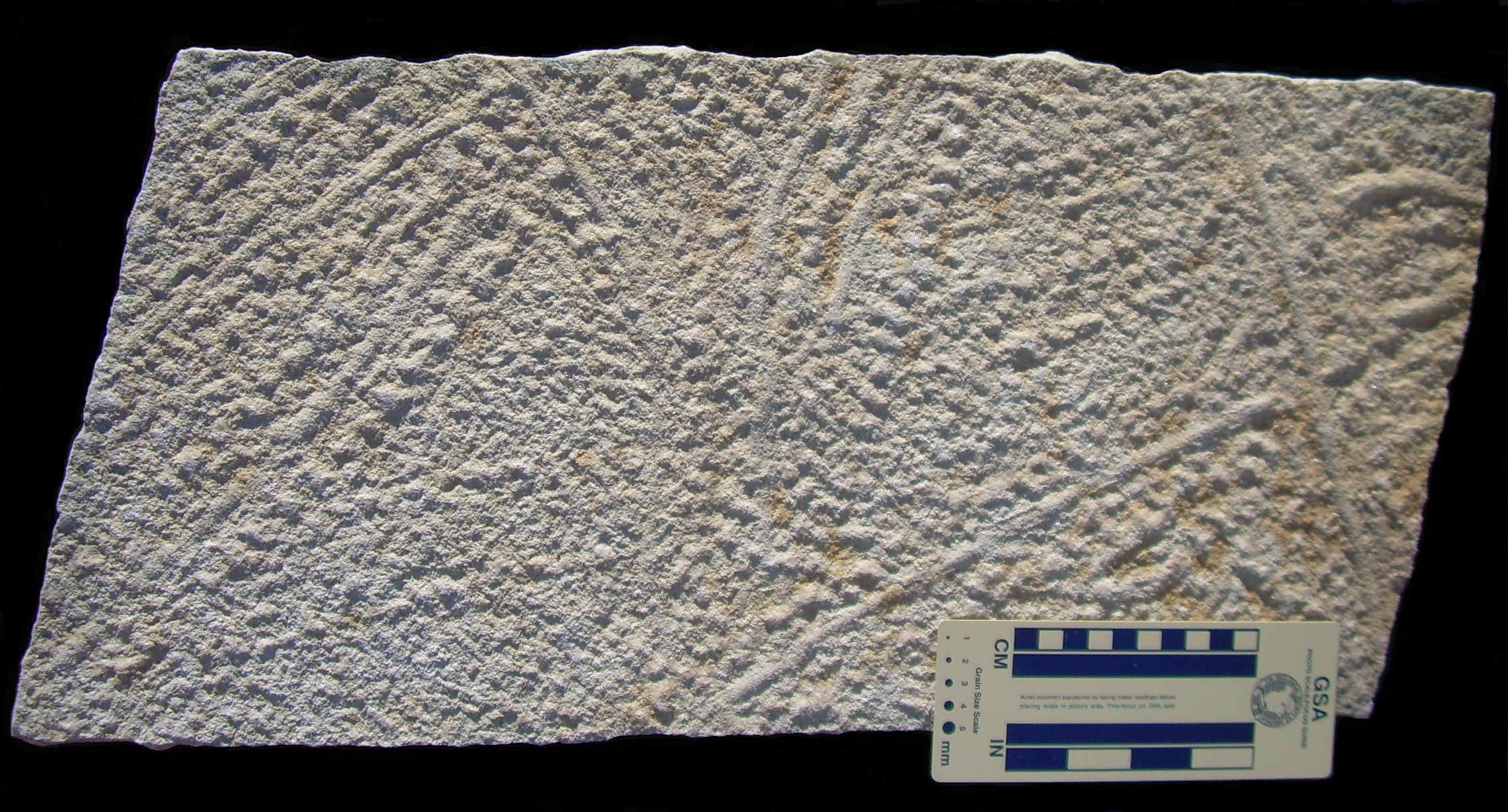
Het sporenfossiel Protichnites, bekend uit de Midden- tot Boven-Cambrische Potsdam Sandstone (Potsdam Group, Potsdamformatie) van Noord-Amerika (New York en Vermont) en de Canadese provincies Quebec en Ontario. Het wordt ook nog aangetroffen in de Mount Simon Sandstone (Elk Mound Group) van de Midden- tot Boven-Cambrische Blackberry Hillformatie (Wisconsin). Het spoor werd mogelijk achtergelaten door een mariene landbezoekende Euthycarcinoïde Arthropode, misschien Mictomerus melochevillensis. Het fossiele spoor bestaat uit parallel lopende lijnen (poot)indrukken met daartussen een duidelijke mediale groef (gevormd door bv. een telson).

Het dierlijk leven (rijk Metazoa (Animalia of dieren)) tijdens het Cambrium was aquatisch (in het water levend), maar volgens bv. Gass & Hagadorn (2012) waagden sommige geleedpotigen (onderrijk Eumetazoa, groep Protostomia (zonder Linneaanse rang), superstam Ecdysozoa, stam Arthropoda) uit de enigmatische uitgestorven aquatische klasse Euthycarcinoidea (orde Euthycarcinida) zich op het land en lieten onder meer de sporenfossielen (ichnogenera) Protichnites en Diplichnites achter. De horizontale sporen Protichnites en Diplichnites, en ook nog Climactichnites (waarschijnlijk gemaakt door een slakachtig weekdier), zijn bekend uit de Midden- tot Boven-Cambrische (Landing, 2007) Potsdam Sandstone (Potsdamformatie), een zandsteenafzetting die uit bijna pure kwarts bestaat en die voorkomt in het noorden van de Amerikaanse staten New York en Vermont en in de Canadese provincies Quebec (Potsdam Group) en Ontario. De Potsdam Sandstone bedekt Precambrisch metamorf gesteente en werd tijdens transgressie afgezet in paleomilieus gelegen nabij de kust (Collette et al., 2010). Protichnites, Diplichnites en Climactichnites worden ook nog aangetroffen in de Mount Simon Sandstone (Krukowski Quarry) van de Midden- tot Boven-Cambrische Blackberry Hillformatie in de Amerikaanse staat Wisconsin (Elk Mound Group). Buiten de orde Euthycarcinida (bekend uit Noord-Amerika, Europa, Argentinië, Australië en Antarctica.) kan het sporenfossiel Protichnites ook nog afkomstig zijn van vertegenwoordigers van de aquatische orde Aglaspidida (stam Arthropoda (geleedpotigen), klade (zonder taxonomische rang) Artiopoda, klade (zonder taxonomische rang) Vicissicaudata) en misschien ook van de aquatische klasse Eurypterida (stam Arthropoda, onderstam Chelicerata). Fossielen van Aglaspidida zijn bekend uit Noord-Amerika (Mississippi Valley, Missouri en Utah), Europa, Australië en China. Eurypterida worden op elk continent gevonden, maar de meerderheid komt van vindplaatsen in Noord-Amerika en Europa.

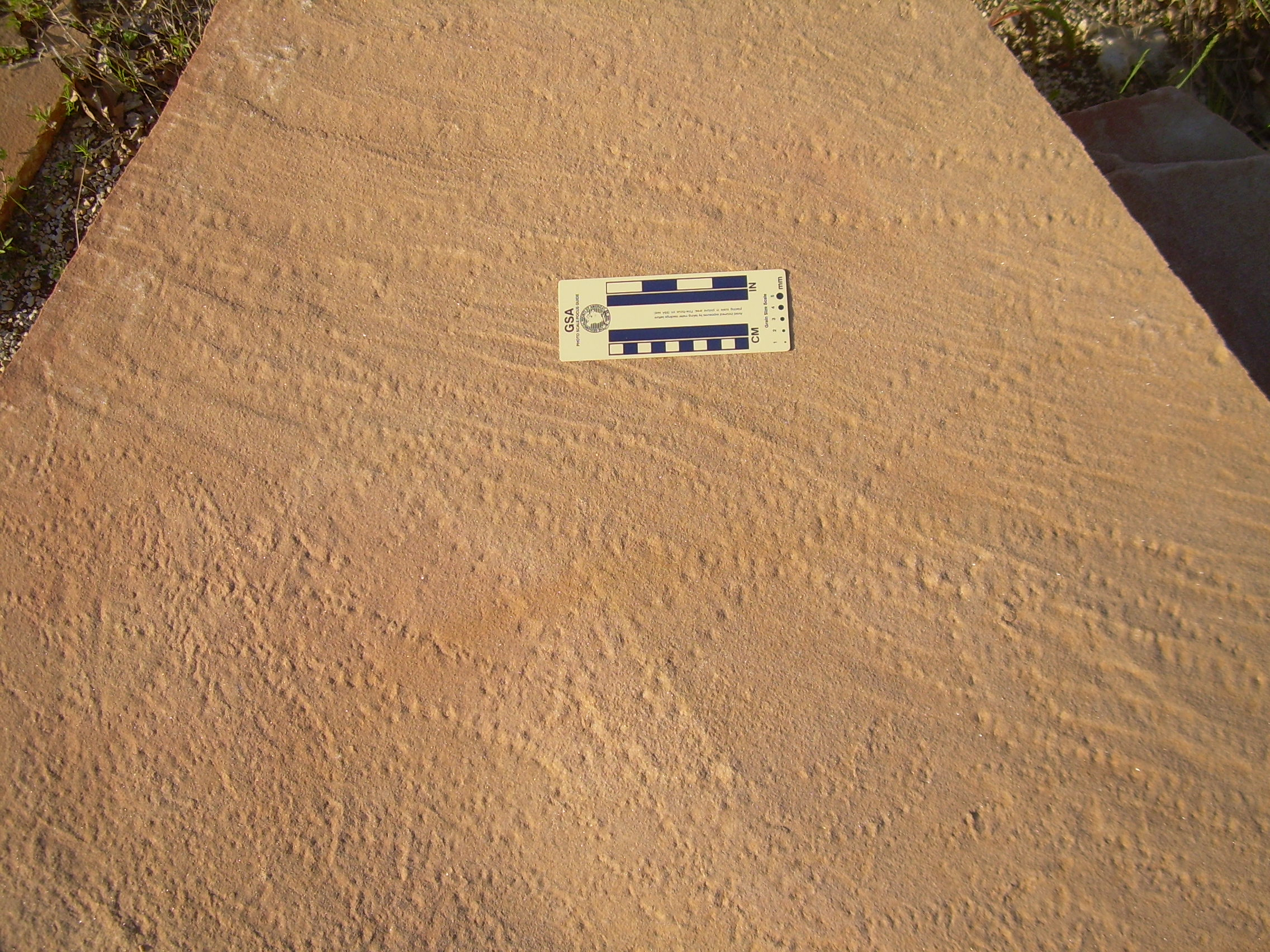
Het sporenfossiel Diplichnites, bekend uit de Midden- tot Boven-Cambrische Potsdam Sandstone (Potsdam Group, Potsdamformatie) van Noord-Amerika (New York en Vermont) en de Canadese provincies Quebec en Ontario. Het wordt ook nog aangetroffen in de Mount Simon Sandstone (Elk Mound Group) van de Midden- tot Boven-Cambrische Blackberry Hillformatie (Wisconsin). Het spoor werd mogelijk achtergelaten door de mariene landbezoekende Euthycarcinoïde Arthropode Mosineia macnaughtoni. De typische, twee parallel lopende lijnen (poot)indrukken zonder indrukken van andere lichaamsdelen daartussen (bv. een telson), zijn duidelijk zichtbaar.

In 2010 beschreven Collette & Hagadorn uit Cambrische Konservat-Lagerstätten met een intertidale lithofacies twee nieuwe soorten Arthropoda uit de klasse Euthycarcinoidea : Mosineia macnaughtoni Colette & Hagadorn (2010) uit de Elk Mound Group (Terreneuvien–Furongien) (vindplaats Mosinee, Wisconsin) en Mictomerus melochevillensis Colette & Hagadorn (2010) uit de Potsdam Group (Cairnsideformatie, Midden-Cambrium–Furongien) (vindplaats Melocheville, Zuid-Quebec). De morfologie van een Euthycarcinoïde bestond uit een cephalon (kop), een preabdomen en een postabdomen. Het cephalon was samengesteld uit twee segmenten die onderkaken, antennae en, vermoedelijk, ogen omvatten. Het preabdomen bestond uit vijf tot veertien terga met elk tot drie metameren. Elke metameer droeg een paar enkelvoudige gesegmenteerde poten. Het postabdomen had geen poten en was samengesteld uit tot zes segmenten en een staartstekel op het einde (Ortega-Hernández et al., 2010). De systematische positie (orde ?, familie ?) van Mosineia macnaughtoni binnen de klasse Euthycarcinoidea is onzeker. Mogelijk vertegenwoordigt deze soort een voorouderlijk stadium van de klasse. Het dier werd meer dan tien cm lang en had zes tot negen paar afgeplatte of peddelvormige aanhangsels ('ledematen'). Van Mictomerus melochevillensis zijn negenentwintig specimina bekend. Het vertegenwoordigt een nieuwe Euthycarcinoïde familie (Mictomeridae) en is de oudste bekende niet-Trilobitoïde Arthropode (klasse Trilobita) van de Potsdam Group. Het werd van acht tot meer dan tien cm lang, had een lang smal postabdomen (het deel van het lichaam na het pleon), elf paar (goed gepreserveerde) gelijkvormige en onvertakte niet-peddelvormige 'ledematen' en vermoedelijk ook een telson (een 'startstekel'). 
M. macnaughtoni en M. melochevillensis werden in een ventrale levenspositie in zandsteen aangetroffen en bleven niet afgeplat, driedimensionaal bewaard, wat ongewoon is. Hierdoor is gedetailleerde reconstructie van de morfologie van aanhangsels ('ledematen'), labri en andere organen zoals de ogen mogelijk. Beide soorten verschillen aanzienlijk van eerder gevonden Euthycarcinoïden wat betreft de morfologie van de 'ledematen' en zijn de oudste bekende vertegenwoordigers van de klasse Euthycarcinoidea. Bovendien hebben zowel M. melochevillensis als M. macnaughtoni morfologische kenmerken (lichaamsgrootte, grootte van de 'ledematen' en breedte van het postabdomen) die overeenkomen met het patroon van de sporenfossielen Diplichnites en vooral het ichnospecies Protichnites eremita Hagadorn & Seilacher (2009). Goed gefossiliseerde Diplichnites en Protichnites vertonen over het algemeen zes tot negen paar ledematenafdrukken per set (Hoxie, 2005). Dit komt overeen met het aantal 'ledematen' dat tot nu toe bij M. macnaughtoni waargenomen is. Veel van deze sporenfossielen hebben een duidelijke mediale groeve, waarschijnlijk afkomstig van een telson. Diplichnites echter bestaat enkel uit twee parallel lopende lijnen (poot)indrukken. De breedte van het spoor komt overeen met de overdwarse 'lichaamsbreedte' van M. macnaughtoni (5,11-6,7 cm) (Hagadorn & Seilacher, 2009). Diplichnites en Protichnites komen in de Elk Mound Group en de Potsdam Group overvloedig voor in afzettingen die zowel op het land als onder water gevormd werden, wat suggereert dat Euthycarcinoïden mogelijk de vroegste bekende voorbeelden zijn van mariene dieren die ook het land bezochten. 
Naast Diplichnites en Protichnites worden in de Cairnsideformatie (Potsdam Group) nog andere ichnofossielen gevonden, zoals Cruziana, Rusophycus, Arenicolites en Skolithos. De sedimentaire structuren, sporenfossielen en lichaamsfossielen van de Cairnsideformatie wijzen op sedimentatie in een door getijden gedomineerd ondiep subtidaal tot intertidaal paleomilieu met eolisch facies (MacNaughton et al., 2002), mogelijk met zandbanken aan de kustlijn (bv. Salad Hersi & Lavoie, 2000b). De Cairnsideformatie bevat Midden-Cambrische (serie Miaolingien, ca. 506,5-ca. 497,0 Ma) Ptychopariide Trilobieten (Crepicephalus Zone) (Lemieux & Amati, 2008), wat belangrijk is voor het bepalen van het (relatieve) tijdstip waarop aquatische dieren 'voor het eerst' het land bezochten. Fossielen van Euthycarcinoïde Arthropoden worden aangetroffen in mariene en in brak- en zoetwaterafzettingen. Taxa uit het Cambrium zijn afkomstig van mariene of intertidale sedimenten, terwijl van de geologische perioden Ordovicium tot Trias alle exemplaren tot zoet- of brak watersoorten behoren (Racheboeuf et al., 2008). MacNaughton et al. (2002) suggereren dat de microbiële matten en biofilms die tijdens het Cambrium in Noord-Amerika een groot deel van de uitgestrekte getijdevlakten (tidal flats) bedekten, mogelijk het voedsel hebben geleverd die deze Arthropoden (geleedpotigen) naar het land lokte. Fossielen van Euthycarcinoïden  wijzen erop dat sommige soorten het land opzochten om via een soort amplexus hun eieren te leggen en te bevruchten, ongeveer zoals bij de huidige degenkrabben (Collette, Gass & Hagadorn, 2012). Het tijdsinterval waarbinnen de Cambrische explosie plaatsvond begon volgens McMenamin (2023) ca. 541 miljoen jaar geleden (ca. 541 Ma) rond de overgang Precambrium (eon Proterozoïcum, era Neoproterozoïcum, periode Ediacarium)-Cambrium (tijdvak Terreneuvien, tijdsnede Fortunien). Afhankelijk van de onderzoeker duurde dit tijdsinterval ca. vijf miljoen jaar (bv. McMenamin, 2023) en maximaal ca. veertig miljoen jaar (bv. Zhang & Shu, 2021). In het laatste geval eindigde de Cambrische explosie dus ca. 500 miljoen jaar geleden, tijdens het tijdvak Miaolingien ofwel het Midden-Cambrium. Zowel Mosineia macnaughtoni als Mictomerus melochevillensis leefden tijdens het Midden- en Boven Cambrium. De duidelijke aanwijzingen dat deze mariene Arthropoda ook het land bezochten betekent dat ook deze mijlpaal in het Leven zich (minstens) tijdens de Cambrische explosie situeert.

##### Planten (rijk Plantae)
De vestiging van plantaardig leven op het land is een van de belangrijkste evolutionaire gebeurtenissen in de geschiedenis van de Aarde. Analyses en schattingen op basis van moleculaire kloken geven aan dat landplanten (domein Eukaryota, klade Diaphoretickes, klade CAM, klade Archaeplastida, rijk Plantae (of klade Viridiplantae (groene planten)), klade Streptophyta (of Charophyta), onderrijk Embryophyta (landplanten)) verschenen binnen een interval Midden-Cambrium (ca. 506,5-ca. 497,0 Ma) tot Onder-Ordovicium (486,85 ±1,5 Ma) (bv. Donoghue et al., 2021; Morris et al.; 2018), rond vijfhonderd miljoen jaar geleden (Strother & Foster, 2021). Dit tijdstip staat in contrast met de geologische ouderdom van de oudste bekende fossiele planten uit het Midden-Siluur, die ongeveer tachtig miljoen jaar jonger zijn. Dit hiaat in geologische tijd werd toegeschreven aan de onvolledigheid van het bestand fossiele planten. Maar Yin (2013) beschrijft uit de Midden-Cambrische Log Cabin Member van de Pioche Shale (Piocheformatie) in het oosten van de Amerikaanse staat Nevada overvloedige specimina cryptosporen. Cryptosporen zijn terrestrische (op het land levend), microscopisch kleine gefossiliseerde sporen (microfossielen) van Embryophyta (landplanten), meer bepaald vaatplanten (klade Tracheophyta), en zijn palynomorfen. Ze komen meestal in niet-mariene gesteenten voor en naarmate de afstand tot de paleokust groter wordt neemt hun hoeveelheid af. Dit geeft aan dat cryptosporen die in het mariene paleomilieu zijn aangetroffen, door de wind vanaf het land zijn getransporteerd en niet afkomstig zijn uit het mariene milieu. Op basis van moleculaire biologie en morfologie oppert men dat cryptosporen afkomstig zijn van vertegenwoordigers van de klade Charophyta (zoetwater groene algen) of van de stam (of divisie) Chlorophyta (bv. Niklas & Kutschera, 2010), beide behorend tot de hogerliggende klade Viridiplantae. Cambrische cryptosporen hebben dezelfde morfologie als die uit de latere perioden Ordovicium en Siluur. Er waren al cryptosporen bekend uit het Cambrium (Bright Angel Shale in de Amerikaanse staat Arizona), maar de specimina uit de Pioche Shale van de Amerikaanse staat Nevada zijn ouder en verruimen de kennis over Cambrische cryptospore microfossielen. Dit betekent dat deze cryptosporen wijdverspreid waren, niet alleen in niet-mariene Cambrische sedimenten, maar ook in sedimenten die gevormd werden in paleomilieus nabij de kust. Er kan dus worden aangenomen dat de cryptospore microfossielen uit de Pioche Shale afkomstig zijn van echte terrestrische planten of van sporodermen van primitieve planten, onbekende overgangsvormen tussen algen en landbewonende planten, die in vrij ondiep water leefden (Yin, 2013). De ouderdom, Midden-Cambrium, van deze cryptosporen impliceert verder dat er zich al minstens op het einde van de Cambrische explosie planten op het land bevonden. Volgens Strother & Foster (2021) wijzen zowel fossielen als fylogenetische moleculaire klokken op evolutionaire continuiteit tussen Embryophyta en hun voorouders, de Charophyte algen, en bijgevolg op een latente evolutionaire geschiedenis van de verwerving van het embryofytische ontwikkelingsgenoom. Deze evolutie begon mogelijk minstens al vóór de overgang Laat-Precambrium (periode Ediacarium)-Cambrium (volgens Feng et al. (2024) ca. 550 Ma), maar werd pas voltooid in het Midden-Siluur (tijdvak Wenlock, ca. 430 Ma). Volgens Wellman et al. (2013) waren landplanten tegen het einde van het Ordovicium over heel de wereld verspreid. Van de zes klassen Streptophyte algen (de klade waaruit de landplanten ontstonden) zijn de genera behorend tot de Zygnematophyceae het nauwste verwant aan de Embryophyta.

### Explosieve evolutie

#### Sporenfossielen

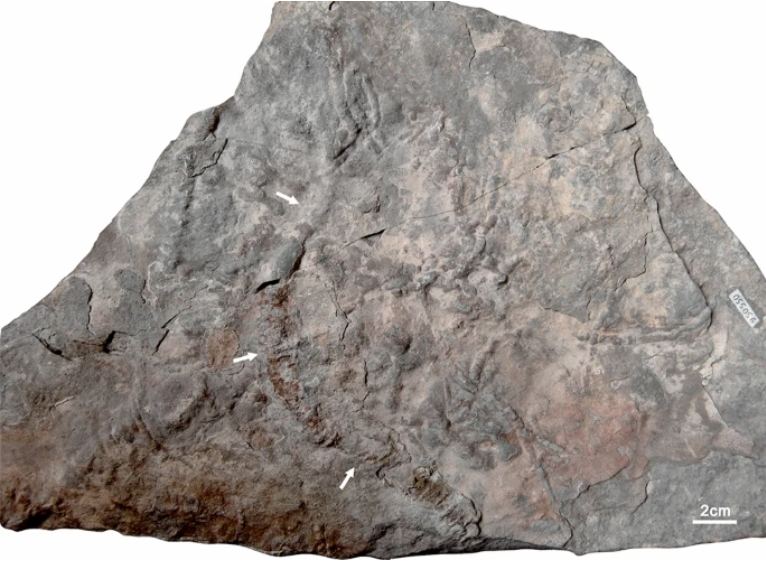
Een enigmatisch buisvormig fossiel, Gaojiashania cyclus (pijlen), samen met graafgangen, mogelijk afkomstig van een wormachtige (Eumetazoa). Ca. 551 - ca. 542 Ma Gaojiashan Member (Gaojiashan Lagerstätte (Konservat-Lagerstätte), Laat-Ediacarium) van de Dengyingformatie (Ningqiang County, Shaanxi, Zuid-China).

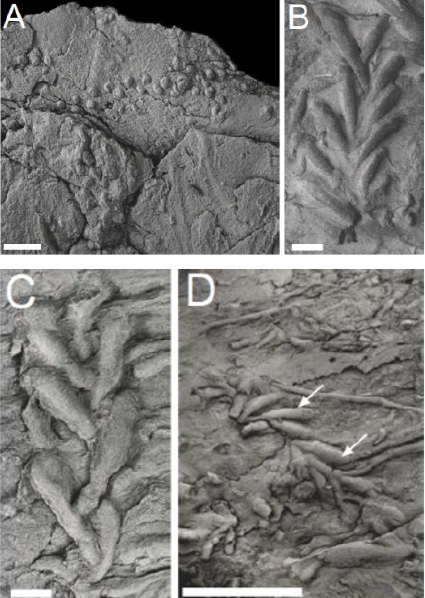
Treptichnus pedum (A-D), een sporenfossiel (een fossiel levensspoor of ichnofossiel) uit het onderste Cambrium (Fortunien) van Tanafjord (Noorwegen). Het Fortunien (538,8 ± 0,6 – ca. 529 Ma) is de oudste tijdsnede (de onderste (oudste) etage) van het Cambrium. De afgebeelde specimina tonen verschillende wijzen van vertakking. De sporenfossielen bleven bewaard als opvullingen van open graafgangen. Specimen D heeft zowel enkel- als meervoudige monopodiale vertakkingen.

Het bestand sporenfossielen (fossiele levenssporen of ichnofossielen) vertoont, in vergelijking met het kleinere bestand (lichaams)fossielen, meer continuïteit doorheen de overgang Boven-Ediacarium - Onder-Cambrium en ondersteunt volgens onder meer Mángano & Buatois (2014, 2016), Jensen et al. (2005) en Seilacher (1956, 1999) een explosieve evolutie. Onder-Cambrische lichaamsfossielen wijzen eveneens op een explosieve evolutie. Het feit dat zowel het bestand sporenfossielen als het bestand lichaamsfossielen op zulke evolutie wijzen, maakte een einde aan het oude, lang gangbare denkbeeld dat de Cambrische explosie enkel het gevolg zou geweest zijn van het hoger fossilisatiepotentieel van Metazoa die harde gebiomineraliseerde lichaamsdelen (zoals bv. schalen) ontwikkelden. Vanwege de (relatieve) schaarste aan Laat-Precambrische lichaamsfossielen bieden sporenfossielen dikwijls het enige beschikbare inzicht in evolutionaire mijlpalen. 
In afzettingen gevormd in ondiepe mariene paleomilieus uit het Ediacarium lopen sporenfossielen horizontaal en zijn eenvoudig en relatief zeldzaam. Deze horizontale oriëntatie wijst op de consumptie (begrazing) van microbiële matten als voedingsstrategie, zoals door het geslacht Dickinsonia (domein Eukaryota, rijk Animalia (dieren of Metazoa), onderrijk Eumetazoa (orgaandieren), infrarijk Bilateria, superstam 'Vendobionta'). Deze voedingsstrategie veranderde in het Onder-Cambrium toen een aanzienlijke toename in diversiteit van ichnotaxa gevolgd werd door het verschijnen van verticale bioturbatie en het geleidelijke verdwijnen van begrazing van microbiële matten. Op diepzeebodems waren dieren al sinds het Ediacarium aanwezig maar ichnofauna hadden een lage diversiteit en werden gedomineerd door horizontale graafgangen gevormd door begrazers van microbiële matten. Het is niet zeker wanneer precies vertikale bioturbatie verscheen in het diepzeepaleomilieu (Seilacher, Buatois & Mangano, 2005). 
Volgens Mángano & Buatois (2020) verliep de evolutie van organismen die sporenfossielen achterlieten in sedimenten uit het Bovenste Ediacarium en het Onder-Cambrium in vier fasen. 
De eerste (oudste) Laat-Ediacariumfase wordt gekenmerkt door heel eenvoudige onvertakte sporen en ondiepe graafgangen die afkomstig zijn van beweeglijke benthische Bilateria. 
De tweede Laat-Ediacariumfase correleert in grote lijnen met de Nama Assemblage van het bovenste Ediacarium (ca. 550–539 Ma) en toont matige bioturbatie, zoals blijkt uit het verschijnen van diepere en meer complexe graafgangen en sporen van borende predatoren. 
De derde fase besloeg de gehele eerste (oudste) tijdsnede (de onderste (oudste) etage) van het Cambrium, het Fortunien (538,8 ± 0,6 – ca. 529 Ma), en wordt gekenmerkt door een ongeziene toename van de morfologische verscheidenheid van sporenfossielen, wat bijgevolg overweldigend bewijs levert voor een snelle diversificatie van Baupläne. Het bekende sporenfossiel Treptichnus pedum stamt uit het Fortunien. Op basis van dit sporenfossiel koos de Subcommission on Cambrian Stratigraphy (SCS) in 1992 (Narbonne et al., 1987; Landing, 1994) een sedimentsectie van de Chapel Islandformatie van Burin Peninsula te Fortune Head (Newfoundland, Canada) als de Precambrium-Cambrium GSSP (Global Boundary Stratotype Section and Points) (typelocatie), de biostratigrafische grens tussen Precambrium (systeem Ediacarium) en Cambrium. Het bepalen van deze grens was noodzakelijk om als ijkpunt wereldomvattende correlatie in dit cruciaal tijdsinterval te kunnen ondersteunen. Deze GSSP is tot op heden de enige biostratigrafische grens gedefinieerd door het oudste (stratigrafisch laagste) verschijnen van een Ichnofossil Assemblage Zone (IAZ) (Treptichnus pedum Ichnofossil Assemblage Zone). De voornaamste kritiek op de GSSP behelst dat deze initieel geplaatst werd door gebruik te maken van een enkel ichnotaxon (Treptichnus), en dat dit ichnotaxon voorheen aan drie andere ichnotaxa toegewezen werd (onder meer Buatois, 2018). Verder zou Treptichnus volgens sommige auteurs in Zuid-Australië (Jensen et al., 1998), Namibië (Jensen et al., 2000) en in Newfoundland (Gehling et al., 2001) ook aangetroffen worden in lagen die lichaamsfossielen uit het Ediacarium bevatten. Het ichnogenus bleef met zekerheid tot in het Ordovicium bestaan. Men vermoedt dat het spoor door een mariene worm, vergelijkbaar met hedendaagse Priapulida, achtergelaten werd.  
De vierde fase omvatte (van ouder naar jonger) de etages (Engels : stage) 'twee' (ca. 529 - ca. 521 Ma), 'drie' (ca. 521 - ca. 514,5) en 'vier' (ca. 514,5 - ca. 506,5 Ma) van het Cambrium (deze etages hebben voorlopig nog geen naam gekregen). 'Etage twee' vormt tezamen met de etage Fortunien het Terreneuvien, het eerste (oudste) tijdvak (de onderste (oudste) serie) van het Cambrium. Deze vierde fase toont een toename in diepgang en omvang van bioturbatie (vertikale bioturbatie) en een vernieuwde diversificatie op het niveau van het ichnogenus. Alhoewel volgens Jensen et al. (2005) eenvoudige sporen van bilaterale dieren vanaf 560 Ma voorkomen en volgens Pecoits et al. (2012) zelfs vroeger, en in ca. 551 - ca. 541 Ma sedimenten van het bovenste Ediacarium (Boven-Dengyingformatie, Shibantan Member (Zuid-China)) een kruipspoor en (gerelateerde?) graafgangen van een bilateraal dier met gepaarde aanhangsels ontdekt werd (Chen et al., 2018), komt het gros van onbetwistbare sporenfossielen van dieren dat in een breed scala van mariene paleomilieus een snelle diversificatie van Baupläne reflecteert, pas voor dichtbij het onderste (vroegste) Cambrium (Mángano & Buatois, 2020).

##### Onder-Cambrische diepzee-ichnofauna

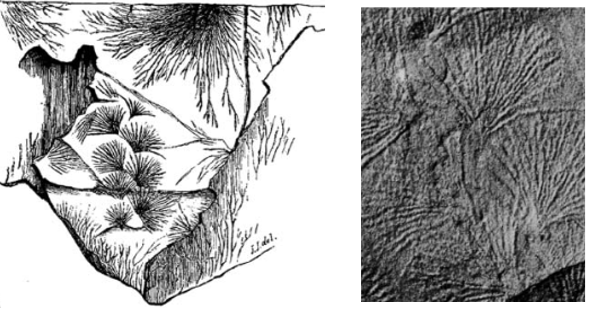
Links : houtsnede illustratie van Oldhamia antiqua (onder) en Oldhamia radiata (boven) (Joly, 1886d) en rechts : illustratie van Oldhamia antiqua (Joly, 1886d), National Museum, Dublin, Ierland. Onder-Cambrium van Bray Head (Bray Group), County Wicklow, Ierland.

Diepzee-afzettingen worden gekenmerkt door dikke opeenvolgingen van gelaagde mudstone en grover gekorrelde turbidiet en door de afwezigheid van structuren die door stroming en/of golven gevormd werden (bv. golf- en stroomribbels). De ichnofauna van de Noordwest-Argentijnse Puncoviscanaformatie biedt een kijk op de paleo-ecologie van vroeg-Cambrische (Onder-Cambrische) paleo-ecosystemen uit de diepzee. Buatois & Mángano (2004, 2003a, b) wezen op het belang van de samenstelling en op de aard van het paleomilieu van deze ichnofauna, en op het belang ervan voor de ecologie van diepzeelevensgemeenschappen tijdens het Onder-Cambrium. Het dominante ichnogenus van de Puncoviscanaformatie is Oldhamia, dat een complex horizontaal systeem graafgangen vertegenwoordigt, met de ichnospecies Oldhamia antiqua (het type-ichnospecies), O. flabellata en O. radiata. Het wordt vergezeld van even talrijke sporenfossielen zoals Helminthopsis tenuis en Helminthoidichnites tenuis, zoals Oldhamia eveneens afkomstig van op microbiële matten grazende organismen. Andere componenten van deze ichnofauna zijn nog Cochlichnus anguineus, Diplichnites isp. en Palaeophycus tubularis (Buatois & Mángano, 2003b). Er werden ook schijnbaar vertakkende specimina sinusoïde ('golvende') sporen van het Cochlichnus-type aangetroffen. 
Het merendeel van deze sporenfossielen werd in de bovenste millimeters van een relatief stevig substraat aangetroffen. Rimpelingen op het oppervlak van dit substraat en gelaagde rimpelingen onder het oppervlak duiden op de aanwezigheid van microbiële matten. In directe associatie met deze microbiële matten ontwikkelden zich benthische levensgemeenschappen. Het ichnogenus Oldhamia werd in 1848 beschreven en benoemd door de Engelse geoloog Edward Forbes (1815 - 1854) op basis van een sporenfossiel uit de Cambrian Bray Headformatie van de Bray Group (geologische groep) in Zuidoost-Ierland. Forbes noemde Oldhamia naar de Anglo-Ierse geoloog Thomas Oldham (1816 - 1878) omdat deze laatste in 1840 in Bray de eerste exemplaren ontdekte. Het ichnofossiel verschijnt in het bovenste deel van etage twee (Stage 2) (ca. 529 - ca. 521 Ma) van de serie Terreneuvien (Terreneuvian) (Onder-Cambrium), met grootste voorkomen in 'etage drie' (Stage 3) (ca. 521 - ca. 514,5) en 'vier' (Stage 4) (ca. 514,5 - ca. 506,5 Ma) van 'serie twee' (Series 2) (Onder-Cambrium), om vervolgens snel te verdwijnen in de Wuliuan-etage (Wuliuan) (ca. 509 - ca. 504,5 Ma) van de Miaolingianserie (Miaolingian) (onderste Midden-Cambrium). 
Met de ichnofauna van de Puncoviscanaformatie vergelijkbare diepzee ichnofauna, met door Oldhamia gedomineerde levensgemeenschappen, werden aangetroffen in geplooide gesteenten uit België, Ierland, Marokko, Canada, de Verenigde Staten en Alaska (onder meer Holland, 2001; Hofmann et al., 1994; Sweet & Narbonne, 1993). Deze paleo-ichnocoenosen kenden een uitbarsting van diversiteit aan levenswijzen, gelijktijdig met de paleomilieus in ondieper water. De climax werd in het Vroeg-Cambrium bereikt, toen meerdere veranderingen in levenswijze door verschillende ichnospecies vertegenwoordigd werden (Buatois & Mángano, 2003b). In ondiepe mariene facies werd Oldhamia zelden aangetroffen (bv. Buatois & Mángano, 2004; Goldring & Jensen, 1996) en is het slechts een bijkomende component van nochtans gediversifieerde ichnocoenosen (Buatois & Mángano, 2004, 2003b).
Benthische ichnofaunas op de zeebodem verschenen in de geologische periode Ediacarium (supereon Precambrium, eon Proterozoïcum, era Neoproterozoïcum) en waren nog zeer eenvoudig (bv. Orr, 2001; Crimes, 2001; MacNaughton et al., 2000). Cambrische diepzee-ichnocoenosen zijn biodiverser maar verschillen op hun beurt van hun jongere equivalenten door een kleinere biodiversiteit. Zij missen de typische elementen van de Nereites-ichnofacies en bevatten in  plaats daarvan ichnospecies uit ondiep water, zoals sporen van geleedpotigen (Arthropoda) (Orr, 2001). Paleo-ecologisch blijven begrazers van microbiële matten zowel op het oppervlak ervan als horizontaal eronder de Vroeg-Cambrische ichnocoenosen domineren waarbij het ichnogenus Oldhamia een opmerkelijke diversificatie kent. Het telt in totaal een zestal ichnospecies met O. radiata, O. antiqua, O. flabellata, O. curvata, O. geniculata en O. alata. Ongeacht de taxonomische relaties van hun makers vertegenwoordigen Oldhamia ichnospecies een ecologische gilde die na de bioturbatierevolutie in de loop van het Onder-cambrium (het verschijnen en dominant worden van ichnogenera die vertikale bioturbatie ontwikkelden) vooral in ondiepe mariene paleo-milieus zeldzaam werd (Seilacher & Pflüger, 1994). In deze zin vertegenwoordigt de Oldhamialevensgemeenschap in de diepzee misschien wel een Proterozoïsch relict (Buatois & Mángano, 2003b). De levenswijzen van de Oldhamia ichnospecies zijn te verschillend om door het paleomilieu veroorzaakt te kunnen zijn. De verschillende ichnospecies worden trouwens heel zelden tezamen op hetzelfde gesteente-oppervlak (bedding planes) aangetroffen. In het westen van Newfoundland (Canada) komen in de Blow Me Down Brookformatie op verschillende stratigrafische niveaus verschillende Oldhamia ichnospecies voor (Lindholm & Casey, 1990) en kunnen dus potentieel voor biostratigrafische zonering aangewend worden.

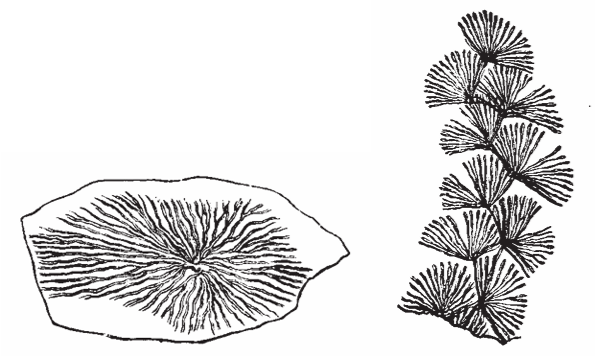
Tekeningen van Oldhamia radiata (links) en Oldhamia antiqua (rechts) (Lyell, 1874). Onder-Cambrium van Bray Head (Bray Group), County Wicklow, Ierland.

Sporenfossielen kunnen gebruikt worden om de uitbreiding van de Cambrische explosie tot de diepzeepaleomilieus, waar er minder kans was dat gebiomineraliseerde lichaamsdelen (bv. schalen) bewaard bleven, na te gaan. De beschikbare gegevens doen meer dan vermoeden dat toenemende druk van predatoren en competitie om habitat en/of nutriënten in ondiep mariene paleo-ecosystemen migratie naar diepergelegen paleomilieus tegen het einde van het Cambrium aanwakkerden (Orr, 2001; Crimes, 2001). De voornaamste evolutielijnen van de diepzee ichnofauna waren ca. 485 miljoen jaar geleden, tegen het begin van de geologische periode Ordovicium (tijdvak (serie) Onder-Ordovicium, tijdsnede (etage) Tremadocien), vertegenwoordigd (Seilacher,1963). Terwijl de bioturbatierevolutie ondiep mariene paleomilieus (shelf zone) reeds tijdens het Onder-Cambrium transformeerde is het tijdstip waarop dit in de diepzee plaatsvond onzeker (Seilacher et al., 2005). De ecologische ichnogilde waarin Oldhamia dominant was, was tijdens het vroege Cambrium nog steeds wijdverbreid in de diepzee. Het ichnogenus lijkt ook tot in het Midden-Cambrium overleefd te hebben omdat het volgens Hofmann et al. (1994) nog aangetroffen wordt in de bovenste lagen van de Grand Landformatie van Arctisch Canada en in de Kerrn Nesraniformatie van Marokko (El Hassani & Willefert, 1990). Uit de Onder- tot Midden-Cambrische Bray Group van Ierland rapporteerde Crimes (1976) ichnofauna uit ondiep mariene lagen die reeds overvloedige vertikale graafgangen van de ichnogenera Arenicolites en Skolithos bevatten en die stratigrafisch opgevolgd worden door diepzee-afzettingen met Oldhamia.
Intensieve (diepe) bioturbatie door een mobiele infauna had een aantal veranderingen tot gevolg, vooral een toename van de substraatpermeabiliteit (substraatdoorlaatbaarheid- of doordringbaarheid), toename van microbiële afbraak, het optreden van chemosymbiose, en de verstoring van geochemische gradiënten die bevorderlijk waren voor minerale authigenese (Orr et al., 2003, McIlroy & Logan, 1999). Verder onderzoek van Boven-Cambrische turbidieten zal noodzakelijk zijn om de opmars van de bioturbatierevolutie op de diepzeebodem precies te kunnen dateren (Seilacher et al., 2005). Deze revolutie, die resulteerde in duidelijke en diepe graafgangen in het sediment, maakte uiteindelijk een einde aan een ecosysteem dat gebaseerd was op resistente microbiële matten. Alle benthische ecosystemen werden aangetast behalve die in de meest vijandige paleomilieus. Even belangrijk als de bioturbatie door infauna, of misschien zelfs belangrijker, was bioturbatie door interstitiële fauna. Hoewel ze te klein waren om herkenbare sporenfossielen achter te laten (Waloszek, 2003) transformeerden ze de bovenste millimeters van het sediment van een resistente microbiële mat in een zachte en 'pluizige' gemengde laag die niet meer geschikt was voor de verankering van sessiele organismen.

#### Lichaamsfossielen
Zoals sporenfossielen wijzen Onder-Cambrische lichaamsfossielen ook op een explosieve evolutie (Zhang & Shu, 2021). De meerderheid van de Cambrische phyla van het rijk Metazoa (Animalia of dieren) waren nieuwkomers. Het is moeilijk om voorlopers te vinden die leefden tijdens de voorgaande geologische periode (stratigrafisch systeem) Ediacarium (supereon Precambrium, eon Proterozoïcum, era Neoproterozoïcum). De enigmatische Ediacarische biologische groep Vendobionta (soms informeel een 'superstam' genoemd) uit de laatste helft van het Ediacarium wordt door de meeste auteurs beschouwd als een vergaarbak voor een heterogene groep uiteenlopende levensvormen Metazoa (Watson 2020) zonder duidelijke Cambrische afstammelingen en met onduidelijke verwantschap met levende phyla. De Vendobionta vormden het grootste deel van de Ediacara Macrobiota. Deze bestond uit drie levensgemeenschappen : de Avalon Assemblage (ca. 575-560 Ma), de White Sea Assemblage (ca. 560–550 Ma) en de Nama Assemblage (ca. 550–539 Ma), welke laatste kort na het begin van de Cambrische explosie uitstierf (ca. 541 miljoen jaar geleden (ca. 541 Ma)). Enkele genera 'Vendobionta' worden wel als gedifferentieerde vroege evolutielijnen binnen klassieke Metazoa beschouwd (Watson 2020). Zo wordt Dickinsonia als een vertegenwoordiger beschouwd van de plakdiertjes (stam Placozoa) (Sperling & Vinther, 2010) of ribkwallen (onderrijk Eumetazoa (orgaandieren), stam Ctenophora) (Zhang & Reitner, 2006), Haootia als een genus van de neteldieren (Eumetazoa, stam Cnidaria) (Liu et al., 2014a, b), Yilingia als een ringworm (Eumetazoa, infrarijk Bilateria, Protostomia, superstam Lophotrochozoa, stam Annelida) of geleedpotige (Eumetazoa, Bilateria, Protostomia, superstam Ecdysozoa, stam Arthropoda) (Chen et al., 2019) en Kimberella als een weekdier (Eumetazoa, Bilateria, Protostomia, superstam Lophotrochozoa, stam Mollusca) (Fedonkin & Waggoner, 1997) of minstens (algemeen aanvaard) een bilateraal dier (Eumetazoa, Bilateria). 
Een van de voornaamste veranderingen op de grens Ediacarium-Cambrium was het verdwijnen van de meeste macroscopische Metazoa met zachte lichamen (Ediacara Macrobiota), en het is nog steeds onderwerp van discussie of dit een massa-extinctie was (Laflamme et al., 2013). Recent onderzoek naar deze Metazoa wijst erop dat hun biodiversiteit al aan het afnemen was toen de eerste gebiomineraliseerde Metazoa, zoals onder meer Cloudina, Namacalathus en Namapoikia, verschenen en zich begonnen te verspreiden tegen het einde van het Ediacarium. Dit belangrijk paleobiologisch event wordt wel eens omschreven als een 'biotische vervanging'. Deze vervangers introduceerden innovatieve ecologische interacties, zoals macrofage predatie en competitie (Hua et al., 2003). Hun evolutionaire nieuwigheden leidden tot de zeer omvangrijke uitbreiding en systematische organisatie van voedselwebben, ecologische niches en ecologische gilden (Wood & Zhuravlev, 2012) tijdens de Cambrische explosie (Daroch et al., 2015). Biomineralisatie was een van de innovaties in de geschiedenis van het Leven met de meeste impact. Het beïnvloedde biogeochemische cycli (Cappellen, 2003) en sedimentologische regimes (Warren et al., 2013) en leidde tot het complexer worden van ecologische interacties (Bengtson & Zhao, 1992) en benthische ecosystemen (Wood & Curtis, 2015). 

##### Laat-Ediacarium:Kimberella

Schematische tekening van de structuur van Kimberella quadrata op basis van de typische afdrukken van het dier (Boven-Ediacarium van Zuid-Australië en Noordwest-Rusland). a) laterale en lagere gedeelten van het lichaam (voet ?), b) geschulpt deel van de gewelfde dorsale bedekkende structuur, c) transversale (overdwarse) spierbundels, d) longitudinale (overlangse) spierstreng, e) graas/rasp'tanden' (Ivantsov, 2013).

Latex afgietsel van een natuurlijke afdruk van Kimberella quadrata uit de Zimnie Goryformatie van het Boven-Ediacarische deel van het Archangelskgebied (Zimnie Gorypaleosite). Zichtbaar zijn onder meer het samengetrokken deel van het lichaam gelegen vóór de 'kop', en groeven of ribbels in het voorste deel van de kop, welke waarschijnlijk overeenkomen met 'tanden' (Ivantsov, 2013).

Een van de bekendste primitieve Bilateria (domein Eukaryota, rijk Metazoa (Animalia of dieren), onderrijk Eumetazoa) uit het Laat-Ediacarium is het genus Kimberella. Het holotype specimen (catalogusnummer SAM P12734) werd in 1966 door Glaessner & Wade beschreven onder de genusnaam Kimberia en werd toen als het kwalstadium van een 'holtedier' beschouwd (Metazoa (Animalia), Eumetazoa, toenmalige stam 'Coelenterata'; nu stam Cnidaria), verwant aan moderne kwallen (Cnidaria, onderstam Medusozoa). De naam Kimberia herdenkt John Kimber die in 1959 de eerste fossielen van Kimberella in de Ediacara Hills vond en verzamelde, en in 1964 op achtendertigjarige leeftijd om het leven kwam tijdens een expeditie in Zuid-Australië. Omdat de genusnaam Kimberia al wetenschappelijk in gebruik was voor een subgenus (ondersoort) van het genus Turritella (stam Mollusca, klasse Gastropoda) toen Glaessner & Wade het holotype beschreven, werd in 1972 het taxon door Wade herbeschreven onder de nieuwe genusnaam Kimberella. Onderzoek op onder meer de eerste gevonden specimina Kimberella quadrata uit de zandsteenlagen in de Kimberella lenses van de Zuid-Australische Ediacara Hills (Ediacara Member, Rawnsley Quartzite (= de vroegere Pound Quartzite)) wees er uiteindelijk op dat het een slakachtig, waarschijnlijk beweeglijk benthisch organisme was met een complexe morfologie en een organisatieniveau dat dicht bij dat van triploblastische dieren ligt, volgens Fedonkin & Waggoner (1997) misschien wel van weekdieren (Mollusca) met een schelp. 
Latere talrijke vondsten in de glauconitische moddersteen en zandsteen van de Zimnie Goryformatie, Ergaformatie en Mezenformatie van Zimnie Gory-Winter Coast en Solza River-Onega Peninsula (Verkhovkaformatie) van het Witte Zeegebied (Oblast Archangelsk) in Noordwest-Rusland, leken deze bevindingen te ondersteunen en verder uit te diepen. Kimberella quadrata leefde tussen ca. 558-ca. 555 miljoen jaar geleden (ca. 558-555 Ma) en maakte deel uit van de White Sea Assemblage (levensgemeenschap) (ca. 560-ca. 550 Ma) van de Ediacara Macrobiota. De ontdekking van Kimberella persii in de grijze klei-achtige schalie van de Kushk Series in de Chahgazregio (Dargazin) nabij Kushk (Bafq) en Chahmir (Behabad) in Centraal Iran verruimt het biostratigrafisch voorkomen van Kimberellomorpha (stamgroep Mollusca) tot de overgang Ediacarium-Cambrium en vult het stratigrafisch hiaat tussen de biodiverse White Sea Assemblage en de diverse kroongroepweekdieren uit vele Cambrische Konservat-Lagerstätten. Als zodanig laat het einde van het Ediacarium in Iran een veranderend paleo-ecosysteem zien met een bloeiende levensgemeenschap Metazoa (Vaziri, Majidifard & Laflamme, 2018). Zoals met vele fossielen uit  het Ediacarium zijn de evolutionaire verwantschappen van Kimberella met andere organismen onderwerp van discussie. Het werd gebruikt als een van de meest overtuigende voorbeelden voor het ontkrachten van hypotheses die alle macrofossielen uit het Ediacarium groeperen als hogere niet-Metazoë taxa (bv. Seilacher, 1992). 
Van het geslacht Kimberella zijn twee soorten bekend : Kimberella quadrata Glaessner & Wade, 1966 en Kimberella persii Vaziri, Majidifard & Laflamme, 2018. De afdrukken van de samengedrukte lichamen van Kimberella quadrata werden eerst als resten beschouwd van Cubozoa (Eumetazoa, Cnidaria) of Siphonophora (Eumetazoa, Cnidaria, klasse Hydrozoa, onderklasse Hydroidolina) die op één lichaamszijde lagen (Glaessner & Daily, 1959; Wade, 1972; Jenkins, 1992), en door Fedonkin & Waggoner (1997) en Fedonkin et al. (2007) als overblijfselen van weekdieren (Mollusca). Jenkins (1992) misinterpreteerde de graassporen van Kimberella (informeel het ichnogenus Radulichnus, maar in 2013 door Ivantsov officieel beschreven als Kimberichnus teruzzii op basis van 'holotype' PIN 3993/5619 van het Witte Zeegebied) als kruipsporen van geleedpotigen (Arthropoda) en Fedonkin & Vickers-Rich (2007) als spiculae van sponzen  (Metazoa, onderrijk Parazoa, stam Porifera). Zoals bij alle dieren uit het Ediacarium is grote voorzichtigheid geboden bij reconstructies van Kimberella omdat het geen nauw verwante afstammelingen heeft in de hedendaagse fauna. Grootschalige opgravingen in het Witte Zeegebied leverden meer dan 1000 exemplaren Kimberella quadrata (Ivantsov, 2009) in verschillende wijzen van preservatie. De informatie die door deze specimina beschikbaar werd overstijgt die van de Zuid-Australische vondsten, maar specifieke details van de structuur werden nog duidelijker door de latere ontdekking van Kimberella persii in Iran. Kimberella quadrata, het type species van het genus, werd oorspronkelijk beschreven op basis van enkele exemplaren uit de Pound Quartzite van de Zuid-Australische Ediacara Hills en eerst beschouwd als een problematisch fossiel (Glaessner & Daily, 1959).
Uranium-looddatering van zirkoon uit vulkanische as doorsneden met lagen fossielhoudende siliciclastische gesteenten die gevormd werden in ondiepe mariene paleomilieus in het gebied van Zimnie Gory, geeft een absolute ouderdom van 558 ± 1,0 tot 555,3 ± 0,3 miljoen jaar (Boven-Ediacarium) voor een gediversifieerde levensgemeenschap lichaams- en sporenfossielen in het Witte Zeegebied van Noordwest-Rusland. Deze ouderdom is een minimumouderdom voor de oudste bekende specimina Kimberella quadrata en maakt geassocieerde sporenfossielen de oudste bekende die betrouwbaar gedateerd werden (Grazhdankin 2003, 2004; Martin et al., 2000). Alle specimina Kimberella quadrata en de sporenfossielen werden gepreserveerd op de bodem van lagen fijnkorrelige zandsteen. De lichaamsafdrukken van Kimberella werden op verschillende manieren gefossiliseerd (tafonomische diversiteit). De fossilisatie was meer dan waarschijnlijk gebaseerd op snelle bedekking door zand tijdens stormen (Fedonkin et al., 2017b), resulterend in typische 'dodenmaskers' (death masks) (Gehling 1999). Deze death masks zijn samengestelde uitwendige afgietsels van het dorsale en ventrale oppervlak in verschillende stadia van ontbinding (Dzik, 2003), en dikwijls met de afdruk van de erboven liggende lichaamsstructuren er bovenop. Graassporen (als gevolg van de consumptie van microbiële matten) komen relatief veel voor en de afdruk van een geïsoleerde 'schelp' werd ook waargenomen. De beter bewaard gebleven vondsten van het Witte Zeegebied bevestigen het bestaan van een slakachtig complex, heterotroof ongewerveld dier met een triploblastische morfologie (klade Bilateria) en een grazende, benthische levenswijze in de Neoproterozoïsche mariene paleo-ecosystemen. Onder meer Seilacher (1999) beschouwt de Witte Zeefossielen als overtuigend bewijs van de aanwezigheid van goed gedefinieerde dierenstammen in het Ediacarium. De tafonomische diversiteit van de vindplaats maakt het mogelijk zeer fijne details van zowel de inwendige als uitwendige structuur te observeren, evenals de wijze waarop Kimberella zich voedde en voortbewoog.

Kimberichnus teruzzii ('holotype' PIN 3993/5619), natuurlijke afdruk van graassporen achtergelaten door Kimberella quadrata. Zimnie Goryformatie (Boven-Vendiaan (Boven-Ediacarium)) van de Zimnie Gory paleosite, Witte Zeegebied (Oblast Archangelsk) in Noordwest-Rusland (Ivantsov, 2013).

Kimberella had een hoge dorsale schaal. Aan het veronderstelde voorste uiteinde ervan bevond zich een kapachtige structuur. De schaal kon vijftien cm lang, vijf tot zeven cm breed en drie tot vier cm hoog worden, en was stijf maar toch flexibel. Waarschijnlijk was het in de vroege ontogenetische fasen niet-gemineraliseerd, maar in latere groeifasen wel, vermoedelijk met aragoniet. Het langwerpige, ovaalvormige zakachtige lichaam had een brede voet met een van onder de schaal zijdelings uitstekende fijne rand voorzien van fijne dwarsrimpels. Deze voet kon zich tot ver buiten de rand van de schaal uitstrekken (perifere voet). Het complexe spierstelsel ervan kon een golvende beweging ontwikkelen waardoor het dier over het substraat kon glijden. Door deze golvende beweging functioneerde de ademhaling en vermoedelijk werd de mantelholte erdoor geventileerd. Kimberella had een goed ontwikkeld dorsaal-ventraal spierstelsel dat gerangschikt was in een metamerisch (segmentaal) patroon en in fijne transversale ventrale spieren. De voortbeweging werd mogelijk gemaakt door spiersamentrekkingen, zowel voor verplaatsingen over de zeebodem als vermoedelijk ook voor verplaatsingen in het sediment. Dit laatste was nuttig voor gebeurlijke bedekking door zand aangevoerd door stormen of door veranderende stroomrichting. In associatie met Kimberellafossielen werden waaiervormige krassporen aangetroffen die onder meer door Fedonkin (2001) als graassporen beschouwd worden, afkomstig van een intrekbaar slurfachtig orgaan eindigend op haakachtige graas/rasp'tanden'. Maar er bestaan ook andere interpretaties van dit orgaan. Goed gefossiliseerde clusters van deze waaiervormige krassen wijzen erop dat het dier achterwaarts bewoog tijdens het grazen, of dat het voedingsorgaan zich aan de achterkant van het lichaam bevond (Fedonkin et al., 2007).
De huidige consensus met betrekking tot de taxonomische positie van Kimberella is dat het een primitief dier is (domein Eukaryota, rijk Metazoa (Animalia of dieren)). Het behoort het meest waarschijnlijk tot de stamgroep (of infrarijk) Bilateria met hooguit een onzekere taxonomische plaats binnen de superstam Lophotrochozoa (groep zonder Linneaanse rang Protostomia), maar het is geen stamweekdier (stam Mollusca) (Bechly, 2020). De juiste interpretatie van de morfologie van Kimberella is nog altijd controversieel. De mogelijkheid dat het een stamholtedier (Cnidaria) zou kunnen zijn kan niet uitgesloten worden omdat er bewijzen zijn voor voorouderlijke bilaterale symmetrie bij Cnidaria (Metazoa, Eumetazoa) (Erwin, 2008) en omdat er eveneens bewijzen zijn van sclerotizatie (de aanwezigheid van een inwendig skelet) en zeer diverse Baupläne bij Vroeg-Cambrische kamkwallen (Metazoa, Eumetazoa, Cnidaria, stam Ctenophora, klasse Scleroctenophora) (Zhao et al., 2019). 
In 2011 benoemden Erwin et al. binnen Metazoa een klade 'Kimberellomorpha' zonder taxonomische rang om Kimberella in onder te brengen, samen met Solza margarita Ivantsov et al., 2004. Deze soort is een problematisch fossiel uit het Boven-Ediacarium van het Russische Onega Schiereiland (Witte Zeegebied) en heeft de eivormige (ovaalvormige) lichaamsvorm en het knobbelig dorsaal oppervlak (de bovenkant) gemeen met Kimberella. Budd & Jensen (2017) zijn van mening dat een afzonderlijke klade Kimberellomorpha taxonomisch weinig zin heeft. Kimberellomorphen worden door Erwin et al. beschreven als ovaalvormige centimeter grote bilateraal symmetrische organismen met meerdere morfologisch onderscheiden en concentrisch  gerangschikte zones, een duidelijke anteroposterior differentiatie, een gekartelde basale rand die een gespierde voet omgeeft en met een 'slurfachtig orgaan'. Dit orgaan wordt algemeen geassocieerd met uitwaaierende sporenfossielen (ichnofossielen) die het begrazen van microbiële matten kunnen vertegenwoordigen. De buitenste zone van het lichaam is typisch glad en gekarteld. De binnenste zone wordt begrensd door dunne dwarsrimpels en bevat in het midden een diepe invaginatie in de lengterichting. Het voorste uiteinde is smaller dan het achterste en lijkt een intrekbare, pijlvormige structuur te bevatten (het 'slurfachtig orgaan') dat vermoedelijk verantwoordelijk is voor de waaiervormige krassen die soms met Kimberella geassocieerd worden, omdat het dier aan of nabij het einde van zulke krassen aangetroffen werd.

Wetenschappelijke reconstructietekening van de algemene morfologie van Kimberella quadrata nabij en op de met dit genus geassocieerde graassporen, zoals in situ aangetroffen op het oppervlak van fossiele microbiële matten in fijnkorrelige zandsteen uit het Boven-Ediacarium van de Ediacara Hills (Ediacara Member, Zuid-Australië) en in glauconitische moddersteen uit het Boven-Vendiaan van het Witte Zeegebied (onder meer Zimnie Goryformatie, Noordwest-Rusland). De graassporen werden benoemd en beschreven als Kimberichnus teruzzii, op basis van het type-ichnospecies ('holotype') PIN 3993/5619 van het Witte Zeegebied (Ivantsov, 2013). Reconstructie door Ivantsov (2009).

De afzettingen in de Zuid-Australische Ediacara Hills (Flinders Ranges; Ediacara Member, Rawnsley Quartzite) en die van het Witte Zeegebied in Noordwest-Rusland (Ergaformatie, Mezenformatie en Verkhovkaformatie) bevatten overvloedige begrazingssporen toegewezen aan Kimberella (bv. Fedonkin et al., 2007b; Gehling et al., 2014). In 2013 werden deze door Ivantsov officieel beschreven als Kimberichnus teruzzii op basis van 'holotype' PIN 3993/5619 uit het Boven Vendiaan (Redkino Horizon van de Zimnie Goryformatie en Ergaformatie) van het Witte Zeegebied (Archangelskgebied, Zimnii Bereg). Hij vermeldde dat dit type ichnofossiel al heel lang bekend was uit de Ediacara Hills, maar nooit formeel beschreven werd. De structuur van Kimberichnus leverde belangrijke indirecte informatie over de voortbeweging, het voedingsapparaat en het voedingsgedrag. Te Ediacara worden de waaiervormige sporenfossielen veel meer aangetroffen dan het dier zelf (Seilacher & Hagadorn, 2010). Volgens Ivantsov et al. (2019) en Ivantsov (2013) is Kimberichnus op sommige vindplaatsen zo talrijk dat het het zichtbare fossieldragende oppervlak volledig bedekt. Deze overvloed wijst op uitgebreide begrazingsactiviteit, maar de afwezigheid van andere sporenfossielen op deze locaties wijst er ook op dat er slechts één sporenmaker voorkwam en niet een diverse levensgemeenschap mobiele grazers (Bechly, 2020). Ivantsov beschreef   Kimberichnus teruzzii als dunne ribbels die de natuurlijke mallen van groeven op het primaire substraat van microbiële matten vertegenwoordigen. Deze ribbels convergeren enigszins in dezelfde richting, zijn af en toe gepaard en zijn in bundels gegroepeerd. Geconvergeerde en deels 'samengesmolten' bundels vormen breed divergerende waaiers. Deze laatste kunnen onbegrensde sporen (krassen) vormen, waarbij de volgende waaier zich nabij of in de plaats van het smalle interne uiteinde van de voorgaande waaier bevindt. De lengte van de ribbels en de breedte van de waaiers variëren aanzienlijk maar bedragen nooit meer dan tien cm. De afstand tussen gepaarde ribbels bedraagt 0,5 tot 3,5 mm. De ichnospeciesnaam teruzzi eert de Italiaanse paleontoloog Giorgio Teruzzi, conservator van het Natuurhistorisch Museum van Milaan.
Glaessner (1960) beschouwde de waaiervormige sporen in de Zuid-Australische Ediacara Hills (Ediacara Member) als indrukken van bundels eenvoudige rechte spiculae van sponzen. Dit werd in 2014 door Gehling et al. verworpen. Zij waren van mening dat Kimberichnus teruzzii om morfologische en tafonomische redenen niet als afgietsels van structurele elementen zoals spiculae of organische vezels kan worden geïnterpreteerd. De eerste specimina, in 1973 door Brian Daily verzameld, werden in 1991 door Gehling wetenschappelijk beschreven. Oorspronkelijk werden ze als krassporen afkomstig van dubbelklauwige aanhangels (ichnogenus Monomorphichnus) van grazende Arthropoda (Eumetazoa, Protostomia, Ecdysozoa) beschouwd (onder meer Jenkins, 1995; Crimes, 1994). Seilacher (onder meer Seilacher & Hagadorn 2010; Seilacher, 2007; 2005; 1997) was een internationaal bekend specialist en autoriteit op het gebied van sporenfossielen. Hij was de eerste die de waaiervormige sporen uit het Boven-Ediacarium vergeleek met het jongere sporenfossiel Radulichnus (Onder-Jura - Recent) en stelde Kimberella voor als het dier dat de Boven-Precambrische sporen achterliet. Hij beschouwde Kimberella als een zeeslakachtige begrazer van microbiële matten. Het ichnogenus Radulichnus (ichnospecies Radulichnus transversus Lopes et Perera, 2018) lijkt op de sporen die door de radula van weekdieren op sediment achtergelaten worden. Kimberichnus verschilt van Radulichnus door de aanzienlijk grotere 'tanden' van de radula en door de tegengestelde graasrichting ervan (in de richting van het dier). Kimberella verplaatste zich tijdens het grazen dus achterwaarts in plaats van voorwaarts (Ivantsov, 2012; 2010b). Nog volgens Seilacher konden enkel de graassporen van grotere specimina Kimberella fossiel bewaard blijven omdat enkel hun voedingsorgaan (een radula-achtig orgaan dicht bezet met 'tanden' op het einde van een slurfachtig orgaan (Seilacher 1999)) de microbiële matten diep genoeg kon binnendringen en krassporen kon achterlaten in het sediment eronder. Gehling et al. (2014) bevestigden dat Kimberichnus teruzzii zelden voorkomt in associatie met Kimberellaspecimina van minder dat 15 mm lengte, blijkbaar dus vanwege het kleinere voedings/begrazingsapparaat van deze specimina in verhouding tot de korrelgrootte van het begraasde sediment. Kimberichnus werd gefossiliseerd in 'positief relief' of 'hyporelief', dat is op de basis van de geassocieerde gesteentelaag (zandsteen of moddersteen) (Fedonkin, 2003).

##### Small shelly fossils
Small shelly fossils (SSF), small shelly fauna of early skeletal fossils (ESF) zijn gebiomineraliseerde fossielen waarvan vele slechts enkele millimeters groot zijn. De informele term werd in 1975 ingevoerd door de paleontologen Samuel Matthews en Vladimir Missarzhevsky, initieel met als doel een heel uitgebreid bestand kleine, meestal fragmentarische fossielen van lichaamsdelen te groeperen/'klasseren' die bij leven van de betrokken organismen zowel voor uit- als inwendige bescherming en/of ondersteuning dienden. SSF worden bijna doorlopend aangetroffen van het bovenste Ediacarium tot in het Midden-Cambrium, maar de meeste worden in lagen uit het vroegste Cambrium gevonden. Opvallend is dat SSF uit het Ediacarium nooit samen met vertegenwoordigers van de Ediacara Macrobiota voorkomen, wat erop kan wijzen dat ze in verschillende paleomilieus leefden. SSF hebben een wereldwijde verspreiding in Cambrische gesteenten die gevormd werden in ondiepe mariene paleomilieus van onder meer Australië, China, Mongolië, Rusland, Antarctica, Marokko, Zweden, Estland en Groot-Brittanië. Ze vertegenwoordigen een van de oudste bewijzen van biomineralisatie en de vorming van harde beschermende en ondersteunende lichaamsdelen bij Metazoa (Animalia of dieren). Het eerste verschijnen van SSF vond plaats vóór de Cambrische explosie en markeert een revolutionaire transformatie van de Precambrische microbieel gedomineerde cyclus organische koolstof naar het Fanerozoïsche Aardesysteem gekenmerkt door Metazoa (bv. Guo et al., 2014). Dit wordt weerspiegeld in een verandering in de biomineralisatiepatronen, welke met een wereldwijde adaptieve radiatie van microbiële geschaalde organismen en Archaeocyathiden (mariene rifbouwende sponzen) gepaard ging, en kan beschouwd worden als de eerste fase van een wereldwijde biodiversificatie waarbinnen bijna alle basale Baupläne van Metazoa ontstonden (bv. Liang et al., 2020). Er vonden ook ingrijpende veranderingen plaats in de Vroeg-Cambrische evolutionaire-paleo-ecologische opvolging, onder meer het verschijnen en de opkomst van grote aantallen Trilobita met kalkhoudend pantser tijdens Stage 3 (ca. 521 tot ca. 514,5 Ma) van het Cambrium (Zhang et al., 2008) na het verdwijnen van SSF met fosforhoudende schalen.

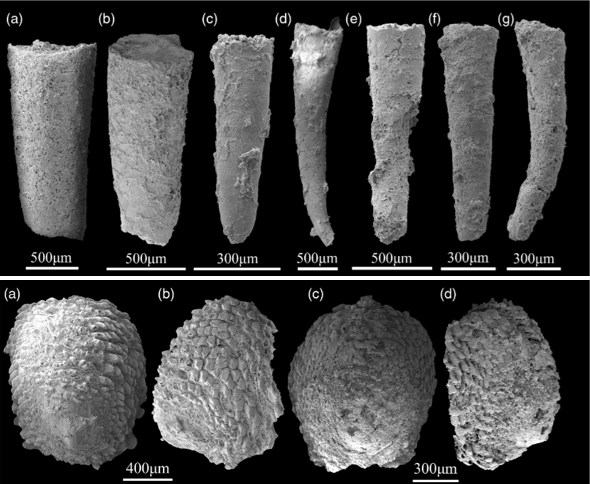
Enkele voorbeelden van small shelly fossils (SSF), uit de Anabarites trisulcatus–Protohertzina anabarica assemblage zone, Yangjiagou Member van de Tongyingformatie, overgang Precambrium (periode Ediacarium)-Cambrium (tijdsnede Fortuniaan) (Zuid-Shaanxi, Noordwest-China). Boven : (a)-(c) = Conotheca mammilata (stam Mollusca, klasse Hyolitha, orde Orthothecida), (d)-(g) = Conotheca subcurvata, alle versteende afdrukken van de binnenkant van de schelp (steenkernen). Onder : (a)-(d) = Maikhanella multa (Mollusca, klasse Monoplacophora ?) (Luo et al, 2024).

SSF zijn heel divers, in die mate dat er geen formele definitie bestaat voor het bestand dat bestaat uit spiculae, buisjes, testae en een variëteit aan schelpen, sclerieten en ossicles. Ze zijn bijna alle  ouder dan de meer vertrouwde fossielen, waaronder vertegenwoordigers van bv. de klasse Trilobita (rijk Metazoa (Animalia of dieren), onderrijk Eumetazoa, infrarijk Bilateria, Protostomia (groep zonder Linneaanse rang), superstam Ecdysozoa, clade Panarthropoda, stam Arthropoda (geleedpotigen), onderstam Trilobitomorpha (trilobietachtigen)). Omdat de meeste SSF bewaard bleven door snel bedekt te worden door fosfaat en dit soort preservering voornamelijk beperkt bleef tot het Laat-Ediacarium en het Vroeg-Cambrium, kunnen de dieren die de SSF produceerden vroeger dan dat tijdsinterval ontstaan zijn. Sommige SSF bestaan uit de volledige schelp van kleine organismen zoals sommige slakachtige weekdieren en zoals de enigmatische Cloudina (Eumetazoa, clade Cloudinomorpha, stam incertae sedis, familie Cloudinidae). Het merendeel bestaat echter uit fragmenten of onsamenhangende resten van grotere organismen (Metazoa, Eumetazoa, Bilateria), onder meer weekdieren (Protostomia, superstam Lophotrochozoa, stam Mollusca), slakachtige Halkieriidae (Protostomia, Lophotrochozoa, Mollusca), Onychophora-achtige organismen (Protostomia, Ecdysozoa, Panarthropoda, stam Onychophora) die nauw verwant kunnen geweest zijn aan de voorlopers van Arthropoda, armpotigen (Protostomia, Lophotrochozoa, stam Brachiopoda) en stekelhuidigen (superstam Deuterostomia, stam Echinodermata) en sponzen (Metazoa, onderrijk Parazoa, stam Porifera).
Een van de oudste SSF in het bestand is Cloudina dat stratigrafisch wereldwijd voorkomt, van het Laat-Precambrium (Laat-Ediacarium) tot in het Cambrium. Andere vroege genera zijn onder meer nog Namapoikia en Namacalathus, beide uit sedimenten van het Laat-Precambrium in Namibië, en, in tegenstelling tot Cloudina, met minder intensief gemineraliseerde lichaamsdelen. Een van de eerste verklaringen voor het verschijnen van small shelly fossils en dus voor het ontstaan en de evolutie van gebiomineraliseerde lichaamsdelen is een plotse toename in de oceanen van de concentratie aan calcium in het bovenste Ediacarium, maar vele SSF zijn uit andere mineralen opgebouwd, zoals bv. silica. Omdat de oudste bekende SSF in het geologisch bestand rond dezelfde tijd verschijnen als het tijdstip waarop organismen graven in sediment ontwikkelden om predatie te ontwijken, is het meer waarschijnlijk dat ze vroege stappen vertegenwoordigen in een evolutionaire 'wapenwedloop' tussen predatoren en prooidieren die een steeds efficiëntere verdediging ontwikkelden. Volgens Bengtson (2017) is het (relatief) plotse verschijnen van zeer intensief gebruik van biomineralen in gebiomineraliseerde 'skeletten' (harde lichaamsdelen) op het einde van het Ediacarium meer dan waarschijnlijk een nevenverschijnsel van een globale radiatie van nieuwe morfologieën en weefsels. De biologische 'keuze' van biomineralen (voornamelijk calciumcarbonaat, calciumfosfaat en silica) kan de omstandigheden van het paleomilieu weerspiegelen waaronder een betreffend 'skelet' (hard lichaamsdeel) initieel evolueerde. Anderzijds kunnen gebiomineraliseerde lichaamsdelen zich ontwikkeld hebben eenvoudig omdat ze sterker zijn en minder energie kosten om te produceren dan, zoals bij insecten, volledig biologische skeletten. Maar de dieren die deze small shelly fossils achterlieten gebruikten mineralen waartoe ze makkelijk toegang hadden. 
Niettegenstaande de kleine afmetingen en de dikwijls fragmentarische aard het moeilijk maken om SSF te identificeren en in een systematiek in te delen, leveren ze zeer belangrijke informatie over hoe de voornaamste groepen mariene ongewervelden (domein Eukaryota, clade Choanozoa, Metazoa, parafyletische groep Invertebrata) evolueerden en in het bijzonder over het tempo en het patroon van evolutie tijdens de Cambrische explosie. Behalve dat ze de vroegst bekende vertegenwoordigers van een aantal moderne phyla omvatten, hebben SSF het grote voordeel dat ze een vrijwel continu fossielenbestand bieden van vroege Cambrische organismen met harde lichaamsdelen. SSF uit sedimenten die dateren van nabij het begin van het Cambrium markeren een belangrijke overgang van levensgemeenschappen met consumptie (begrazing) van microbiële matten, eencellige organismen en eenvoudige genera met zachte lichamen, naar een wereld gedomineerd door Eukaryote macro-algen (zeewier, zoals bv. Sinocylindra) (bv. Zhu et al., 2019) en door dieren met harde lichaamsdelen, gravende organismen en andere Metazoa. Deze overgang vond plaats tijdens het Terreneuvien (het eerste (oudste) tijdvak (de onderste (oudste) serie) van het Cambrium), tussen de aanvang van de Cambrische periode tot het verschijnen ca. twintig miljoen jaar later van de oudste Trilobieten (Trilobita), bv. Fallotaspis (Verenigde Staten van Amerika en Marokko). Het tijdsinterval waarin SSF het meeste voorkomen is etage (Engels : stage) 'twee' (ca. 529 - ca. 521 Ma) van het Onder-Cambrium. Deze etage heeft voorlopig nog geen naam gekregen. Het vormt tezamen met de etage Fortunien het Terreneuvien. 'Etage twee' is ook nog bekend als het Tommotiaan, een etage uit de Siberische stratigrafie waaruit een grote levensgemeenschap SSF bekend is; 'Tommotiida' (superstam Lophotrochozoa). Tommotiiden worden aangetroffen naast uitgebreide vroege rifachtige afzettingen bestaande uit komvormige Archaeocyatha, een klasse organismen die ook deel uitmaken van small shelly fauna en welke men indeelt bij de stam Porifera (sponzen) (Debrenne et al., 2015a, Debrenne et al., 2015b). 
Small shelly fossils uit het Onderste Cambrium komen dikwijls heel overvloedig voor en hebben een grote biodiversiteit waardoor ze nuttig kunnen zijn voor regionale en intercontinentale correlaties in carbonaatafzettingen of fosforhoudende afzettingen, vóór het in grote aantallen verschijnen van Trilobita. De overgang Precambrium-Cambrium is een zeer belangrijke mijlpaal in de geschiedenis van de Aarde. Het vertegenwoordigt grote veranderingen op het gebied van evolutionaire, paleo-ecologische, geologische en geochemische ontwikkelingen (bv. Wood et al., 2019). Fossielen uit deze gesteenten bieden waardevolle inzichten in de vroege evolutie van het leven (bv. Steiner et al., 2020). SSF uit de vroegste Cambrische gesteenten zijn belangrijk voor de approximatieve bepaling van de geologische en biostratigrafische grens tussen Precambrium en Cambrium (bv. Steiner et al., 2021), spelen ook een belangrijke rol in de biostratigrafische onderverdeling van het Onder-Cambrium en voor de approximatieve bepaling van hun vroegste verschijnen (SSF First Appearance Datum of FAD) (bv. Yun et al., 2024). Uit Precambrisch-Cambrische grenssedimenten van bv. Noordwest-China (Yangjiagou Member van de Tongyingformatie) zijn levensgemeenschappen bekend met overvloedige SSF. De plaatselijke lithostratigrafische en magnetostratigrafische gegevens hebben sterk bijgedragen aan het begrip van het chronostratigrafisch profiel van die regio (bv. Feng et al., 2022).

###### Small shelly fossilsuit het Ediacarium:Cloudina

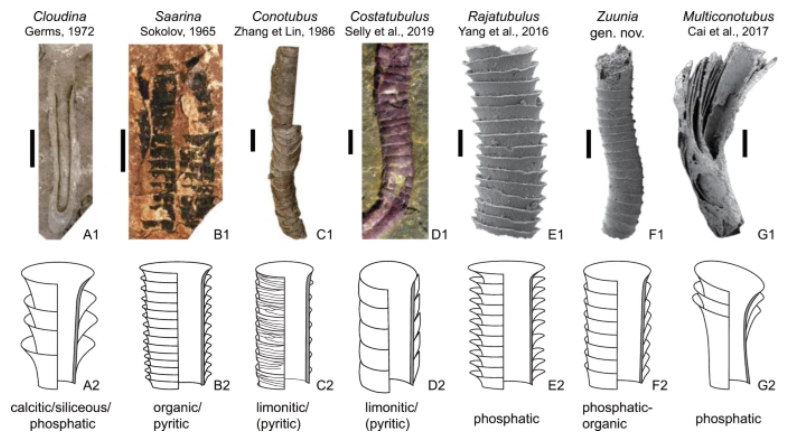
Vergelijking van morfologie en tafonomische modi binnen de morfoklade Cloudinomorpha (bovenste Ediacarium). Op de bovenste rij foto's van representatieve fossielen, de onderste rij toont schetsen met schematische verschillen tussen de afgebeelde soorten van de familie Cloudinidae. A1 = holotype van Cloudina hartmannae Germs (1972), B1 = holotype van Saarina juliae Gnilovskaya (1996), C1 = syntype van Conotubus hemiannulatus Zhang et Lin (1986), D1 = deel van het holotype van Costatubus bibendi Selly et al. (2019), E1 = Rajatubulus costatus Yang et al. (2016), F1 = holotype van Zuunia chimidtsereni Yang et al. (2016), G1 = Multiconotubus chinensis Cai et al. (2017). Calcitic = kalkhoudend, silicious = kiezelhoudend, phosphatic = fosfaathoudend, organic = biologisch, pyritic = pyriethoudend, limonitic = limoniethoudend. Schaalaanduiding : A1 = 1 mm, B1 = 5 mm, C1 = 5 mm, D1 = 1 mm, E1 = 100 μm, F1 = 200 μm, G1 = 1 mm.

Een aantal fossielen uit het Ediacarium worden door sommige onderzoekers als mogelijke vroege voorlopers beschouwd (stamtaxa) van afstammingslijnen die tot Onder-Cambrische en moderne groepen leidden. Hiertoe behoren onder meer Cloudina (Eumetazoa, (morfo)klade Cloudinomorpha, stam incertae sedis, familie Cloudinidae), bilaterale dieren zoals Kimberella (weekdieren?) (Eumetazoa, Bilateria, Protostomia, Lophotrochozoa, Mollusca (?)), Palaeophragmodictya (Eumetazoa, Parazoa, Porifera (sponzen)) en mogelijk geleedpotigen (Eumetazoa, Bilateria, Protostomia, Ecdysozoa, Euarthropoda, Arthropoda) (Briggs, 2015). Uit het bovenste Ediacarium zijn in vergelijking met het Onder-Cambrium slechts weinig small shelly fossils (SSF) bekend, en weer in vergelijking met het Onder-Cambrium hebben ze slechts een beperkt aantal vormen (Bengtson et al., 2004). Volledig en gedeeltelijk gebiomineraliseerde buisjes komen algemeen voor en vormen een zeer heterogeen fossielenbestand. De samenstelling en structuur van hun wanden variëren sterk. Specimina uit het bovenste Ediacarium werden toegewezen aan een breed scala klades, zoals neteldieren (Eumetazoa, stam Cnidaria), pindawormen (Eumetazoa, Bilateria, Protostomia, Lophotrochozoa, stam Sipunculida), polychaete en siboglinide ringwormen (Eumetazoa, Bilateria, Protostomia, Lophotrochozoa, stam Annelida), en foraminiferen (Eukaryota, rijk Chromista, stam Foraminifera).
Een van de bekendste en meest voorkomende SSF uit het bovenste Ediacarium is het genus Cloudina. Binnen dit genus worden twee onderscheiden soorten erkend : Cloudina hartmannae Germs, 1972 (typesoort) en Cloudina carinata Cortijo et al., 2010. Overige 'soorten' zouden junior synoniemen van Cloudina hartmannae kunnen zijn (bv. C. riemkeae Germs, 1972; C. lucianoi Zaine & Fairchild, 1985; C. sinensis Zhang, Li et Dung, 1992.). Cloudina verscheen plots ca. 549 miljoen jaar geleden, verdween van het toneel nabij de overgang Ediacarium-Cambrium ca. 542 miljoen jaar geleden (Zhuralev et al., 2012) en is een wereldwijd verspreid Ediacarisch gidsfossiel dat initieel in 1972 door Germs beschreven werd. Deze noemde het genus naar Preston Ercelle Cloud (Massachusetts (VS), 1912 - Santa Barbara (Californië, VS),1991), een vooraanstaande Amerikaanse paleontoloog, biogeoloog en kosmoloog. De fylogenetische verwantschappen van Cloudinomorpha zijn zeer controversieel. Zo werd de clade toegewezen aan een grote verscheidenheid van verschillende groepen, onder meer kalkalgen (Tarhan et al., 2018), koraalachtige neteldieren (Eumetazoa, Cnidaria, klasse Anthozoa) (bv. Han et al., 2017; Wood & Curtis 2015), de enigmatische klasse Cribricyathea (Eukaryota, Metazoa) (Glaessner 1976, Germs 1972), ringwormen die in buisjes leven (Eumetazoa, Bilateria, Protostomia, Lophotrochozoa, Annelida) (bv. Schiffbauer et al., 2020; Hua et al., 2005) en basale (primitieve) Metazoa (Eukaryota) (bv. Cai et al., 2017). Cloudinomorphen werden dikwijls eenvoudig als problematische organismen beschouwd (bv. Cunningham et al., 2017; Cortijo et al., 2015) in hun eigen incertae sedisfamilie Cloudinidae en een informeel hoger taxon dat door Selly et al. (2019) Cloudinomorpha genoemd werd. Schiffbauer et al. (2020) zien een mogelijke verwantschap met ofwel Lophotrochozoa (Eumetazoa, Bilateria, Protostomia) ofwel met de stam Hemichordata (Eumetazoa, Bilateria, Deuterostomia), maar verkiezen uit het voorzichtigheidsprinciepe verwantschap met Annelida.
Cloudina vertegenwoordigt een van de voornaamste genera van de zogenaamde Ediacaran Small Shelly Fauna (Zhuralev et al., 2012; Bengtson, 2004). Deze levensgemeenschappen zijn heel verschillend van de meer bekende Cambrian Small Shelly Fauna en bevatten, naast hoofdzakelijk Cloudinomorpha, nog twee andere geslachten, nl. Namapoikia (Metazoa, Parazoa (?), Porifera(?) (sponzen)) en Namacalathus (Metazoa). De calcietschalen (calciumcarbonaat (CaCO3)) van Cloudina bestaan uit op elkaar gestapelde trechtervormige segmenten (Hua et al., 2005) die samen een exoskelet vormen. Het geheel lijkt op een stapel in elkaar geschoven bekers. Naast het typegenus Cloudina (met, volgens sommige onderzoekers, een zevental soorten) ressorteren onder de familie Cloudinidae en de informele hogere groep Cloudinomorpha waarschijnlijk ook nog de genera Acuticocloudina, Costatubulus, Feiyanella, Rajatubulus, Saarina, Sinotubulites, Conotubus, Multiconotubus en Zuunia. Over het algemeen wordt Cloudina beschouwd als het vroegst bekende dier met een gebiomineraliseerd exoskelet (Grant, 1990). Sommige mogelijk verwante geslachten zoals bv. Conotubus en Saarina waren niet of op zijn best weinig gebiomineraliseerd. Cai et al. (2011) en Hua et al. (2007) suggereerden dat Conotubus de vermoedelijke niet-gebiomineraliseerde voorloper is van Cloudina. Dit werd door Smith et al. (2016) weerlegd omdat in sedimenten van Mount Dunfee in Nevada (VS) Conotubus biostratigrafisch honderd meter boven lagen die Cloudina bevatten aangetroffen wordt. Het buisvormige lichaam van de typesoort Cloudina hartmannae heeft een diameter van 2,5 tot 6,5 mm en werd ongeveer 8 tot 150 mm lang (Germs, 1972). De oorspronkelijke samenstelling van het exoskelet is volgens Porter (2007) onbekend, maar geochemische gegevens suggereren dat het waarschijnlijk uit aragoniet bestond (Callow & Brasier, 2005) en volgens Zhuravlev et al. (2015) uit calciet met een hoog gehalte aan magnesium. Er zijn aanwijzingen dat het flexibel was (Brain, 2001). Elk trechtervormig lichaamssegment vangt een ander segment excentrisch op. De schaal heeft een geribbeld voorkomen en is gebogen en soms vertakt. De wand van de buisvormige schaal is 8 tot 50 µm dik en varieert bij de meeste individuen tussen de 10 en 25 µm dikte (Grant, 1990). Gedetailleerde driedimensionale reconstructie toonde aan dat de buisvormige schalen een open bodem hadden (Miller, 2004), maar volgens Hua et al. (2005) is de basis van het buisvormige exoskelet van specimina Cloudina hartmannae uit de Dengyingformatie van Ningqiang County (provincie Shaanxi, China) integendeel gesloten.

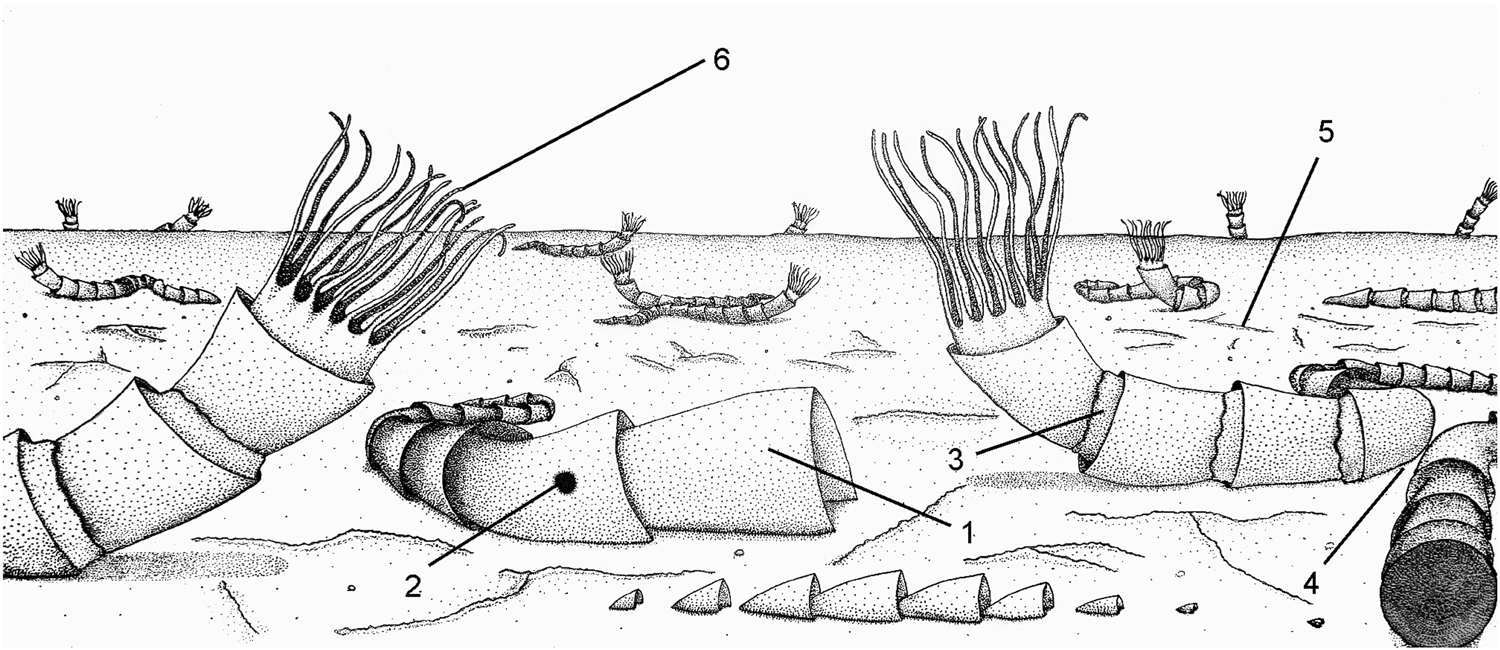
Reconstructietekening van de Cloudinomorphe Eumetazoo Cloudina (Precambrium, Proterozoicum, Neoproterozoicum, Ediacarium : wereldwijd). 1= trechtervormig segment van buisvormig exoskelet, 2= boorgat gemaakt door macrofage Metazoë predatoren, 3= biofilms die zich ontwikkelen in associatie met het externe schaaloppervlak, 4= veranderingen in de groeirichting gerelateerd aan competitie voor levensruimte, 5= microbiële matten, 6= vermoedelijke tentakelachtige structuren (Becker-Kerber et al., 2017).

Germs (1972) en Glaessner (1976) vestigden door hun beschrijvingen van Cloudina het traditionele standpunt dat het genus nauw verwant was aan serpulide ringwormen (Eumetazoa, Bilateria, Protostomia, Lophotrochozoa, Annelida), maar Germs vermeldt in zijn wetenschappelijk artikel in American Journal of Science (1972) eveneens een classificatie in phylum Archaeocyatha(?), klasse Cribricyathea(?), orde Pterocyathida(?), familie Vologdinophyllidae(?). Alleen de buisvormige schaal, de gladde binnenwand ervan en de aanwezigheid van peristomen zijn ondubbelzinnig vergelijkbaar met die van Serpulidae. Morris et al. (1990) en Hahn & Pflug (1985) klasseren Cloudina slechts in de familie Cloudinidae. Grant (1990) klasseert op basis van dichotome vertakking bij de soort Cloudina hartmannae het genus bij koraalachtige neteldieren (Eumetazoa, Cnidaria, Anthozoa). Dichotome vertakking wijst op ongeslachtelijke voortplanting. Ook bij Cloudina carinata werd bij een specimen uit het Ediacarium van Spanje dichotome vertakking vastgesteld (Cortijo et al., 2010). Hua et al. (2005) besloten na een grondige herziening van de biologie van Cloudina dat de segmentatie, ongeslachtelijke voortplanting en morfologie in grote lijnen vergelijkbaar zijn met moderne serpulide ringwormen, wat duidt op mogelijke morfologische convergentie (een vergelijkbare morfologie) of fylogenetische verwantschap, en dat het traditionele standpunt van onder meer Germs (1972) wat betreft de annelide verwantschap plausibel blijft. Op basis van ontogenetische en structurele gegevens stellen Vinn & Zatoń (2012) dat de diverse onderzoeken die deze verwantschap zouden aantonen inconsistenties bevatten. Zij stellen dat de manier van ongeslachtelijke voortplanting bij Cloudina meer lijkt op die van neteldieren (Cnidaria) en dat de aanwezigheid van een gesloten basis ook verenigbaar is met de morfologie van neteldieren. Volgens Yang et al. (2020) wijst de ultrastructuur van Cloudinidae wel degelijk op verwantschap met (niet-gebiomineraliseerde) Annelida.
Ongeveer 20% van de Cloudinafossielen vertoont een enkel rond tot ellipsvormig boorgat met een diameter van 40 tot 400 µm en een lengte van 15 tot 85 µm, steeds in een bepaald gebied van de buisvormige schaal. Volgens Hua et al. (2003) bevindt het boorgat zich in elk individu op een relatief uniforme afstand van de schaalopening. Dit kan wijzen op controle door de oriëntatie van de schaal tijdens het leven, zoals bv. ten opzichte van de locatie van het sedimentoppervlak, of, wat waarschijnlijker is, op een ontwijkingsreactie door het roofdier op beschermende maatregelen dichtbij de schaalopening. Hua et al. (2003) hypothetiseren dat de afwezigheid van boorgaten verder van de schaalopening aangeeft dat ofwel het roofdier reageerde op een sensorische trigger door dichter bij de opening te boren, dat het roofdier wist dat zachte weefsels zich in het bovenste, groeiende (open) gedeelte van de buis bevonden of dat het oudere, onderste deel van de schaal typisch in het substraat ingebed was. Deze boorgaten zijn heel anders dan die van microborende endolithische Protisten en Algae of van borende Porifera en zouden valabel indirect bewijs kunnen zijn voor de aanwezigheid van een rovende (carnivore) Bilateria (domein Eukaryota, rijk Metazoa (Animalia of dieren), klasse Eumetazoa) in het Ediacarium (Hua et al., 2003; Bengtson & Zhao, 1992). Volgens Hua et al. (2003) kon Cloudina niet veel heen en weer bewegen in zijn buis, of zelfs helemaal niet. De oorzaak hiervoor zou de snelle toename van de diameter van de buis geweest zijn na dichotome vertakking. Het dier was waarschijnlijk zelfs volledig aan de inwendige buiswand vastgehecht met het zachte lichaamsoppervlak. Volgens sommige onderzoekers leefde het enkel in het laatste (bovenste) segment. De doorsnede van het zachte lichaam veranderde van cirkelvormig vóór de ongeslachtelijke voortplanting naar halfrond na de voortplanting. Vermoedelijk trok Cloudina zich bij ongeslachtelijke voortplanting niet terug in de buis, maar werd door laterale splijting verdeeld in twee dochterdieren. Deze laatste scheidden daarna lateraal nieuwe buiswanden rond hun zachte lichaam in de moederbuis af. Het resultaat van dit proces werd bij een specimen Cloudina hartmannae vastgesteld in de vorm van een bijna gelijke splitsing van een cylindrische trechter in twee halve cilinders.
Becker-Kerber et al. (2017) beschrijven de nauwe associatie van Cloudina met microbiële matten en organisch rijk materiaal, syndepositioneel calciet en goethietcement tussen de segmenten van de schaal. Deze kenmerken versterken het vermoeden van interacties tussen Metazoa en micro-organismen op het einde van het Ediacarium. In situ gefossiliseerde Cloudina wijzen op een grote vindingrijkheid in het gebruik van substraat en bijgevolg op verschillende levenswijzen, en op vermijdingsgedrag (bv. het ontwijken van predatoren). Gebaseerd op geochemische analyses bestond de wand van het exoskelet uit twee lagen en organische platen. Al deze gegevens werpen verder licht op de structurering van levensgemeenschappen dieren met schalen in mariene ecosystemen. Sommige Cloudina worden aangetroffen binnenin de kreukelige laminaties (dunne lagen) van de organische matten. Tussen deze laminaties worden soms kwartskorrels aangetroffen. In een specimen dat binnenin een microbiële mat aangetroffen werd vond men inwendige buisvormige structuren. Kartering met behulp van Ramanspectroscopie laat grote concentraties kerogeen zien in de meer donkere delen van de lamellen van de microbiële mattextuur. Cloudina vertoont in sedimentmonsters met microbiële textuur geen voorkeursoriëntatie met betrekking tot mogelijke sortering door stroming. Ze worden ook niet gedisarticuleerd (uiteengevallen) of in fragmenten aangetroffen. De 'ribbels' die gevormd worden door de als een stapel bekers in elkaar passende segmenten zijn zelfs goed bewaard gebleven. Het buisvormige exoskelet kan vele bochten vertonen als gevolg van drastische veranderingen in de groeirichting. Dit verschijnsel kan ruimtelijk in verband staan met de locatie van andere specimina. De meeste Cloudina werden in horizontale tot schuine stand gefossiliseerd, slechts enkele vertikaal, en alle ofwel in de moddersteen die over de microbiële matten afgezet werd ofwel binnenin de microbiële matten. Sommige horizontale tot schuin liggende Cloudina doorsnijden kronkelend de fossielhoudende laag. Sommige specimina lijken de schuine/vertikale schaal-oriëntatie gewijzigd te hebben naar de horizontale en omgekeerd.

###### Small shelly fossilsuit het Cambrium:Halkieria

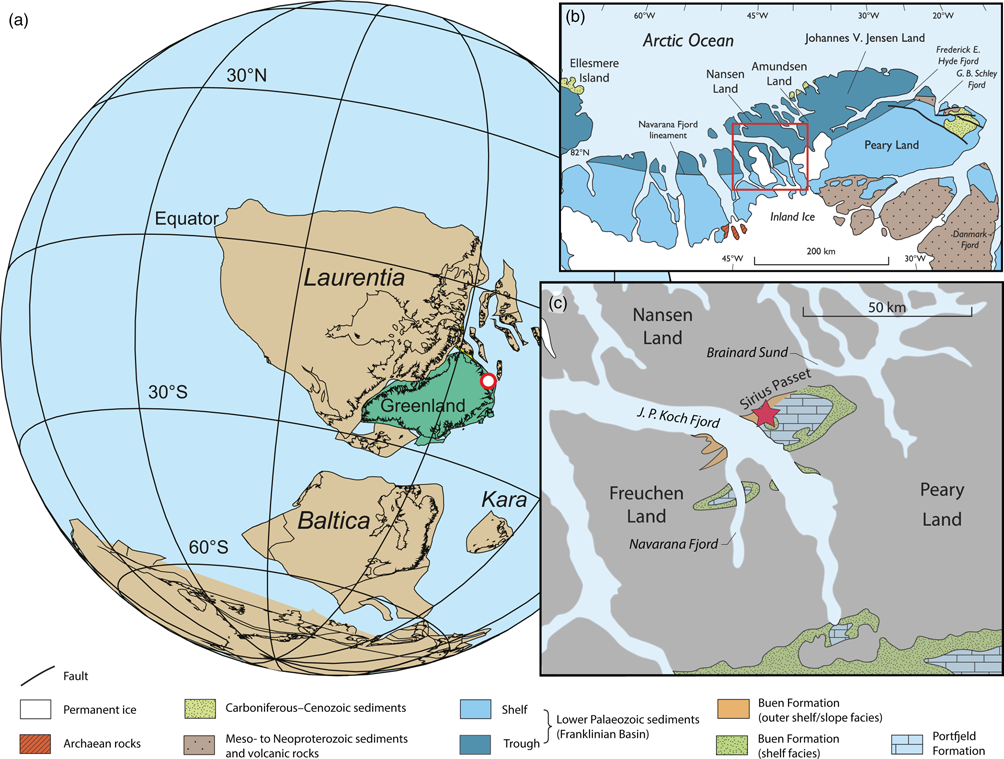
Paleogeografische en geografische kaarten met betrekking tot de Onder-Cambrische Sirius Passet Lagerstätte.
(a) Locatie van Noord-Groenland in het vroege Cambrium, ca. 520 miljoen jaar geleden (Torsvik 2009). De rode cirkel geeft de locatie van de Konservat-Lagerstätte aan.
(b) Het oostelijke Frankliniaanse Bekken (geologisch bekken) (gewijzigd, van Ineson & Peel; 2011). Het rode vierkant geeft de locatie van kaart (c) aan.
(c) De Sirius Passetvindplaats (aangeduid met een rode ster) op 82° 47,59' N, 42° 13,54' W, ten oosten van J.P. Koch Fjord (gewijzigd, van Le Boudec et al.; 2014).

Een van de bekendste groepen small shelly fossils (SSF) uit het Onder- tot Midden-Cambrium is de familie Halkieriidae Poulsen, 1967. Deze dieren worden ingedeeld bij onderrijk Eumetazoa, klade Bilateria, groep (klade) Protostomia, klade Spiralia, superstam Lophotrochozoa, stam Mollusca. Halkieriidae worden op vele plaatsen aangetroffen, onder meer in Groenland (Sirius Passet Lagerstätte) (Konservat-Lagerstätte), Noordwest-China (Xinjiang autonome regio) en Australië (Georgina Basin). Het meest bekende genus is Halkieria Poulsen (1967) (met typesoort Halkieria obliqua Poulsen, 1967), waarvan de meeste bekende soorten (ongeveer vijfendertig) meestal onder de vorm van geïsoleerde sclerieten aangetroffen worden. De oudste bekende Halkieriide sclerieten, beschreven als Halkieria longa Qian (1977), worden aangetroffen in de Boven-Nemakit-Daldyniaanetage (Purella antiqua Zone) in Siberië (Onder-Cambrium). De laatste Halkieriide vertegenwoordigers, behorende tot het genus Australohalkieria dat als gelijkaardig aan Halkieria beschouwd wordt, zijn bekend uit Midden-Cambrische sedimenten van de Monastery Creek Formation (Georgina Basin, Australië). Halkieriiden en andere small shelly fossils zijn typisch, maar niet altijd, secundair gefosfatiseerd. Secundaire fosfatisering schijnt enkel tijdens het Onder-Cambrium algemeen te zijn geweest. Daarna werd dit zeldzamer door een toegenomen verstoring van de zeebodem door gravende dieren. Daarom is het mogelijk dat Halkieriidae en andere genera die tot het bestand small shelly fossils gerekend worden vroeger voorkwamen dan hun oudste bekende fossielen en later dan hun jongste bekende fossielen (Dzik, 2007; Porter, 2004).
De bekendste Halkieriide is Halkieria evangelista Conway Morris & Peel, 1995 (holotype MGUH 19728). De soortbenaming evangelista werd door Conway Morris & Peel bedacht als een epitheton omdat deze soort volgens hen licht werpt op het Onder-Cambrische fossielenbestand. Volledige specimina werden in 1989 in een Onder-Cambrische Konservat-Lagerstätte van de Buenformatie (Sirius Passet Lagerstätte) van Peary Land (Noord-Groenland) aangetroffen. De Sirius Passet Lagerstätte werd in 1984 ontdekt en is de meest afgelegen en een van de minst bekende van de voornaamse Lagerstätten uit het Cambrium. Het is een van de oudste bekende uitzonderlijk goed bewaard gebleven paleobiota. Het werd in 1990 door Simon Conway Morris en John Peel voor de eerste keer beschreven in een beknopt wetenschappelijk artikel in het Britse wetenschappelijk tijdschrift Nature. In 1995 werd de Lagerstätte door dezelfde auteurs in het eveneens Britse wetenschappelijk tijdschrift Philosophical Transactions of the Royal Society of London meer uitgebreid beschreven, en met stellingname van bredere evolutionaire implicaties. Deze uitzonderlijke vindplaats toont de escalatie van een aantal nieuwe Baupläne en levenswijzen die de basis vormden voor een modern functioneel gelaagd ecosysteem. De paleofauna bestaat uit overvloedig nekton en wordt gedomineerd door benthische, infaunale en pelagische predatoren in een nutriëntenrijk ecosysteem. Uitzonderlijk goede fossilisatie maakte het voor een aantal taxa mogelijk om visuele systemen, zenuwstelsels, spiervezels en spijsverteringssystemen met inhoud te reconstrueren. De complexe Metazoë levensgemeenschappen van de Sirius Passet Lagerstätte waren geassocieerd met microbiële matten die gepreserveerd werden in lagen zwarte mudstone. 
Deze sedimenten geven inzicht in de verschuiving van Laat-Neoproterozoïsche (Ediacarische) naar Onder-Cambrische levensgemeenschappen en de eraan verbonden substraten, in het paleomilieu en in de chemische samenstelling van de waterkolom. Uit al deze gegevens blijkt dat deze biota zich in een paleomilieu met een zeer lage zuurstofconcentratie ontwikkelde. De oorspronkelijke sedimentatiekenmerken van de Lagerstätte bleven grotendeels bewaard, wat een gedetailleerde interpretatie mogelijk maakt van het paleomilieu van dit Onder-Cambrisch ecosysteem, en helpen zo bij het begrijpen van de paleo-ecologische beperkingen en de milieubeperkingen die van invloed waren op de Cambrische explosie (Babcock 2005). De meest betrouwbare indicator voor de ouderdom van de Sirius Passet fauna is de zeer talrijke Olenelline trilobiet (stam Arthropoda (geleedpotigen), onderstam Trilobitomorpha (trilobietachtigen), klasse Trilobita) Buenellus higginsi Blaker, 1988. Het verspreidingsgebied van deze trilobiet is gecorreleerd met de Nevadella-trilobietbiozone (Blaker & Peel 1997; Palmer & Repina 1993), een ouderdomsinterpretatie die ondersteund wordt door de verspreiding van andere Olenelline trilobieten in de Buenformatie (Blaker & Peel 1997). De Lagerstätte correspondeert met het midden- tot bovengedeelte van de Onder-Cambrische 'etage drie' (Stage 3), ca. 521 tot ca. 514,5 Ma volgens Ogg et al. (2016), en ongeveer correlerend met de etage Atdabanien (etage in gebruik in de geologie van Siberië). De ouderdom van de Sirius Passet Lagerstätte is vrijwel dezelfde als die van de Zuid-Chinese Onder-Cambrische Chengjiang Biota Konservat-Lagerstätte (Yunnan provincie) (Yang et al., 2018; Zhang et al., 2008).
De Sirius Passet Fauna toont enkele overeenkomsten met die van de tien miljoen jaar jongere Midden-Cambrische Burgess Shale (Burgess Shale Konservat-Lagerstätte) (508 Ma) in het Canadese gedeelte van de Rocky Mountains (Nationaal park Yoho, Brits-Columbia), hoewel het met momenteel ongeveer 45 ontdekte soorten die minstsens acht grote taxonomische groepen vertegenwoordigen (meestal stammen) een lagere biodiversiteit heeft. Beide levensgemeenschappen worden aangetroffen in modderige siliciclastische sedimenten die zeewaarts accumuleerden vanuit carbonaatplatforms die gevormd werden rond de rand van het paleocontinent Laurentia (bv. Ineson & Schil, 2011, 2011a; Collom et al, 2009; Fletcher & Collins 2009). De faunale samenstelling van beide Lagerstätten is dezelfde, met numeriek dominante Arthropoda, maar ze zijn verschillend wat de overheersende wijze van fossilisatie betreft. Niet-gemineraliseerde fossielen van de Burgess Shale zijn meestal bewaard als koolstof- en silicaatfilms waardoor hun morfologie tot in het kleinste detail bewaard bleef (bv. Erwin & Valentine, 2013; Gaines et al., 2012). Dit soort preservering komt in sommige horizonten van de Sirius Passet Lagerstätte ook voor (bv. Vinther, Eibye-Jacobsen et al., 2011a; Vinther, Smith et al., 2011b) maar de meeste organismen zijn daar bewaard als indrukken met licht reliëf in mudstone. Maar de oorspronkelijk kalkhoudende exoskeletten van de Nevadiide trilobiet Buenellus higginsi, de scleritomen van Halkieria evangelista, spiculae van sponzen (stam Porifera) (Botting & Peel, 2016) en zeldzame Hyolithen (stam Brachiopoda, klasse Hyolitha) behielden een hoog reliëf na fossilisatie. 

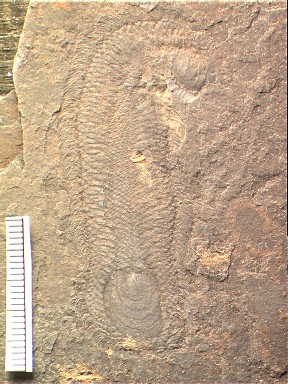
Volledig specimen Halkieria evangelista Conway Morris & Peel (1995), een primitief weekdier uit de Onder-Cambrische Sirius Passet Lagerstätte (Buenformatie) van Noord-Groenland.

De Sirius Passet Fauna bestaat uit bilaterale Eumetazoa : Halkieriiden (stam Mollusca, familie Halkieriidae), trilobieten, wormen (klasse Palaeoscolecida, klasse Polychaeta, stam Annelida, stam Priapulida), Lobopoden (klade Panarthropoda, stam Lobopodia), tweekleppige niet-trilobitomorfe Euarthropoden, Hyolithen, Radiodonten (stam Arthropoda, orde Radiodonta), Loriciferen (superstam Ecdysozoa, stam Loricifera) en Vetulicolia (stam Chordata, klade (?) Vetulicolia), en uit sponzen. De hoog-endemische fauna is uniek omdat slechts enkele van haar taxa ook in andere Cambrische Lagerstätten voorkomen (Holmes et al., 2018). Wat betreft het aantal soorten zijn Euarthropoda en Porifera dominant en de tijdens de expeditie van 2011 getelde specimina tonen aan dat Euarthropoda numeriek beduidend het meest dominant zijn. Paleo-ecologisch bestaat de Sirius Passet biota uit een fauna die op en in microbiële matten leefde, waaronder grazende en omnivore mobiele benthische dieren (bv. het weekdier Halkieria evangelista, de trilobiet Buenellus en de Euarthropoden Kleptothule en Buenaspis) en sessiele  suspensie-etende dieren (bv. Hyolitha en sponzen). De infauna omvatte een aantal soorten carnivore wormen, waaronder Polychaeta en Palaeoscolecida. Er wordt vermoed dat deze taxa niet in situ gefossiliseerd werden en dus mogelijk allochtoon waren. Dieren van het nekton en van het nektobenthos omvatten meerdere genera Euarthropoda, zoals Kiisortoqia, Campanamuta en Isoxys, tezamen met een diverse fauna Lobopodia, zoals Pambdelurion, Kerymachela en Hadranax, en de filtervoeder Tamisiocaris.
Een van de meest iconische soorten van de Sirius Passet Biota is het weekdier Halkieria evangelista, omdat vóór de ontdekking van volledige specimina in anatomisch verband in de Sirius Passet Lagerstätte het genus Halkieria enkel bekend was van fragmentarische resten (geïsoleerde sclerieten). Toen deze sclerieten voor het eerst beschreven werden dacht men dat ze afkomstig waren van Hyolitha (stam Brachiopoda, klasse Hyolitha) (Poulsen 1967; Matthew 1899). Bengtson & Missarzhevsky (1981), Jell (1981) en Bengtson & Conway Morris (1984) stelden voor dat de geïsoleerde sclerieten deel uitmaakten van een grotere scleritoom van een 'geschubd' dier dat morfologisch vergelijkbaar is met de Midden-Cambrische Wiwaxia Walcott (1911) (Mollusca ?) uit de Burgess Shale. In 1984 maakten Bengtson & Conway Morris een voorlopige reconstructie van Halkieria gebaseerd op de morfologie van Wiwaxia tezamen met een model van het groeiproces van de sclerieten. Toen van Halkieria volledige specimina in anatomisch verband ontdekt werden (Halkieria evangelista) bleek dat deze een anterior (vooraan gelegen) en een posterior (achteraan gelegen) schelpplaat hebben (Conway Morris & Peel 1995, 1990), wat tot een revisie van levensgemeenschappen small shelly fossils leidde om mogelijke schelpplaten van Halkieriidae te identificeren. 
De evolutionaire en fylogenetische verwantschapsbanden van de familie Halkieriidae zijn nog steeds een complexe bron van discussie, vooral de verwantschap met de drie belangrijkste stammen (phyla) van de superstam Lophotrochozoa : Mollusca, Annelida en Brachiopoda, en de verwantschap met Wiwaxia. Omdat zowel Halkieriidae als Wiwaxia (Mollusca ?) sclerieten hebben die in drie concentrische zones gerangschikt zijn, beschouwen Conway Morris & Peel (1995) Halkieriidae en Wiwaxia als nauw verwant. Butterfield (1990) ziet nauwe verwantschap van Wiwaxia met Annelida door overeenkomsten tussen de sclerieten van Wiwaxia en de borstelharen van polychaete Anneliden. In 1990 stelden Conway Morris & Peel verwantschap met weekdieren voor (stam Mollusca), maar in 1995 beschouwden zij Halkieria evangelista dan weer als een stamgroepbrachiopode (Eumetazoa, Protostomia, Lophotrochozoa, Brachiopoda). Later werd gesuggereerd dat Brachiopoda zich uit een Halkieriide voorouder zouden ontwikkeld hebben die zich ventraal kromde, de voet en radula verloor, een lophophoor als nieuw voedingsorgaan ontwikkelde en een steelvormige pediculus voor de verankering aan de zeebodem, en waarvan de sclerieten omgevormd werden tot chaetae (chitineuze borstelharen) (Cohen et al., 2003). 
In 2005 reviseerden Vinther & Nielsen de door Conway Morris & Peel in 1995 officieel beschreven specimina Halkiera evangelista uit de Sirius Passet Lagerstätte. In tegenspraak met Conway Morris & Peel toonden ze aan dat de morfologische zonering van de sclerieten dezelfde is zoals bij keverslakken (stam Mollusca (weekdieren), onderstam Aculifera, klasse Polyplacophora) en voerden argumenten aan die aantonen dat de sclerieten op dezelfde manier uitgescheiden werden zoals bij deze keverslakken. Zij besloten dat de kenmerken van Halkieria evangelista, naast een aragonitische biomineralogie en de aanwezigheid van een algemeen scleritoom, verenigbaar zijn met de kenmerken van weekdieren, vooral keverslakken, en niet met Annelida of Brachiopoda. Vinther & Nielsen stelden verwantschap voor met kroongroepweekdieren en Halkieria evangelista als een zustergroep van Polyplacophora, na aanvankelijk voorgesteld te hebben het in een nieuwe klasse te plaatsen, Diplacophora, omdat de gecombineerde kenmerken van Halkieria niet zouden passen in om het even welke klasse levende weekdieren. Volgens Conway Morris & Peel (1995) vertegenwoordigt Halkieria evangelista echter de zustergroep van Brachiopoda. Brachiopoda hebben borstelharen die lijken op die van ringwormen en dus op de sclerieten van Wiwaxia, bijgevolg lijken ze ook op de sclerieten van Halkieriidae (Conway Morris & Peel, 1995). Volgens Vendrasco et al. (2004) lijkt verwantschap met Brachiopoda aannemelijk omdat de genera van deze stam een larvaal stadium doormaken dat lijkt op het Halkieriide larvaal stadium. Sommige losse fossiele schalen waarvan men denkt dat ze tot Halkieriidae behoren, hebben een Brachiopoda-achtige microstructuur. 
De familie Halkieriidae wordt soms gelijkgesteld met de oudere orde Sachitida He, 1980 (door Vinther et al. (2017) herzien naar een klade zonder taxonomische rang). Sachitida, zoals initieel door He (1980) beschouwd, omvat de familie Wiwaxiidae Walcott, 1911 (Bengtson, 1985) en zou equivalent zijn aan de klade (zonder taxonomische rang) Halwaxiida Conway Morris & Caron, 2007 (superstam Lophotrochozoa). Tot Halwaxiida zouden de families Halkieriidae en Wiwaxiidae behoren. Ook deze klade werd door sommige onderzoekers gelijkgesteld met Sachitida (Bengtson, 1985) én met de klasse Thambetolepidea Jell, 1981 (Jell, 1981), die schaaldragende Cambrische dieren min of meer groeperen, en die tot de stamgroep met weekdieren of Lophotrochozoa zouden kunnen behoren. Sommige paleontologen trekken de geldigheid van de klade Halwaxiida echter in twijfel (Minelli, 2009). Porter (2008, 2004b) wijst op de verwantschap van Halkieriidae met een veel primitievere groep uit het Onder- tot het vroege Boven-Cambrium; de familie Chancelloriidae Walcott, 1920 (orde Chancelloriida). Porter onderzocht goed bewaard gebleven Halkieriide sclerieten afkomstig uit het Midden-Cambrium van het Australische Georgina Basin en maakte een reconstructie van de microstructuur. Porter vergeleek de Halkieriide sclerieten van het Georgina Basin met andere Halkieriide soorten beschreven in de literatuur en kwam tot de vaststelling dat er een microstructureel patroon is dat de hele Halkieriide groep kenmerkt. Chancelloriidae hadden een zakvormig radiaal symmetrisch lichaam dat bedekt was met talrijke stervormige sclerieten en hadden een sessiele levenswijze. Onderzoek naar hun fylogenetische verwantschap is controversieel. Sdzuy (1969) en Walcott (1920) beschouwden ze als sponzen vanwege de vastzittende levenswijze en de eenvoudige structuur. Later werden ze tezamen met Halkieriidae, Wiwaxiidae, Sachitida en Siphogonuchitida (een orde uit het onderste Cambrium slechts bekend van afzonderlijke sclerieten) gegroepeerd in de klasse Coeloscleritophora Bengtson & Missarzhevsky, 1981. 
Siphogonuchitida worden gekenmerkt door een exoskelet met een duidelijke interne holte en bestaande uit gemineraliseerde sclerieten met een beperkt basaal foramen en zonder accretionaire groei (toevoeging van materiaal aan de buitenranden van de sclerieten) (Bengtson & Missarzhevsky 1981). Bengtson (2005) en Bengtson et al. (1990) voegden aan hun paper uit 1981 enkele microstructurele vaststellingen toe om de groepering in de klasse Coeloscleritophora te ondersteunen. Secundair gefosfatiseerde Halkieriide en Chancelloriide sclerieten bewaarde fijne details van de oorspronkelijke microstructuur. Beide families hebben dezelfde sclerietmicrostructuur bestaande uit een buitenste organische laag, een inwendige laag aragonietvezels die parallel aan de lengte-as van de scleriet lopen, een bovenoppervlak (dorsaal oppervlak) dat uitsteeksels (knobbels) vertoont bestaande uit aragonietvezels en een onderste oppervlak (ventraal oppervlak) zonder uitsteeksels. De gebiomineraliseerde sclerieten van andere Coeloscleritophore taxa, vooral Siphogonuchitida en Sachitida, hebben deze microstructuur ook. Voor het overige is het uniek onder de vroegste biomineraliserende dieren. Ondanks het grote morfologische verschil tussen de mobiele Halkieriidae en de sessiele Chancelloriidae, maken de gelijkenis in zowel de sclerietconstructie (Bengtson & Missarzhevsky, 1981) als de sclerietmicrostructuur het onwaarschijnlijk dat de sclerieten het resultaat zijn van convergente evolutie. Maar Bengtson & Collins (2009) beschouwen het grote verschil in levenswijze en in morfologie als een contradictie om hen als verwanten te kunnen bestempelen. Chancelloriidae vormen ofwel een sterk afgeleide klade Bilateria of vertegenwoordigen de voorouderlijke groep waaruit de kroongroep Bilateria is voortgekomen (Bengtson, 2005). Maar volgens Yun et al. (2021) vertegenwoordigen ze een op zichzelf staande groep basale Eumetazoa. 

Model van de microstructuur van een Halkieriide scleriet in longitudinale doorsnede (onderrijk Eumetazoa, klade Bilateria, groep (klade) Protostomia, klade Spiralia, superstam Lophotrochozoa, stam Mollusca, familie Halkieriidae). A : uitvergroting met detail van het bovenoppervlak (dorsaal oppervlak) van een scleriet; 1 = dunne buitenste laag die mogelijk oorspronkelijk van organische oorsprong was. Bijna alle Halkieriide fossielen vertonen zulke laag die ten gevolge van secundaire fosfatisering bewaard bleef, 2 = een inwendige laag bestaande uit aragonietvezels evenwijdig lopend met de lengte-as van de scleriet en dit ofwel evenwijdig aan het sclerietoppervlak, ofwel hellend naar de uiterste punt van de scleriet, 3 = bundels aragonietvezels die lage uitsteeksels (knobbels) vormen welke gewoonlijk hellen van de verticale naar de uiterste punt van de scleriet. De samenstelling van het gebied tussen de uitsteeksels (knobbels) (3) en de inwendige laag aragonietvezels (2) is onzeker (vraagtekens). B : uitvergroting met detail van het onderste oppervlak (ventraal oppervlak) van een scleriet; 4 = onderste oppervlak zonder uitsteeksels (knobbels), stekels, plaatjes of lamellae (fijne laagjes), maar met dunne, overlappende lagen aragonietvezels die een golvend uiterlijk geven aan de bedekkende organische laag. De schaalaanduiding is een ruwe benadering van de grootte van een scleriet die naargelang de soort Halkieriide in grootte kan variëren met een factor van twee of meer (naar Porter, 2008).

Halkieria evangelista is een bilateraal symmetrisch van de dorsale (rugzijde) naar de ventrale zijde (buikzijde) afgeplat dier (infrarijk Bilateria) met een lengte van 1,5 tot 7,1 cm (Conway Morris & Peel, 1995). Het kleinste specimen in anatomisch verband heeft een lengte van 1,6 cm. Vlakbij elk lichaamsuiteinde op de lichaamsas, dus anterior en posterior, bevindt zich een dorsale schelpplaat met de vorm van de schelp van een weekdier of een Brachiopode en met duidelijke groeilijnen. De rest van de rugzijde was bedekt met ongeveer tweeduizend elkaar overlappende sklerieten die drie zones vormen en verschillende vormen hebben : langs het midden van de rug tussen de schelpplaten bevinden zich 'palmate' sclerieten die eerder de vorm hebben van esdoornbladeren, aan weerszijden hiervan lopen bladvormige 'cultrate' sclerieten die naar het midden van het dorsale oppervlak wijzen, en slanke sikkelvormige 'siculate' sclerieten bedekken de buitenranden. Al deze sclerieten samen vormen het (gepantserde) scleritoom. Ongeveer 5/6 van het dorsale oppervlak is bedekt door sclerieten en 1/6 door de twee schelpplaten (Peel, 2016). De sklerieten hebben een brede centrale holte en sommige (Halkieria sp.) hebben ook fijnere longitudinale laterale kanalen (zijkanalen) in de palmate sclerieten (Bengtson & Conway Morris, 1984). Een exemplaar Halkieria evangelista blijkt lateraal gerangschikte kanaaltjes in de sclerieten te hebben (Conway Morris & Peel, 1995) en hetzelfde blijkt bij Halkieria mira (Conway Morris & Chapman, 1997). De ventrale zijde van het dier, de 'voet', is ongepantserd. Tijdens de groei werd er materiaal toegevoegd aan de buitenranden van beide schelpplaten (Vinther & Nielsen, 2005), wat in de groeilijnen resulteerde. De dorsale schelpplaten en de sclerieten bestonden oorspronkelijk waarschijnlijk uit calciumcarbonaat (Conway Morris & Peel, 1995). Op tafonomische gronden (hoe de schelpplaten en de sclerieten gepreserveerd werden) werd gesuggereerd dat ze volledig organisch kunnen geweest zijn. Dit is echter minder waarschijnlijk omdat fossielen van organismen zonder harde lichaamsdelen (organismen zonder gebiomineraliseerde delen) meestal de vorm hebben van dunne organische films, terwijl fossielen van Halkieria zoals bij Hyolitha en Trilobita driedimensionaal zijn. Meerdere exemplaren vertonen kromming in het horizontaal vlak wat onderstelt dat de met de sclerieten geassocieerde spieren op het moment van de bedekking door sediment (inbedding) nog aanwezig waren (Vinther & Nielsen, 2005).
De sclerieten werden voortdurend door grotere opvolgers vervangen. Volgens Bengtson & Conway Morris (1984) werden deze gevormd en gemineraliseerd uit zacht weefsel in het inwendige kanaalsysteem : het zachte weefsel zou samentrekken en zich terugtrekken uit de voormalige gemineraliseerde matrix, welke laatste afgestoten werd, en het zachte weefsel zou dan uitzetten om de daaropvolgende grotere scleriet uit te scheiden. Dit proces ligt zeer dicht bij de ecdysis van Arthropoda. Volgens Vinther & Nielsen (2005) zou er een meer plausibel sclerietgroeiproces geweest zijn, waarbij sclerieten uitgescheiden werden door het onderliggende basaal epithelium. Dit houdt in dat een scleriet uitgescheiden werd van de ene punt naar de andere, te beginnen met de vorming van de distale punt (het verstgelegen punt), waarbij de groei aan de basis doorging totdat de sklerietuitscheiding eindigde met de vorming van het beperkte basale gebied en het foramen. Het foramen is de opening of doorgang aan de basis van elke scleriet en die in verbinding staat met het interne kanaalsysteem van het dier (Bengston et al., 1990). Een aantal kenmerken ondersteunen zulk groeiproces, zoals het uitwendig reliëf transversale (overdwarse) ribben dat incrementele groeilijnen lijkt te vertegenwoordigen. Het uitwendige patroon van knoppen gerangschikt in transversale rijen aan de bovenzijde zou dan een cyclisch proces van gelijktijdige secretie weerspiegelen. De schijnbare overdwarse groeilijnen kunnen van de basis tot de punt langs de gehele scleriet worden gevolgd.
De ventrale zijde van het dier, de 'voet', was ongepantserd en waarschijnlijk gespierd. Omdat Halkieria niet gebouwd was om te zwemmen en ook geen gravende levenswijze had, leefde het op de zeebodem en bewoog het zich voort door de gespierde voet over de zeebodem te laten golven. De naar achteren gerichte siculate sclerieten kunnen de grip verbeterd hebben en verhinderd dat het dier slipte. Sommige specimina werden gedeeltelijk opgerold aangetroffen. In deze lichaamshouding staken de cultrate sclerieten naar buiten waardoor mogelijk predatoren afgeschrikt werden. De functie van de schelpplaat vooraan en achteraan het lichaam is onduidelijk omdat de sclerieten een afdoende bescherming leken geboden te hebben. Littekens op het inwendige oppervlak van de voorste schelpplaat kunnen de locatie aanduiden waar organen vastgehecht waren. Bij een bepaald specimen lijkt de achterste schelpplaat met ongeveer 45° gedraaid te zijn vóór de fossilisatie, wat erop zou kunnen wijzen dat eronder een lichaamsholte aanwezig was die mogelijk kieuwen bevatte (Conway Morris & Peel, 1995). In de achterste helft van sommige specimina werden sporen gevonden van een darm. Van een bepaald exemplaar werden bepaalde delen als een radula beschouwd (Conway Morris & Peel, 1995), de 'getande' chitineuze 'tong' die het kenmerk bij uitstek is van weekdieren (stam Mollusca). Maar bij dit exemplaar is de rand van het scleritoom omgeplooid waardoor de vermeende radula een groep uit het anatomisch verband geraakte siculaire sclerieten zou kunnen zijn (Vinther & Nielsen, 2005). Er zijn weinig aanwijzingen van aanvallen door predatoren of van genezen verwondingen bij Halkieria evangelista en andere fossielen uit de Sirius Passet Lagerstätte, maar het opruimen van kadavers door Arthropoda en wormen is uiteraard plausibel. Volgens Conway Morris & Peel (1995) is er een specimen Halkieria evangelista dat mogelijk slachtoffer werd van de aanval door een predator in het gebied van de 'romp' en/of dat post mortem (na de dood) in contact kwam met aaseters. Voorste schelpplaten met verwondingen kunnen ook op predatie wijzen. 
De geschiedenis van de exploratie van de Sirius Passet Lagerstätte is beschreven door Peel & Ineson (2011a). De eerste exploratie, in 1985 door Davies en Higgins, was kleinschalig. Latere expedities naar de vindplaats in 1989, 1991, 1994 en 2006 werden gefinancierd door de toenmalige Geological Survey of Greenland (Grønlands Geologiske Undersøgelse of GGU), nu deel uitmakend van de Geological Survey of Denmark and Greenland. Deze expedities resulteerden in meer dan zesduizend fossielhoudende gesteenteplaten die meer dan tienduizend fossiele specimina bevatten. Deze wetenschappelijke verzameling werd gevestigd in de geologische afdeling van het Natural History Museum of Denmark aan de University of Copenhagen (Københavns Universitet). In 2009 en 2011 werd de Lagerstätte ook nog onderzocht door teams van deze universiteit. De geologische context van de Sirius Passet Lagerstätte werd beschreven door Peel & Ineson (2011b, 2011a) en Ineson & Peel (2011). De thanatocoenosen werden gepreserveerd in donkere mudstone van de Onder-Cambrische Stage 3 (etage 3) (ca. 521 - ca. 514,5 Ma volgens Cohen et al, September 2023) van Series 2 van de Buenformatie in een overgangsregime tussen haar zuidelijke shelf en een noordelijke opeenvolging van troggen. De sedimenten gevormd tijdens dit overgangsregime accumuleerden direct offshore vanaf een steile helling die de rand vormt van een onderliggend carbonaatplatform (Portfjeldformatie), dat werd overdekt door de Buenformatie toen het Frankliniaanse Bekken (geologisch bekken) zich uitbreidde. Het merendeel van de beschreven specimina van de Lagerstätte werd aangetroffen in geaccumuleerde talus onder een kleine klif in de Buenformatie (Peel & Ineson 2011b).

###### Small shelly fossilsuit het Cambrium: Hyolitha

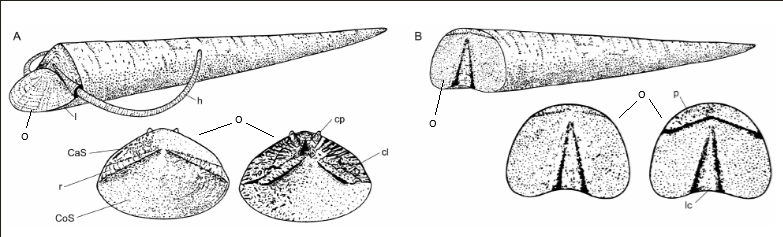
A) Reconstructie van een Hyolithide schelp (Joachimilites novaki, Katiaan (Boven-Ordovicium) van Bohemen), met onderaan detail van het uitwendige (links) en inwendige (rechts) oppervlak van het operculum. o = operculum, l = ligula, h = helens, Cas = cardinaal schild, Cos = conisch schild, r = 'dakje' (rooflet), cp = cardinaal uitsteeksel, cl = claviculum (gewijzigd, naar Malinky, 1987; Malinky & Berg-Madsen, 1999). B) Reconstructie van een Orthothecide schelp (Nephrotheca housina, Katiaan (Boven-Ordovicium van Bohemen), met onderaan detail van het uitwendige (links) en inwendige (rechts) oppervlak van het operculum. o = operculum, p = uitsteeksel, lc = claviculumachtige structuur (gewijzigd, naar Marek, 1967). Naar Devaere et al., 2014.

Hyolitha (onderrijk Eumetazoa, infrarijk Bilateria, groep ('klade') Protostomia (zonder Linneaanse rang),  superstam Lophotrochozoa, stam Mollusca, klasse Hyolitha Marrek, 1963) is een enigmatische groep dieren met kegelvormige schelp die hun bloeitijd hadden van het onderste Cambrium tot het Laat-Ordovicium. Daarna ging hun evolutie achteruit en ze verdwenen uiteindelijk naar het einde van het Perm (Malinky & Yochelson, 2007). Hyolitha waren een van de vroegste, meest voorkomende en meest succesvolle biomineraliserende Lophotrochozoa en een van de voornaamste componenten van de Cambrische levensgemeenschappen small shelly fossils (SSF) (ook nog small shelly fauna of early skeletal fossils (ESF) genoemd). Ze hebben een diepe kegelvormige schelp en een dekselvormig operculum en worden algemeen in twee morfologisch onderscheiden orden onderverdeeld : orde Hyolithida Sysoev, 1957 (Sysoev, 1957) (Onder-Cambrium (= tijdvak (epoch) Series 2) tot Boven-Perm (Malinky, 2009)) en de orde Orthothecida Marek, 1966 (Marek, 1966) (Onder-Cambrium (= tijdvak Terreneuviaan, tijdsnede (age) Midden-Fortunien) tot Onder-Devoon (Malinky, 2009)). 
Hyolithida waren benthische dieren gekenmerkt door een matig uitstekende ventrale plaat (ligula) bij de opening van de schelp waarop het uitwendige operculum rust. Het operculum bestaat uit het kardinaal (bovenaan) en het conisch schild (onderaan). Aan weerszijden van het operculum bevindt zich een lateraal gebogen uitsteeksel (helens) (Martí & Bergström 2014, 2005). Deze helens dienden voor het stabiliseren en heroriënteren van de schelp en voor het verheffen ervan boven het sediment. Ze hebben een vezelige ultrastructuur gemeen met de clavicula van Hyolithe opercula en evolueerden uit afgesplitste staafjes claviculum (Skovsted et al., 2020). Orthothecida hebben geen ligula, noch helens. Hun schelpen vertonen meestal een hoge variabiliteit in dwarsdoorsnede, zoals eivormig, niervormig, cirkelvormig en trapezoid (Malinky, 1987). Orthotheciden waren ook benthische dieren en worden algemeen als sedimenteters of detrivoren beschouwd, terwijl men vermoedt dat hyolithiden filtervoeders waren (Berg-Madsen et al., 2018; Martí, 2016). Het spierstelsel van Orthothecida lijkt vergelijkbaar te zijn met dat van Hyolithida wat onderstelt dat binnen de klasse Hyolitha een consistente anatomische configuratie bestond. De 'skeletogenese' (hier het proces van de schelpvorming), morfologie en anatomie (inwendige bouw) van de vroegste vertegenwoordigers Hyolitha (orde Orthothecida) en hun verwantschap met de andere phyla Lophotrochozoa (Bryozoa, Annelida en Brachiopoda) blijft omstreden (Li et al., 2020). Maar onderzoek van de microstructuur van de schelp ondersteunt de definiëring van Hyolitha als dieren behorende tot de totale groep weekdieren met een (voorlopig) onuitgemaakte fylogenetische positie binnen de stam (phylum) Mollusca (Li et al., 2020).

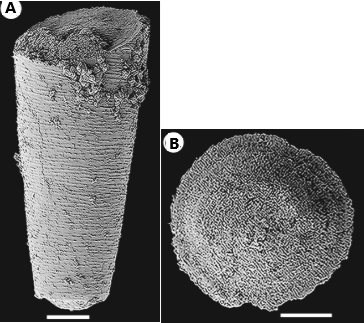
Natuurlijk inwendig afgietsel met combinatie conische schelp en operculum in anatomisch verband (A) en afzonderlijk schotelvormig operculum (B) van de vroege Orthothecide Hyoliet Longxiantheca mira. Tijdvak (epoch) Series 2, tijdsneden Stage 3 en Stage 4 (ca. 521 tot ca. 506,5 miljoen jaar geleden) van het Onder-Cambrium van de Xinjiformatie (Noord-China). Schaalaanduiding : 200 µm (Li et al., 2020).

De Orthotecide Hyoliet Longxiantheca mira Li (2020), bekend uit een uitzonderlijk goed gefossiliseerde secundair gefosfatiseerde SSF-gemeenschap uit de Onder-Cambrische Xinjiformatie (Noord-China) behoudt, vergeleken met vroege genera Orthothecida zoals Majatheca en Conotheca, enkele voorouderlijke eigenschappen van de klasse Hyolitha, zoals : een eenvoudige kegelvormige schelp met een ronde of bijna ronde doorsnede, een tweelagige schelpmicrostructuur van gebundelde aragonietvezels, het voorkomen van talrijke septa (tussenschotten) in het apicale deel (de punt of achterkant) van de schelp, een ongedifferentieerd schijfvormig operculum zonder uitsteeksels op het kardinaal schild en zonder clavicula, maar mogelijk met afzettingen schelpmateriaal (verhoogde randen) in de richting van de omtrek op het inwendige oppervlak van het operculum, een weke delenanatomie met drie groepen spieren en vermoedelijk een voedingsorgaan met tentakels (lofofoor). Deze kenmerken worden beschouwd als secundair geëvolueerd bij latere Hyolitha. Dit wordt verder bevestigd door de afgeleide ontwikkeling van het spijsverteringskanaal : de eenvoudige U-vormige darm van Hyolithida, waarvan de afdrukken in sommige uitzonderlijk goed gefossiliseerde specimina bewaard bleven, zou kunnen afgeleid zijn van de pedomorfose uit juveniele toestand van een kronkelig gevouwen darm van Orthothecida (Devaere et al., 2014). Longxiantheca mira komt heel algemeen voor in de door Li et al. (2020) bestudeerde delen van de Xinjiformatie. Maar volledige specimina in anatomisch verband komen enkel in de Chaijiawasector voor, waarschijnlijk als gevolg van unieke tafonomische omstandigheden die tot secundaire fosfatisering leidden. De voortreffelijke preservering van deze soort laat gedetailleerde reconstructie toe van belangrijke delen van de schelp, zoals de primaire aragonitische microstructuur van de uitwendige schelpwand. Ook weke delen kunnen gereconstrueerd worden. Op het inwendige oppervlak van het operculum bleven indrukken van zachte weefsels bewaard, onder meer littekens van spieraanhechting, epitheelcellen van de mantel en een centraal niervormig platform dat als een draagstructuur voor, vermoedelijk, een voedingsapparaat beschouwd wordt. De ontdekking in Longxiantheca mira van cellen die schelpmateriaal uitscheiden toont aan dat de mantel de groeiwijze van het operculum regelde. De preservering van enkele specimina zou erop kunnen wijzen dat dit operculum enige afstand in de schelp kon teruggetrokken worden, een eigenschap die bij Orthothecida regelmatig kan vastgesteld worden. 
De oudste Orthothecida, zoals bv. Longxiantheca mira, werden dikwijls beschouwd als de voorouderlijke soorten van klasse Hyolitha. Hun buisvormige schelp heeft een cirkelvormige dwarsdoorsnede en het operculum is eenvoudig van structuur en is rond en glad, zonder inwendige morfologische structuren (Li et al., 2020). Tijdens het vroege Cambrium verkregen Orthotheciden een aantal Hyolithida-achtige kenmerken die tot het ontstaan en ontwikkeling van de orde Hyolithida zou leiden. Tot deze kenmerken behoren de ontwikkeling van een bijna driehoekige dwarsdoorsnede van de schelp, dorsoventrale differentiatie en de ontwikkeling van structuren op het inwendige oppervlak van het operculum. Dorsoventrale differentiatie is de vorming van een duidelijk te onderscheiden dorsaal ('bovenaan gelegen') en ventraal ('onderaan gelegen') lichaamsgebied. Volgens Liu et al. (2022) werden deze kenmerken stapsgewijs ontwikkeld, aangezien vroege Orthothecide genera zoals bv. Pedunculotheca, Cupitheca en  Conotheca nog steeds de voorouderlijke buisvormige schelp bezaten zonder enige duidelijke dorsoventrale differentiatie, maar toch prominente structuren ontwikkeld hadden op het inwendige oppervlak van het operculum. Iets jongere en meer afgeleide ('hoger ontwikkelde') Cambrische Orthothecida zoals Probactrotheca en Bactrotheca ontwikkelden in de plaats van buisvormige schelpen een schelp met duidelijke dorsoventrale differentiatie, driehoekig tot trapeziumvormig in dwarsdoorsnede, en structuren op het inwendige van het operculum, zoals uitsteeksels op het kardinaal schild. Maar niet alle Orthothecida beschreven in het paper van Liu  et al.  (2022) voldoen aan deze stapsgewijze verwerving van Hyolithida-achtige kenmerken. Protomicrocornus, Paramicrocornus en Aladraco (Aladraco maakt deel uit van de orde Hyolithida) zijn drie genera die belangrijke morfologische kenmerken combineren die typisch zijn voor Hyolithida én Orthothecida. De soorten Paramicrocornus ventricosus en Paramicrocornus zhenbaensis vertegenwoordigen volgens Liu et al. (2022b) een intermediair evolutionair stadium tussen de orden Orthothecida en Hyolithida en werden daarom door hen in 2022 geclassificeerd in de nieuwe familie Paramicrocornidae. Deze deed haar eerste optreden in het tijdvak Series 2, tijdsnede Stage 3 van het Onder-Cambrium, ca. 521 miljoen jaar geleden. Paramicrocornidae hebben vele Hyolithide kenmerken, zoals een complex platyclaviculaat operculum met een prominent kardinaal uitsteeksel, maar hebben geen helens. Het bezit van helens is een karakteristiek Hyolithide kenmerk (bv. Liu et al., 2022a; Skovsted et al., 2020). Volgens Zhang et al. (2018) behoorden Paramicrocornidae tot de evolutielijn die naar Hyolithida leidde. Protomicrocornus lijkt wat betreft de morfologie van het operculum sterk op Paramicrocornus en kan dus tot dezelfde evolutielijn naar Hyolithida behoren als Paramicrocornus, en was misschien zelfs een nog meer primitieve vorm (Pan et al., 2019). Er zijn overtuigende bewijzen die suggereren dat Hyolithida zich via talrijke tussenvormen tijdens het vroege Cambrium uit Orthothecida ontwikkelden (bv. Skovsted et al., 2020). 

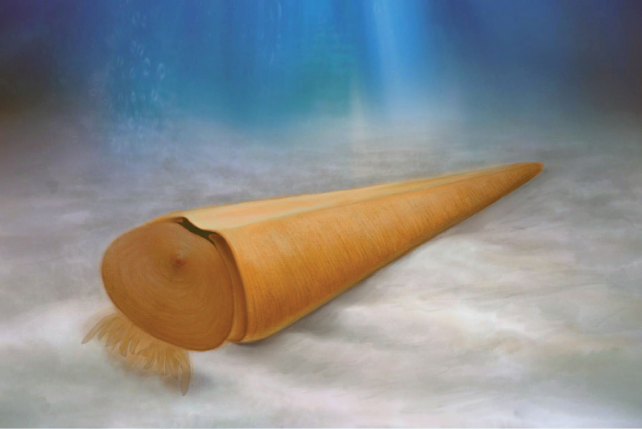
Reconstructie van de Orthothecide Hyoliet Triplicatella opimus als vermoedelijke sedimenteter met lofofoor. Onder-Cambrium (Stage 3, ca. 521 tot ca. 514,5 Ma) van de Chengjiang Biota Konservat-Lagerstätte (Zuid-China).

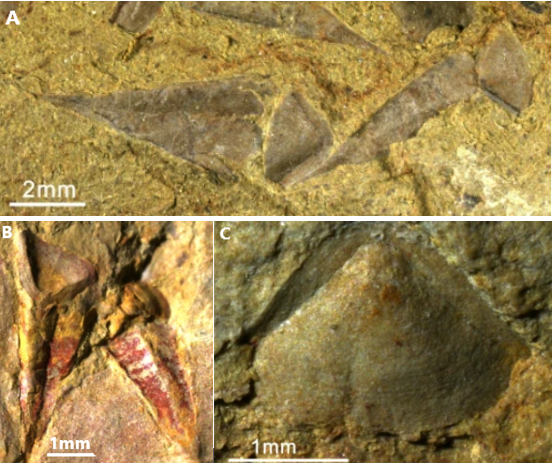
Algemene morfologie van Paramicrocornus ventricosus, een intermediair evolutionair stadium tussen de Hyoliethe orden Orthothecida en Hyolithida, uit de Chengjiang Biota Konservat-Lagerstätte, Yunnan provincie, Zuid-China. A) twee specimina, links met zichtbaar dorsale en rechts met zichtbaar ventrale zijde van de convexe conische schelp, B) twee specimina in anatomisch verband met zicht op het inwendige oppervlak van de schelp, C) operculum met fijne, dicht op elkaar geplaatste overdwarse groeilijnen op het uitwendig oppervlak.

Het onderzoek naar Hyolitha concentreerde zich de laatste jaren voornamelijk op de reeds lang bestaande controverse wat betreft de biologische verwantschappen van de klasse. Het wordt algemeen aanvaard dat de groep tot de superstam Lophotrochozoa behoort, maar toch blijft de precieze fylogenetische positie zeer controversieel. Onderzoekshistorisch werden drie hoofdhypothesen voorgesteld. De eerste suggereert dat Hyolitha een uitgestorven groep binnen Mollusca zou kunnen vertegenwoordigen, de tweede dat ze hun eigen phylum zouden vormen (bv. Malinky & Yochelson, 2007) en de derde dat er een nauwe verwantschap zou bestaan met Sipunculide wormen (pindawormen) (superstam Lophotrochozoa, stam Sipunculida) (Sun et al., 2016). De piste van de voorgestelde verwantschap met Sipunculida werd min of meer verlaten en ook de populairste hypotheses werden sterk beproefd door verschillende sensationele ontdekkingen van bewaard gebleven zachte weefsels aangetroffen in Konservat-Lagerstätten van het Burgess Shale-type. Immers, de ontdekking van de Midden-Cambrische Hyolithide Haplophrentis in de Konzervat-Lagerstätten van de Canadese Burgess Shale en de Noord-Amerikaanse Spence Shale Konzervat-Lagerstätte, en van de Orthothecide Pedunculotheca in de Chengjiang Biota Konzervat-Lagerstätte van Zuid-China leverden nieuwe belangrijke gegevens, ook met betrekking tot de weke delen anatomie. 
In Haplophrentis, evenals in de Orthothecide Hyoliet Triplicatella opimus uit de Chengjiang Biota Konzervat-Lagerstätte, werd een voedingsapparaat met tentakels vastgesteld (Moysiuk et al., 2017) en in Pedunculotheca vermoedelijk een steelachtig apicaal ('aan de top') bevestigingsorgaan ontspringend in het coeloom (Li et al., 2020). Deze eigenschappen bij Haplophrentis, Triplicatella en Pedunculotheca lijken te duiden op verwantschap met de stam of superstam Lophophorata, een grote in onbruik geraakte groep die Brachiopoda, Bryozoa (of Ectoprocta) en Phoronida omvat, en specifiek op een fylogenetische positie dichtbij Brachiopoda (bv. Martin, 2020). Maar Liu et al. (2020) wezen erop dat het tentakelvoedingsorgaan van Hyolitha mogelijk niet gelijkaardig is aan de tentakelkrans (lofofoor) van Lophophorata. De 'steel' die bij Pedunculotheca vastgesteld werd, zou volgens hen meer dan waarschijnlijk een gedeeltelijk geplet deel van de schelp zijn. Bijkomend leverde onderzoek naar de microstructuur van de Hyoliete schelp doorslaggevend bewijs dat Hyolitha hun schaal op een opvallend gelijkaardige manier door biomineralisatie aanmaakten zoals bij Mollusca (weekdieren), vooral vertegenwoordigers van de onderstam Conchifera, wat dus een nauwe verwantschap tussen weekdieren en Hyolitha ondersteunt (Li et al., 2019). De discrepantie tussen de weke delen anatomie van Hyolitha met een tentakelvoedingsorgaan en hun gemineraliseerde schelpen met typische weekdierachtige schelpmicrostructuur staat centraal in het debat over de fylogenetische verwantschap (afstammingsgeschiedenis) van Hyolieten. Het doorheen de sinds het Cambrium ontzaglijke geologische tijdspanne bewaard blijven van weke delen versus harde lichaamsdelen is echter meestal door verschillende tafonomische trajecten beïnvloed geweest. Het proces van secundaire fosfatisering in de gemeenschappen die small shelly fossils produceerden leidde tot het repliceren van heel fijne microstructurele details van basale schelpen, terwijl preservering van het Burgess Shaletype het behoud van weke delen van dieren omvat, bewaard tot in buitengewone anatomische details (Li et al., 2020). Bovendien blijft de vraag met betrekking tot de voorouderlijke kenmerken van de klasse onbeantwoord, vooral wat betreft de evolutielijn van de meer basale (primitievere) Orthothecida. De opdeling van de klasse Hyolitha in de twee verschillende orden Orthothecida en Hyolithida is ondertussen algemeen aanvaard.

###### Small shelly fossilsuit het Cambrium: Archaeocyatha

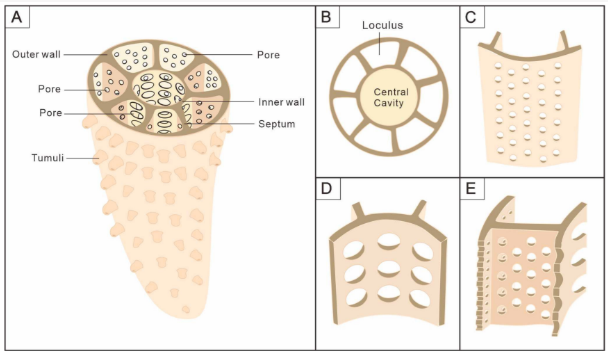
Schets van de morfologie en anatomie van een Ajacicyathide spons (rijk Metazoa (Animalia of dieren), onderrijk sponsachtigen (Parazoa), stam sponzen (Porifera), klasse Archaeocyatha) uit de Onder-Cambrische Shuijingtuoformatie en Xiannüdongformatie (Zuid-China). A) algemene morfologie van de 'beker'; septum = tussenschot, tumuli = heuveltjes op de plaats van de perforaties (poriën) in de buitenwand, mogelijk vergemakkelijkten deze het contact/de communicatie tussen de verschillende individuen van een kolonie (bv. Debrenne et al., 2015), B) detail van bovenaanzicht op de opening van de 'beker'; loculus = het gebied tussen de binnenwand en de buitenwand (intervallum) dat door de septa in kamers van gelijke grootte onderverdeeld wordt. Elke loculus is geïsoleerd van de andere loculi en verbonden door de poriën in de septa. Mogelijk bevatten de loculi het zachte weefsel (Wood et al., 1992), central cavity = centrale holte die fungeert als een 'uitademings'/lozingskanaal en de circulatie van water in de holte mogelijk maakt, C) detail van de geperforeerde buitenwand, D) detail van de geperforeerde binnenwand, E) detail van een septum (tussenschot) dat de binnenwand met de buitenwand verbindt.

De uitgestorven klasse (Wang et al., 2024) Archaeocyatha Vologdin, 1937 (domein Eukaryota, rijk Metazoa (Animalia of dieren), onderrijk sponsachtigen (Parazoa), stam sponzen (Porifera)) maakte een belangrijk deel uit van de Onder-Cambrische small shelly fauna (SSF). Ze bezetten een belangrijke plaats in de evolutie van de basale (primitieve) fauna en in het vroege mariene ecosysteem in warme tropische en subtropische wateren. De eerste Archaeocyatha (de naam betekent 'oude bekers') verschenen waarschijnlijk in Oost-Siberië in het tijdvak Terreneuvien (tijdsnede Fortunien, 538,8 ± 0,6 – ca. 529 Ma), ca. 530 miljoen jaar geleden, en kenden een snelle radiatie en bloeitijd (met meer dan honderd families) tijdens het tijdvak (epoch) Series 2, tijdsnede (age) Stage 3 (Peng et al., 2012) (Onder-Cambrium,  ca. 521 – ca. 514,5 Ma). Tijdens de daaropvolgende Stage 4 (Peng et al., 2012) (Onder-Cambrium,  ca. 514,5 – ca. 506,5 Ma) ondergingen Archaeocyatha een zeer snelle achteruitgang. Deze biologische gebeurtenis wordt voorlopig gekoppeld aan een wereldwijd anoxia-event (het massa-extinctie Sinsk Event), platentektoniek en een wereldwijde regressie die de globale mariene ecosystemen trof, waardoor vooral sessiele organismen zoals Archeocyatha en andere sponsachtigen getroffen werden (Gandin & Debrenne, 2010; Zhuravlev & Wood, 1996). Bijna alle soorten stierven uit tijdens het Midden-Cambrium. De snelle achteruitgang en het uiteindelijke verdwijnen van Archaeocyatha viel samen met de diversificatie van de nauw verwante sponzenklasse Demospongiae.
Archaeocyatha waren de eerste dieren die dikwandige 'skeletten' bestaande uit calciumcarbonaat (CaCO3) afscheidden en kwamen in het vroege Cambrium op alle continenten voor. De best bewaarde en bekendste specimina worden aangetroffen in Zuid-China, Zuid-Australië, Noord-Amerika en Siberië (bv. Rodriguez-Martinez et al., 2022; Yang et al., 2016; Stone et al., 2011). In het grootste deel van Europa zijn hun fossielen vrij zeldzaam, maar in het zuiden van Zweden, op het eiland Öland en in de Baltische staten komen ze frequenter voor. In Onder-Cambrische gesteenten van Marokko komen ze ook voor. Door hun mondiale verspreiding (horizontale verspreiding), snelle evolutie, beperkte stratigrafische verspreiding (verticale verspreiding) en kalkhoudende 'skeletten' die goed bewaard blijven zijn Archaeocyatha cruciaal voor de kennis over de evolutie van Metazoa en als gidsfossielen (Anderson, 2010) voor de stratigrafische correlaties van het vroege Cambrium wereldwijd (bv. Zhuravlev, 2015). De klasse vertegenwoordigt de vroegste bekende aspiculate (zonder spiculae) verkalkte sponzen en de vroegste bekende rifbouwers onder Metazoa (Kerner & Debrenne, 2013). Fossielen worden vooral in kalkhoudende gesteenten aangetroffen. Hun classificatie is sterk afhankelijk van de ontogenie van het 'skelet', een proces dat wordt bepaald door de volgorde van ontstaan en de mate van complexiteit van de 'skelet'componenten (Kerner et al., 2011b). Onder meer Debrenne & ZhurAvlev (1992b), Debrenne (1991) en ZhurAvlev (1990) erkennen zes ordes en twaalf onderordes binnen de klasse Archaeocyatha.
De algemene morfologie van typische Archaeocyatha wordt gekenmerkt door een smal kegelvormig tot min of meer cylindervormig dubbelwandig lichaam dat samengesteld is uit relatief dikke, sterk verkalkte primaire componenten en dat door middel van een verankeringsstructuur (rizoïd) aan een substraat (bv. de zeebodem) verankerd was. De samenstellende componenten zijn in elkaar grijpende microgranulaire veelvlakken van calciumcarbonaat (vermoedelijk calciet) met willekeurig georiënteerde assen, spicula ontbreken. Archaeocyatha variëren in grootte van zo klein als een millimeter tot meer dan een halve meter, maar ze zijn typisch in de orde van een centimeter tot drie centimeter groot. Het genus Okulitchicyathus uit het Onder-Cambrium (stratigrafisch voorkomen ca. 530-ca. 513 Ma) van onder meer Siberië vormde een golvende platte schijf en kon een diameter van zestig centimeter bereiken. Gebaseerd op hun morfologie werden Archaeocyatha geïnterpreteerd als uitgestorven algen (domeinen Eukaryota en Prokaryoten) (bv. Nithecki & Toomey, 1979), Foraminifera (Eukaryota, rijk Chromista) (Meek, 1868), Cnidaria (klasse Anthozoa (zeeanemonen en koralen)) (bv. Walcott, 1894; Hinde, 1889) en ten slotte, algemeen aanvaard, op basis van microstructuur en functionele morfologie (bv. Savarese, 1992; Wood et al., 1992), als een klasse binnen de stam sponzen, nauw verwant aan de sponzenklasse Demospongiae Sollas, 1885 (Rowland, 2001). 
Tot voor kort was de gedetailleerde morfologie en anatomie van Archaeocyatha door onvoldoende gedetailleerde fossielen onduidelijk. Maar Wang et al. (2024) beschrijven uit de bovenste Shuijingtuoformatie en Xiannüdongformatie (beide Onder-Cambrium, Series 2, Stage 3) van het Yangtze Platform (geologisch platform) in Zuid-China ca. 515 miljoen jaar oude tot in detail gepreserveerde gefosfatiseerde specimina behorend tot de orde Ajacicyathida Bedford & Bedford, 1939 (onderorde (suborde) Ajacicyathina Bedford & Bedford, 1939). Onderzoek in detail van hun externe morfologie met behulp van microtomografie (micro CT) en scanning electron microscopy (SEM) resulteerde in gedetailleerde informatie over de inwendige structuur. Het lichaam is, typisch voor Archaeocyatha, een kegelvormige 'beker' met dubbele wand. Zowel de binnen- als buitenwand zijn geperforeerd, maar de structuur tussen de twee wanden verschilt. De beker heeft radiaal geplaatste, geperforeerde septa (tussenschotten) die de binnenwand met de buitenwand verbinden. Tussen de wanden (intervallum) bevinden zich kanalen die een netwerk vormen. De dubbele wand, septa, perforaties (poriën) en kanalen vormen een waterstromingsysteem waarbij water in en uit het kegelvormige lichaam gepompt wordt en voedingspartiekels eruit gefilterd worden (intern filtratieproces). Archaeocyatha zijn filtervoeders. Hun overblijfselen zijn in de meeste gevallen bewaard gebleven als carbonaatstructuren in een kalksteenmatrix waardoor de fossielen niet chemisch of mechanisch uit deze matrix kunnen worden verwijderd. De morfologie kan dan enkel bestudeerd worden aan de hand van dunne plakjes van het gesteente waarin ze gepreserveerd werden (thin-section analysis). Soms zijn enkele specimina op natuurlijke wijze uit de matrix verweerd. In vergelijking met de klassieke analyse en bestudering van in dunne plakjes opgedeelde fossielen, waardoor onderzoek naar morfologische structuur en systematiek beduidend beperkt was, kon dankzij SEM en micro-CT de inwendige structuur van deze gefosfatiseerde Archaeocyata veel gedetailleerder onderzocht worden en ten slotte de algemene anatomie en morfologie gereconstrueerd. Dit levert ook belangrijke informatie voor een beter inzicht in de taxonomie van Onder-Cambrische Archaeocyatha.
Experimenten met stromend water in een container geven aan dat de morfologie van Archaeocyatha hen in staat stelde om stromingsgradiënten (bv. wijzigende druk in het stromend water) te exploiteren,     hetzij door passief water door het skelet (de beker) te pompen, of, zoals bij de huidige sponzen, door water door de lichaamsporiën te trekken, voedingsstoffen eruit te filteren en verbruikt water en afval door de poriën in de centrale ruimte uit te drijven. De poriëngrootte stelde een limiet aan de grootte van het plankton dat door Archaeocyatha kon verbruikt worden. Verschillende soorten hadden poriën van verschillende grootte, de grootste waren voldoende groot om mesozoöplankton (plankton van grotere afmetingen) te consumeren, wat mogelijk tot verschillende ecologische niches binnen een enkel rif leidde (Antcliffe et al., 2019). Hoewel ze meestal als stenobionten beschouwd worden die zich hadden aangepast aan carbonaatgedomineerde mariene milieus, kwamen Archaeocyatha ook voor in door siliciclastica gedomineerde habitats (Yang et al., 2024). Ze leefden op een diepte van twintig tot vijftig meter en vormden lage riffen samen met andere organismen, maar solitaire individuen die geen riffen bouwden bestonden ook. Deze leefden dan wel in associatie met riffen. In deze riflevensgemeenschappen leefden ook Hyolithida, Brachiopoda, Echinodermata, algen,  Trilobita en andere sponzen. Door hun mondiale verspreiding (horizontale verspreiding) vermoedt men dat Archaeocyatha een planktonisch larvestadium hadden.

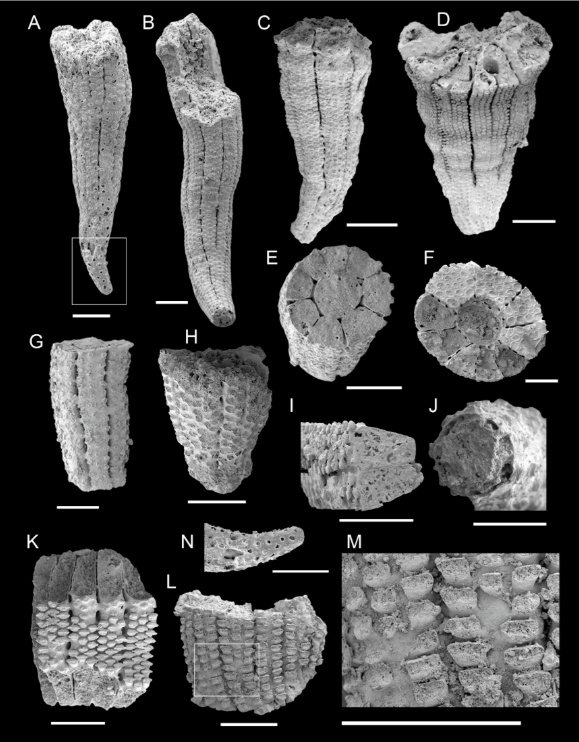
Morfologie van de buitenste wand van Archaeocyatha (orde Ajacicyathida) uit de Onder-Cambrische Xiannüdongformatie (Zuid-Shaanxi Provincie) en de Onder-Cambrische Shuijingtuoformatie (West-Hubei Provincie), Zuid-China. A–D : algemene morfologie van het exoskelet, E-F,I : dwarsdoorsneden die twee wanden en septa (tussenschotten) tonen, G-H : buitenaanzichten die een cilindrische vorm tonen van onvolledig bewaarde 'bekers', J,N : onderste deel van 'bekers' dat de buitenste wand toont, K : poriën in de buitenste wand met tumuli (heuveltjes op de plaats van de poriën), L : buitenste wand met ellipsvormige poriën, M : uitvergroting van het witte kader in L dat de toevoeging van een rij poriën toont. Schaalaanduiding : telkens 500 μm.

Sinds het begin van het onderzoek naar Archaeocyatha werd aangenomen dat zij constructies bouwden die vergelijkbaar zijn met het Great Barrier Reef (Hyatt, 1885). Maar door het voorkomen van accumulaties van Archaeocyatha en algen in modderige kalksteenlagen die hoger liggen dan de omsluitende lagen, beschouwen Zhuravleva & Zelenov (1955) de constructies als biohermen. Zij waren de eerste die verschillende types riffen voorstelden volgens hun biologische componenten en stratigrafische positie. Onder meer Kruse et al. (1995) en Rowland & Gangloff (1988) onderzochten Cambrische riffen over de hele wereld en beschreven de biosedimentologie en lithologie (gesteentesamenstelling) van de rifvormende levensgemeenschappen, waarbij kenmerken vastgesteld werden die gemeenschappelijk zijn met recente riffen. Systematisch onderzoek van op Cambrische riffen levende organismen geeft aan dat ze ecologisch gezien heel anders waren qua beschikbaarheid van nutriënten, energiehuishouding (energy flow) en trofische kern (trophic nucleus) dan recente riffen, maar dat ze zich zelfs in sedimentologisch en klimatologisch vergelijkbare omgevingen bevonden (bv. Perejón & Moreño-Eiris, 2003; Kruse et al., 1996). Zelfs als ze niet vergelijkbaar zijn met recente riffen bestaat er geen twijfel over dat de bioconstructies van Archaeocyatha riffen zijn.
Riffen uit het Onder-Cambrium zijn typisch brood- of kussenvormig. Een levensgemeenschap bestaande uit vooral Archaeocyatha en calcimicroben (verkalkte microbiële fossielen) was in staat tot het bouwen van grote riffen, zoals de in rustig water gevormde zeshonderd meter brede, negentig meter dikke structuur van Shrimp Lake in de Yukon Territories in het noordwesten van Canada (Saskatchewan) (Pratt, 1995) of het Archaeocyatha-calcimicrobieel/oöliet rifcomplex in de Poletaformatie van West-Nevada, dat zich tweehonderd kilometer uitstrekt langs de shelfrand van de noordelijke rand van het Noord-Amerikaans Kraton (Laurentia) (Rowland & Gangloff, 1988). Calcimicroben vormen een heterogene groep, karakteristiek voor het era Neoproterozoïcum (supereon Precambrium, eon Proterozoïcum) en het Cambrium. Het zijn kalkhoudende koloniale microfossielen, waarvan er veel afkomstig zijn van morfologisch ongelijksoortige organismen. In combinatie met small shelly fossils (vooral Archaeocyatha) vormden ze massale aggregaties, de vroegst bekende en herkenbare rifsystemen. De vroegst herkenbare riffen dateren uit het Tommotiaan, een etage uit de Siberische stratigrafie. Individuele calcimicroben zetten calciumcarbonaat af in de vorm van buisjes, draden, gekamerde structuren en andere vormen. De term werd in 1990 door James & Gravestock ingevoerd. 
Archaeocyatha-calcimicrobiële bioconstructies hebben topografisch reliëf en een biogeen framework en hadden een zeker vermogen tot weerstand tegen golfslag. Vermoedelijk initieerden perioden waarin de afzetting van modder vertraagde of stopte de bouw van riffen omdat plaatselijke stabilisatie of cementatie van modder op de zeebodem mogelijk gemaakt werd (bv. Rowland & Shapiro, 2002). Zoals in latere Fanerozoïsche riffen bevatten Archaeocyathe riffen synsedimentaire cementen en groeigerelateerde holten in het biogeen framework. In deze holten leefden cryptobionten (bv. Zhuravlev & Wood, 1996). Het eventuele voorkomen van fotosymbiose is nog onderwerp van discussie. De vermeende aanwezigheid van Bacteria in Archaeocyatha is suggestief voor een symbiotische levenswijze vergelijkbaar met die van veel recente sponzen. Plaatselijk in of rond de samenstellende gesteentelagen van sommige riffen uit het Onder-Cambrium worden Trilobita (stam Arthropoda) aangetroffen, niet in anatomisch verband liggende kleppen van Ostracoda (Arthropoda, onderstam Crustacea), kleppen van 'Inarticulate' Brachiopoda (superstam Lophotrochozoa), Hyolitha (Lophotrochozoa, stam Mollusca), Salterellidae (een enigmatische familie Metazoa), Helcionelloida (Mollusca, onderstam Conchifera), kalkhoudende in de huid van Echinodermata ingebedde componenten, Chancelloriida (rijk Metazoa) en spiculae van sponzen (onderrijk Parazoa, stam Porifera) (Pratt et al., 2001), wat de aanwezigheid van een variëteit aan rifbewoners bevestigt. Macroboringen zijn zeldzaam.
Het vroeg-Cambrische rifecosysteem bestond grotendeels uit passieve filtervoeders en actieve suspensie-eters en uit soorten die in staat waren te gedijen in een grote verscheidenheid aan paleomilieus en gebruik konden maken van een verscheidenheid aan hulpbronnen, maar al deze rifbewoners waren afhankelijk van een relatief grote aanvoer van voedingsstoffen. Vele riffen werden door slechts één of twee soorten Archaeocyatha gedomineerd. Dit kan erop wijzen dat deze levensgemeenschappen het resultaat waren van snelle kolonisatie en daaropvolgende groei als gevolg van de permanente vasthechting aan een plaatselijk substraat door één of door enkele larven (Wood et al., 1993). Een dergelijke trofische organisatie is vergelijkbaar met die van sommige andere riffen uit de era Paleozoïcum. Men ging er lang vanuit dat vroeg-Cambrische riffen geen verticale zonering hebben (Pratt et al., 2001). Copper (1988) onderzocht en beschreef de ecologische successie in het Cambrische rifecosysteem, en gedetailleerd onderzoek van Steward Mill Reef in de Poletaformatie van Nevada door Rowland & Gangloff (1988) wijst op een duidelijke zonering. Dit kan als bewijs dienen voor de stelling dat Cambrische riffen, zoals jongere riffen, ecologische successie hadden. Nochtans is dit geen kenmerk dat dikwijls bij andere Archaeocyathe riffen waargenomen wordt. Ondanks hun kleine omvang vertegenwoordigen een aantal riffen uit het Vroeg-Cambrium complete ecologische successies. Andere riffen werden begonnen en gedomineerd door calcimicroben, met Archaeocyatha als ondergeschikte bewoners die slechts een bescheiden bijdrage leverden aan de rifbouw.
Niet alle Archaeocyatha komen in kalksteen voor (sommige worden aangetroffen in siliciclastische facies), niettemin maakt de overgrote meerderheid deel uit van door carbonaatgesteente (kalksteen) gedomineerde milieufacies, en hun paleogeografische verspreiding valt samen met de verspreiding van mariene carbonaatafzettingen en ondiepe mariene habitats. Hun associatie met calcimicrobiële/Stromatolitische riffen en oölieten en de nabijheid van evaporitische bekkens wijzen op aanpassing aan een leven in warm water, beperkt tot intertropische gebieden (Debrenne & Courjault-Radé, 1994). Daar waren voor Archaeocyatha de milieu-omstandigheden optimaal om tezamen met andere organismen rifconstructies op te bouwen. Vanaf het Tommotian waren ze actief aan de randen en toppen van door calcimicroben gedomineerde riffen en vormden ook tussen deze riffen een overvloedige fauna. De basisstructuur van de Metazoa-calcimicrobiële bioconstructies veranderde niet beduidend tijdens het vroege Cambrium, ook al werden Archaeocyatha geleidelijk aan belangrijker als rifbouwers. Het is mogelijk dat de competitieve interacties tussen Archaeocyatha en calcimicroben, waarbij dendritische (vertakte) Cyanobacteria (domein Bacteria) van de familie Renalcidaceae een dominante rol zouden kunnen gespeeld hebben, hebben bijgedragen aan het uiteindelijke bijna volledige verdwijnen van Archaeocyatha uit de Onder-Cambrische rifgemeenschappen tijdens de tijdsnede (etage) Toyoniaan (510 Ma). Er bestaat nog geen eensgezindheid over de vraag of Archaeocyatha gebruikt maakten van fotosynthese. Indien dit proces tijdens het Cambrium niet voorkwam, dan waren Archaeocyathe riffen verschillend van de Mesozoïsche en Cenozoïsche riflevensgemeenschappen.

##### Chordata: definitie
Het phylum Chordata Haeckel, 1874 is de derde grootste Eukaryote stam van het rijk Metazoa (Animalia) en een van de oudste taxa dieren. De oudste bekende fossielen worden aangetroffen in een Lagerstätte in Chengjiang County van de Provincie Yunnan (Zuid-China) en maken deel uit van de Chengjiang Biota. Ze zijn tussen ca. 530 miljoen jaar en ca. 518 miljoen jaar oud en stammen dus uit het Laat-Precambrische - Onder-Midden-Cambrische tijdsinterval 'Cambrische explosie'. De taxonomische benaming 'Chordata' werd afgeleid van het notochord, een centraal gelegen elastische staafvormige structuur dat een belangrijke rol speelt in de bouw en bewegingen van de Chordate morfologie, en dat van het gehele phylum de belangrijkste synapomorfie is. De gewervelde dieren (Vertebrata, Cuvier 1812, of clade Craniata, Lankester 1877) vormen het belangrijkste subphylum van de drie subphyla van de Chordata. Alle Chordata hebben een bilateraal of tweezijdig symmetrisch bouwplan (Valentine, 2004) en behoren daardoor tot het infrarijk Bilateria. Bij alle Chordata wordt tijdens de embryonale ontwikkeling de anus voor de mond gevormd, waardoor ze tot het superphylum Deuterostomia behoren. Ook hebben alle Chordata een met vloeistof gevulde lichaamsholte (coeloom) met een volledige serosale bekleding, d.i. een lichaamsvlies bekleed met mesotheelcellen. Vroeger was de theorie van groepering in 'Coelomata' een van de overheersende in het onderzoek naar de evolutie van de Bilateria, maar met de opkomst van moleculaire genetica werd deze hypothese verlaten. Chordata hebben een gesloten bloedsomloop en metamere segmentatie.
|  | Hemichordata  |
|  |               |
|  | Echinodermata |
|  |               |

|            | Cephalochordata (schedellozen ('Acraniata') of lancetvisjes)                               |
|            |                                                                                            |
| Olfactores | \| \| Tunicata (manteldieren) \| \| \| \| \| \| Vertebrata (gewervelde dieren) \| \| \| \| |
|            | \| \| Tunicata (manteldieren) \| \| \| \| \| \| Vertebrata (gewervelde dieren) \| \| \| \| |
|            | Tunicata (manteldieren)                                                                    |
|            |                                                                                            |
|            | Vertebrata (gewervelde dieren)                                                             |
|            |                                                                                            |

|  | Tunicata (manteldieren)        |
|  |                                |
|  | Vertebrata (gewervelde dieren) |
|  |                                |

|  | Hemichordata  |
|  |               |
|  | Echinodermata |
|  |               |

|            | Cephalochordata (schedellozen ('Acraniata') of lancetvisjes)                               |
|            |                                                                                            |
| Olfactores | \| \| Tunicata (manteldieren) \| \| \| \| \| \| Vertebrata (gewervelde dieren) \| \| \| \| |
|            | \| \| Tunicata (manteldieren) \| \| \| \| \| \| Vertebrata (gewervelde dieren) \| \| \| \| |
|            | Tunicata (manteldieren)                                                                    |
|            |                                                                                            |
|            | Vertebrata (gewervelde dieren)                                                             |
|            |                                                                                            |

|  | Tunicata (manteldieren)        |
|  |                                |
|  | Vertebrata (gewervelde dieren) |
|  |                                |

|  | Hemichordata  |
|  |               |
|  | Echinodermata |
|  |               |

|            | Cephalochordata (schedellozen ('Acraniata') of lancetvisjes)                               |
|            |                                                                                            |
| Olfactores | \| \| Tunicata (manteldieren) \| \| \| \| \| \| Vertebrata (gewervelde dieren) \| \| \| \| |
|            | \| \| Tunicata (manteldieren) \| \| \| \| \| \| Vertebrata (gewervelde dieren) \| \| \| \| |
|            | Tunicata (manteldieren)                                                                    |
|            |                                                                                            |
|            | Vertebrata (gewervelde dieren)                                                             |
|            |                                                                                            |

|  | Tunicata (manteldieren)        |
|  |                                |
|  | Vertebrata (gewervelde dieren) |
|  |                                |

|  | Hemichordata  |
|  |               |
|  | Echinodermata |
|  |               |

|            | Cephalochordata (schedellozen ('Acraniata') of lancetvisjes)                               |
|            |                                                                                            |
| Olfactores | \| \| Tunicata (manteldieren) \| \| \| \| \| \| Vertebrata (gewervelde dieren) \| \| \| \| |
|            | \| \| Tunicata (manteldieren) \| \| \| \| \| \| Vertebrata (gewervelde dieren) \| \| \| \| |
|            | Tunicata (manteldieren)                                                                    |
|            |                                                                                            |
|            | Vertebrata (gewervelde dieren)                                                             |
|            |                                                                                            |

|  | Tunicata (manteldieren)        |
|  |                                |
|  | Vertebrata (gewervelde dieren) |
|  |                                |

Het bezit van een aantal karakteristieke synapomorfische anatomische kenmerken definieert het taxon Chordata (Rychel et al., 2006). 1) Een notochord ;een rigide maar elastische, holle staafvormige structuur dat bestaat uit glycoproteïne en dat zich uitstrekt langs de centrale as van het lichaam. Het wordt door twee collageenstrengen omwikkeld. Bij gewervelde dieren wordt de notochord vervangen door beenweefsel van de wervelkolom of door hyalien kraakbeen waarbij restanten van de notochord zich ontwikkelen tot de tussenwervelschijven; 2) een holle dorsale zenuwstreng (neurale buis) die zich tot het belangrijkste communicatiekanaal van het zenuwstelsel ontwikkelt, het ruggenmerg. Tijdens de embryonale ontwikkeling verwijdt het rostrale uiteinde van de neurale buis zich bij gewervelde dieren tot verschillende blaasjes waaruit de hersenen gevormd worden; 3) gepaarde faryngeale spleten;deze zijn bij vissen tot kieuwen omgevormd. Bij vertegenwoordigers van de infrastam Tetrapoda zijn ze alleen tijdens de embryonale ontwikkelingsstadia aanwezig; 4) een gespierde staart die zich distaal na de locatie van de anus uitstrekt. In de superfamilie Hominoidea is deze alleen aanwezig tijdens het embryonaal ontwikkelingsstadium; 5) een endostyle; een groef in de ventrale wand (de onderkant) van de farynx bij ongewervelde Chordata (subphyla Cephalochordata, Haeckel 1866 (of Acraniata) en Tunicata, Lamarck 1816 (of Urochordata) en in het larvale stadium van de gewervelde prikken (subphylum Vertebrata, superklasse Agnatha, orde Petromyzontiformes, familie Petromyzontidae). De endostyle zorgt bij filtervoedende soorten voor het transport van voedseldeeltjes naar de slokdarm, en omdat het jodium opslaat is het mogelijk een voorloper van de schildklier bij gewervelde Chordata.

##### Chordata: Tunicata

Ausia fenestrata, een Metazoo met een onzekere taxonomische positie, bekend uit zandsteenafzettingen van het Boven-Ediacarium (bovenste Precambrium) van het gebied van de Witte Zee in Rusland (556 Ma) en van Namibië (555 Ma). De afdruk van het zachte lichaam toont onregelmatige ovale oppervlaktestructuren. Grootte : 0,5 cm (naar Antcliffe et al., 2014).

Het bepalend kenmerk van het mariene Chordata subphylum Tunicata (manteldieren) is de aanwezigheid van een extracellulaire matrix (tunica) rondom het lichaam dat uit cellulose bestaat, en waardoor deze dieren een zakvormig uiterlijk hebben. Binnen het phylum Chordata bekleden ze een fylogenetische positie als zustergroep van Vertebrata (Delsuc et al., 2006) waardoor ze belangrijk zijn voor het ontrafelen van de basale evolutie van het subphylum waartoe Homo behoort. Tunicata worden ook gekenmerkt door zeer beduidende verschillen in ontogenie, morfologie en paleo-ecologie, wat het achterhalen van hun oorsprong in Deep Time bemoeilijkt (Fodor et al., 2021). Bovendien is het fossielenbestand zeer schaars met als gevolg dat nog weinig geweten is over de vroege evolutie, onder meer of de recentste gemeenschappelijke voorouder (ook nog 'laatste gemeenschappelijke voorouder' genoemd) een sessiele levenswijze had of zich vrij in het water kon voortbewegen. De huidige moleculaire en morfologische fylogenieën van Tunicata wijzen erop dat de groep in twee hoofdgroepen kan onderverdeeld worden (bv. Braun et al., 2020). De eerste groep bestaat uit de klasse Appendicularia (mantelvisjes) en de tweede uit de klassen Ascidiacea  (zakpijpen) en Thaliacea (salpen). Zowel in moleculaire- als in morfologische fylogenieën worden Appendicularia als monofyletisch beschouwd ten opzichte van Ascidiacea en Thaliacea (bv. Debiasse et al., 2020). Tunicata vertegenwoordigen de meest basale tak van de gekende Chordata (Raff, 1996).
De oudste bekende onbetwistbare Tunicata worden aangetroffen in sedimenten van het Onder-Cambrium van Zuid-China (Chengjiang Biota). Maar in het Boven-Ediacarium (bovenste Precambrium) van het Onega Peninsula in Noord-Rusland en in de Nama Group van Namibië werden resp. de enigmatische Tunicata Burykhia hunti en Ausia fenestrata ontdekt. Burykhia heeft een verlengd zakvormige morfologie en een reeks duidelijk geperforeerde banden die doen denken aan de mantel van Tunicata. Ook Ausia heeft een verlengd zakvormige morfologie waarbij de tunica aan één kant taps toeloopt naar de vorm van een kegel. Het oppervlak van het fossiel vertoont ovale holtes die regelmatig over het oppervlak verdeeld zijn en gerangschikt in concentrisch lopende parallelle rijen. Zoals evenzeer bij Burykhia blijft de taxonomische positie onderwerp van discussie (het organisme werd geïnterpreteerd als een koraal, een spons, een voorouder van Archaeocyatha en als Tunicaat). Ausia is iets jonger (548 Ma) en is mogelijk verwant aan Burykhia (555 Ma). Onderzoek door onder meer Fedonkin et al. (2008) wijst op mogelijke verwantschap van deze soorten met Ascidiacea. Burykhia hunti en Ausia fenestrata leefden in ondiepe kustwateren van een epicontinentale zee en waren waarschijnlijk filtervoeders. Ze worden door Fedonkin et al. (2008) als de oudste vertegenwoordigers van de Chordata beschouwd, een opvatting die de oorsprong van dit phylum dus vóór de Cambrische explosie situeert (minstens ca. 555 Ma). Indien deze genera werkelijk Tunicata waren kunnen ze nuttig zijn voor het kalibreren van de vele bediscussieerde moleculaire klokschattingen van het ontstaan van Chordata. Peterson et al. (2004) schatten deze moleculaire oorsprong, de afscheiding van het phylum Chordata ('Protochordata' gezien het vroege tijdstip) van de zusterklade/het zusterphylum Ambulacraria vanuit een voorouderlijke vertegenwoordiger van het superphylum Deuterostomia, op ongeveer 900 miljoen jaar geleden, tijdens het Tonium (supereon Precambrium, eon Proterozoïcum, era Neoproterozoïcum). Maar onder meer Blair et al. (2005) betwisten dit en situeren het tijdstip van divergeren op ca. 794 miljoen jaar geleden (eveneens Tonium).

Reconstructietekening van de Onder-Cambrische Tunicaat Shankouclava. Paleosite : schalielagen ('Maotianshan Shales') van een Konzervat-Lagerstätte in de Chiungchussuformatie (Eoredlichia Zone) in Anning County nabij Kunming, Shankou Village (Provincie Yunnan, Zuid-China). Afkortingen : Os = orale sifon (buisvormige opening), M = mantel, Ot = basis voor orale tentakels, Bs = kieuwspleten, B = kieuwbogen, T = tunica, En = endostyle, Ap = porie van het atrium, An = anus, At = atrium, Se = lichaamssegmenten, Es = esophagus, In = 'darm', Sm = 'maag', St = stolon (verankeringssteel) (naar Chen et al., 2003).

De oudste bekende soort van het subphylum Tunicata is Shankouclava shankouense Chen et al. (2003) uit de Onder-Cambrische Chengjiang Biota. De typesoort (Engels: type species) is Shankouclava anningense Chen et al. (2003) (genoemd naar Anning County). Het holotype wordt vertegenwoordigd door een volledig specimen dat zijdelings platgedrukt is en daardoor in twee delen is gesplitst. De Chengjiang Biota wordt aangetroffen in schalielagen ('Maotianshan Shales', Eoredlichia Zone) van een Konzervat-Lagerstätte in de Chiungchussuformatie in Anning County nabij Kunming, paleosite Shankou Village (Provincie Yunnan, Zuid-China). De Chengjiang Biota is, naargelang de onderzoekers, tussen ca. 530 miljoen jaar en ca. 518 miljoen jaar oud en kwam dus voor van de tijdsnede Laat-Fortunien (tijdvak Terreneuvien) tot in het midden van de tijdsnede Stage 3 (tijdvak Series 2). De negen beschreven exemplaren van Shankouclava shankouense (Hou et al., 2017) werden in een ca. twee cm dikke laag mudstone van de Maotianshan Shales aangetroffen. Deze laag is een microturbidiet (een kleinschalige turbidiet) uit het distaal gedeelte van een ondiep marien deltapaleomilieu. De laag bestaat uit een hoger gelegen mudstone met een homogene samenstelling en uit een lager gelegen deel met "korrels" of klasten die systematisch van grootte veranderen van de bodem tot de bovenkant ervan. Dit lagere gedeelte bevat overvloedige resten van algen. De specimina Shankouclava shankouense hebben een zwarte kleur, terwijl de meeste andere fossielen van organismen zonder harde delen in deze en in andere lagen van de Maotianshan Shales een gelige kleur hebben. De soortnaam (speciesnaam) Shankouclava shankouense werd gebaseerd op de naam van de paleosite (vindplaats) 'Shankou' en op het Latijnse woord clava (knots), wegens het knotsvormige uiterlijk van het lichaam. Alle  negen bekende exemplaren van Shankouclava, waaronder vier volledige, werden afzonderlijk aangetroffen, waaruit afgeleid kan worden dat het solitaire dieren waren. 
Het lichaam was zacht (dus zonder gebiomineraliseerde delen) en bilateriaal symmetrisch. Door dit laatste kenmerk maken Tunicata deel uit van het infrarijk Bilateria. Shankouclava werd 2 tot 4 cm lang en was langwerpig. Het lichaam liep proximaal uit in een punt, met van wortels voorziene verankeringsstolons (verankerings'stelen'), wat dus wijst op een sessiele levenswijze. Het voorste deel van het lichaam is tonvormig, het achterste deel heeft de vorm van een langwerpige driehoek. Dit laatste deel wordt het 'abdomen' genoemd. Het voorste deel beslaat meer dan de helft van de lengte van het lichaam. Het wordt gedomineerd door een grote farynx met maximaal dertig kieuwbogen. Deze vertakken zich en vormen een rechthoekig netwerk met stigmata (kieuwspleten). De bovenkant van het lichaam heeft een orale sifon (buisvormige opening) met aan de basis orale tentakels. Een endostyle band strekt zich uit langs het mid-ventrale deel van de farynx welke laatste door een zakvormig atrium omringd wordt. Zoals bij de meeste moderne Tunicata is de darm (het spijsverteringskanaal) eenvoudig en heeft het de vorm van een U. Het voorste deel van de darm, de oesophagus, loopt vanaf de farynx naar achter (in de richting van de stolons) en vormt een lus (de 'maag' genaamd) nabij de basis van het abdomen. Van daaruit strekt het achterste deel van de darm zich naar voor (naar boven) uit tot nabij een porie in het atrium op ongeveer twee derde van de dorsale hoogte van het lichaam. De dorsale zijde van het lichaam vertoont een unieke segmentatie. Shankouclava lijkt eerder meer op de individuele zooiden van sommige moderne kolonievormende soorten van de orde Aplousobranchia (stam Chordata, klasse Ascidiacea), onder meer Clavelina en Amaroucium . Shankouclava verschilt van Aplousobranchia doordat de atriale opening verder naar achter ligt op de dorsale zijde van de farynx. Recente fylogenetische gegevens bekomen uit 185 rRNA-sequenties (reeksen) geven aan dat Aplousobranchia zich aan de basis van alle Tunicata bevinden of daar dicht bij staan (Stach & Turbeville, 2002). Dit houdt in dat het basale Tunicate Bauplan in de afgelopen 520 miljoen jaar weinig veranderd is. Het is algemeen aanvaard dat Shankouclava affiniteit heeft met stamgroep Tunicata en dat het leefde vóór de afsplitsing van de moderne Tunicata (klassen Ascidiacea en Thaliacea), maar sommige auteurs, zoals onder meer Morris (2006), zijn van mening dat deze affiniteit niet overtuigend is. De algemene morfologie van het genus lijkt op dat van recente gesteelde Ascidiacea, maar in die context is het volgens Nanglu et al. (2023) problematisch dat het geen duidelijke synapomorfieën van Ascidiacea heeft, zoals bv. gepaarde sifons.
Een jonger genus uit het Midden-Cambrium (ca. 500 miljoen jaar oud) van de Marjumformatie (Ptychagnostus punctuosus Biozone) in het westen van Utah (House Range, VS) is Megasiphon thylakos Nanglu et al., 2023. De genusnaam werd afgeleid van het Griekse mega (groot) en siphon (sifon), verwijzend naar de aanwezigheid van duidelijke sifons. De soortnaam werd afgeleid van het Griekse thylakos (zak, buidel) en verwijst naar het zakvormige/tonvormige lichaam. Megasiphon thylakos wordt dus algemeen gekenmerkt door een Ascidiacea-achtig zakvormig/tonvormig lichaam, verder met opvallende longitudinale spieren en twee lange sifons. De morfologie suggereert twee alternatieve hypothesen met betrekking tot de vroege evolutie van subphylum Tunicata. Het meest waarschijnlijke scenario gaat ervan uit dat het genus tot de stamgroep Tunicata behoort, wat onderstelt dat een tweefasige levenscyclus met een planktonische larve en een sessiel epibentisch (levend op de zeebodem) volwassen individu voorouderlijk is voor het gehele subphylum. Een andere mogelijkheid is een positie binnen de kroongroep, positie die aangeeft dat de divergentie tussen Appendicularia en alle Tunicata vijftig miljoen jaar eerder plaatsvond dan momenteel wordt geschat op basis van moleculaire klokken. De ontdekking van Megasiphon thylakos toont aan dat fundamentele componenten van het Bauplan van moderne Tunicata al kort na de Cambrische explosie tot stand kwamen.
De gesteentelagen van de paleosite waar Megasiphon thylakos aangetroffen werd worden gedomineerd door mudstone en bevatten een gediversifieerde Midden-Cambrische (serie (tijdvak) Miaolingien, etage (tijdsnede) Drumien, ca. 504,5-ca. 500,5 Ma) fauna met ca. honderd soorten (Pates et al., 2021). De Marjumformatie vormt samen met de onderliggende Wheelerformatie en de bedekkende Weeksformatie, die beide eveneens fossielen van organismen met een zacht lichaam bevatten, een ca. 610 meter dikke aaneengesloten opeenvolging van dun gelaagde kalksteen en schalie/mergel (Foster & Gaines, 2016). Deze diepzeesedimenten werden afgezet in een slenk (Graben) binnen de offshore rand (buiten de kust) van een carbonaatplatform dat de tropische noordelijke rand van het paleocontinent Laurentia (Noord-Amerikaans Kraton, nu westelijk Noord-Amerika) omzoomde. De uitzonderlijke fauna van de Marjumformatie wordt gedomineerd door sediment-eters en carnivore/aasetende Euarthropoda, maar omvat ook ongeveer twintig benthische filtervoedende soorten, waaronder Brachiopoda (onderrijk Eumetazoa, superstam Lophotrochozoa), graptolieten (stam Hemichordata, klasse Graptolithina) en sponzen (onderrijk Parazoa, stam Porifera) (Robison, Babcock & Gunther, 2015).

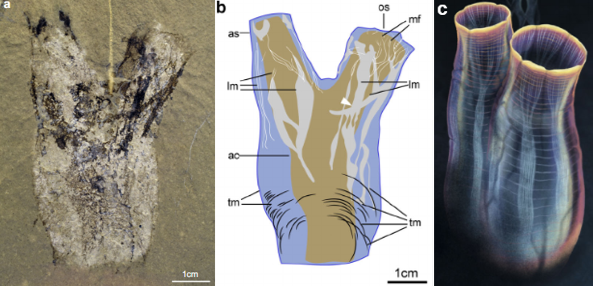
Megasiphon thylakos uit het Midden-Cambrium van de Marjumformatie in het westen van Utah (House Range, VS). a) foto van de algehele morfologie met gepaarde sifons en tonvormig lichaam van het holotype en enige bekende exemplaar, b) tekening ; as = atriale sifon, lm = longitudinale spieren, ac = atriale holte, tm = transversale spieren, os = orale sifon, mf = spiervezels, witte pijl = kruispunten tussen aangrenzende longitudinale spieren, c) artistieke reconstructie door Franz Anthony.

Het enige bekende specimen Megasiphon thylakos (holotype UMNH.IP.6079) bleef bewaard als een 3,2 cm lange koolstoffilm op een mudstonematrix met details van zowel de relatief eenvoudige inwendige als details van de uitwendige anatomie. De globale morfologie toont een tonvormig hoofdlichaam dat aan de top 1,9 cm en aan de basis 1,2 cm breed is met aan deze top twee even grote, 0,8 tot 0,9 cm lange buisvormige uitgroeisels. Het basale gebied is niet zo duidelijk afgebakend ten opzichte van de omringende matrix als de rest van het lichaam. Daarom was in het enige bekende specimen mogelijk het hoofdlichaam hoger dan wat bewaard gebleven is. De uitgroeisels aan de top staan in een hoek van 25° ten opzichte van de lengte-as en beslaan ongeveer twee derde van de lengte van het hoofdlichaam. De langste uitgroei loopt over haar lengte naar het einde taps toe. Of deze volledig bewaard is gebleven is niet duidelijk. De tweede uitgroei loopt niet taps toe en is op het einde duidelijk afgebakend ten opzichte van de omringende matrix. Deze uitgroeisels worden op basis van vergelijkingen met recente solitaire Tunicata als 'sifons' geïnterpreteerd, zowel wat betreft locatie in het lichaam als wat betreft morfologie. Ongeveer de centrale helft van het hoofdlichaam wordt inwendig in beslag genomen door een donkere, vage afdruk die de omtrek van het hoofdlichaam weergeeft en zich tot in beide sifons uitstrekt : de atriumholte. In het apicale (apex = top) gebied van het hoofdlichaam en in het gebied van de twee sifons bevinden zich donkere longitudinale structuren die deel uitmaken van de musculatuur van de lichaamswand. Deze structuren waaieren dicht bij de sifonopeningen uit als dunne draadachtige vezels. Nanglu et al. (2023) interpreteren deze structuren als spierbanden die zich in de apicale delen van de sifons in ongebundelde spiervezels splitsen, zoals bij recente Ascidiacea (zakpijpen). De elkaar kruisende longitudinale spierbanden variëren in dikte van 0,6 tot 1,2 mm en vormen een kruis- of ruitvormig patroon. Nanglu et al. (2023) hypothetiseren dat de sifon met de meer uitgebreide ongebundelde spiervezels en dikkere spierbanden de orale sifon vormden die mogelijk de inname van water voor suspensievoeding vergemakkelijkten in vergelijking met de minder gespierde atriale sifon. Maar op basis van het beschikbare materiaal is het onmogelijk om een duidelijk onderscheid tussen beide sifons te maken. Apicaal op het hoofdlichaam bevinden zich gebogen lijnen met een dikte van ca. 0,4 mm die het beste zichtbaar zijn in de laterale delen van de onderste helft. Hier bereiken ze een dichtheid van ongeveer 1,5 lijn per mm en worden beschouwd als het equivalent van de dwarse spierbanden die zich rond het hoofdlichaam van recente Tunicata wikkelen. In de atriumholte kunnen geen duidelijke onderverdelingen onderscheiden worden waardoor de mogelijke differentiatie van darmen of maag niet kan worden gemaakt. Onder meer deze organen kunnen in Megasiphon thylakos aanwezig geweest zijn maar niet gepreserveerd in het enige bekende specimen. De globale morfologie komt het meeste overeen met die van recente solitaire en ongesteelde Ascidiacea van de orde Phlebobranchia (familie Cionidae) met twee dorsolateraal geöriënteerde sifons. Megasiphon thylakos verschilt beduidend van de Onder-Cambrische Shankouclava shankouense omdat het minder langwerpig is, geen verankeringssteel heeft en in het bezit is van twee goed ontwikkelde sifons. Geen enkele van de negen beschreven specimina van Shankouclava shankouense vertoont duidelijke longitudinale en transversale spierbanden. Op basis van deze vergelijkingen reconstrueren Nanglu et al. (2023) de autecologie van Megasiphon thylakos als een sessiele epibenthische suspensie-eter, zoals de meeste recente Ascidiacea.

##### Chordata: Vertebrata

###### Inleiding
De bepalende synapomorfe kenmerken van het subphylum Vertebrata Cuvier (1812), waardoor het zich van alle andere Eumetazoa (orgaandieren) (rijk Metazoa (Animalia of dieren)) onderscheidt, zijn 1) een wervelkolom (die het ruggenmerg omhult en beschermd), 2) een schedel  (cranium, die de hersenen beschermd) bestaande uit been of kraakbeen, 3) grote hersenen die in drie of meer delen onderverdeeld zijn, 4) een gespierd hart met meerdere holtes of kamers, 5) een inwendig oor met semicirculaire kanalen, 6) zintuigen (onder meer ogen, oren en neus) en 7) spijsverteringsorganen (waaronder de darmen, lever, alvleesklier en maag). Vertebrata delen vijf synapomorfieën (unieke kenmerken) met de andere Chordata, de subphyla Tunicata en Cephalochordata (Freeborn, 2015). Ze maken deel uit van het infrarijk Bilateria (superphylum Deuterostomia, phylum Chordata, klade Olfactores), waarvan de vertegenwoordigers tweezijdig symmetrische lichamen hebben. Vertebrata omvat de informele groep vissen en de klassen Amphibia, Reptilia, Mammalia (zoogdieren) en Aves (vogels). De taxonnaam 'Vertebrata' is afgeleid van het Latijn vertebra (wervel), vandaar 'gewervelde dieren'. Vertebrata is veruit het omvangrijkste subphylum van het phylum Chordata en ontstond minstens tijdens de Cambrische explosie. De oudste bekende Vertebrata werden ontdekt in de Zuid-Chinese Onder-Cambrische Chengjiang Biota Konservat-Lagerstätte van de Helinpuformatie (voorheen Qiongzhusiformatie) te Haikou (Kunming City, Yunnan provincie) en hebben een ouderdom van ongeveer 518 miljoen jaar (tijdvak (epoch) Series 2, tijdsnede (age) Stage 3) (Yang et al., 2018), ca. 525-520 miljoen jaar volgens Montgomery (2024) en Shu et al. (1999). De beroemde Midden-Cambrische Burgess Shale Lagerstätte van British Columbia is minstens tien miljoen jaar jonger. De Chengjiang Vertebrata hebben in tegenstelling tot andere dieren uit het Cambrium het basislichaamsplan van gewervelde dieren, nl. een notochord, rudimentaire wervels en een duidelijk te onderscheiden kop en staart, maar geen kaken (Waggoner, 2011). Tot deze vroegste bekende gewervelde dieren (stamgroep Vertebrata) uit de Chengjiang Biota Konservat-Lagerstätte behoren de soorten Myllokunmingia fengjiaoa Shu, Zhang & Han (1999) en Zhongjianichthys rostratus Shu (2003). De systematische positie van beide soorten is als volgt : domein Eukaryota, rijk Metazoa (Animalia of dieren), onderrijk Eumetazoa, infrarijk Bilateria, superphylum Deuterostomia, phylum Chordata, 'Craniata' ('schedeldragers', informele groep zonder rang), subphylum Vertebrata, klasse Agnatha (kaakloze vissen) (Shu et al., 1999), orde Myllokunmingiida, familie Myllokunmingiidae. In 1999 beschreven Shu et al. uit dezelfde Lagerstätte ook nog de primitieve Vertebraat Haikouichthys ercaicunensis Luo et al. (1999), maar meerdere auteurs, onder meer Xian-guang et al. (2002) en Zigaite & Blieck (2013), stellen dat deze soort synoniem is aan Myllokunmingia fengjiaoa. Morris (2006) daarentegen besloot onder meer op basis van een verschillende rangschikking van de kieuwen dat Myllokunmingia en Haikouichthys twee taxa vertegenwoordigen (met Haikouichthys ook in de familie Myllokunmingiidae). Ook Montgomery (2024) beschouwt beide genera als afzonderlijke taxa. Een vierde vermoedelijke primitieve Vertebraat Yunnanozoon lividum Hou, Ramskold & Bergstrom (1991) (met jonger synoniem Haikouella Chen, Huang & Li, 1999) werd na een grondige revisie beschouwd als een Bilateria met onzekere taxonomische status (Cong et al., 2015).
Maar onder meer Tian et al. (2022) beschouwen Yunnanozoon op basis van nieuwe specimina en op basis van nieuwe beeldtechnieken als Vertebrata. In een review van de stamgroepchordaat Pikaia plaatsen Mussini et al. (2024) Yunnanozoon als een transitionele stamchordaat tussen de parafyletische Vetulicolia (een informele groep stamchordata zonder rang uit het Onder- tot Midden-Cambrium) en Chordata op de evolutionaire weg naar kroongroepchordata.

###### Myllokunmingia

Organische compressie van Myllokunmingia fengjiaoa, een primitieve Vertebraat (klasse Agnatha of kaakloze vissen) uit de Onder-Cambrische Chengjiang Biota Konservat-Lagerstätte van de Helinpuformatie te Haikou (Kunming City, Yunnan provincie, Zuid-China). Foto : Shu (1999).

De genusnaam (geslachtsnaam) Myllokunmingia is afgeleid van het Griekse myllos (vis) en van 'Kunming', de hoofdstad van de provincie Yunnan. De speciesnaam (soortnaam) is afgeleid van het Chinese fengjiao (mooi, prachtig). Het holotype, aangetroffen in de Onder-Cambrische Yu'anshan Member (Eoredlichia-Wutingaspis Trilobite Zone) van de Helinpuformatie te Haikou (Kunming city), draagt het catalogusnummer ELI-0000201. In een wetenschappelijk artikel uit 2002 rapporteren Xian-guang et al. een tweede specimen uit dezelfde Lagerstätte met het catalogusnummer RCCBYU-00195. Het ongeveer 28 mm lange holotype is spoelvormig, met een maximale hoogte exclusief rugvin van 6 mm. Deze maximale hoogte wordt bereikt op ongeveer 11 mm van de voorzijde. De achterste tip van het lichaam (van de 'staart') is onvolledig omdat het post mortem (na de dood) geplooid werd. De zeilachtige rugvin ontspringt vrij dicht bij het voorste punt van de snuit en heeft een maximale hoogte van 1,5 mm. De ontwikkeling ervan naar achteren is onzeker. Aan de ventrolaterale zijde bevindt zich een opvallende 'vinplooi' die in het fossiel onder een hoek staat ten opzichte van de rest van de romp. Mogelijk wijst dit erop dat deze buikvin oorspronkelijk gepaard was (volgens Goodrich (1906) een primitief kenmerk binnen Vertebrata), waarbij een van beide vinnen dieper in het omringende sediment verborgen zat. Noch de rugvin, noch de buikvin(nen) vertonen vinstralen. Schubben of een huidskelet (dermaal skelet) lijken te ontbreken. Het lichaam bestaat uit twee delen : een schedel bestaande uit een snuit en complexe structuren die als kieuwen worden beschouwd, en een gesegmenteerde romp. Schedel en primitief skelet bestaan uit kraakbeen; er is geen teken van biomineralisatie (Shu et al., 1999). Naar achter hellende structuren met dwarse lijnen langs weerskanten van de kop worden geïnterpreteerd als kieuwzakken. Sommige van deze kieuwzakken hebben de vorm van een kraal. Vier ervan zijn duidelijk zichtbaar, de achterste is de kleinste. Naar voren toe bevinden zich mogelijk een vijfde en een zesde kieuwzak. Er zijn geen kieuwkorven of andere skeletdelen geïdentificeerd in associatie met de kieuwen. Bepaalde delen van de kop vertonen verspreide plekken met donkerder weefsel. Afgezien van enkele segmentstructuren dicht bij de overgang naar de romp, vertonen deze plekken geen samenhangend patroon zoals zou kunnen wijzen op delen van een endoskelet. De mond bevond zich vermoedelijk aan de voorkant en, hoewel er mogelijk een ringvormige structuur op die locatie aanwezig was, zijn precieze details moeilijk te onderscheiden. Aan de voorkant bevonden zich ook zintuigen (mogelijk ogen). Een ovaalachtig gebied achter de kieuwen zou de pericardholte kunnen zijn.

Reconstructietekening van Myllokunmingia fengjiaoa, een primitieve Vertebraat (klasse Agnatha of kaakloze vissen) uit de Onder-Cambrische Chengjiang Biota Konservat-Lagerstätte van de Helinpuformatie te Haikou (Kunming City, Yunnan provincie, Zuid-China). Naar Malakhov & Ezhova, 2024.

In Myllokunmingia draagt de romp duidelijke sigmoïdale (S-vormige) segmenten (myocommata) die tijdens het leven ongeveer vijfentwintig V-vormige myomeren van elkaar scheidden. Gebaseerd op de preservatietoestand zouden op de rug de myomeren van beide zijden naar de achterkant van het lichaam samengekomen zijn en langs de buik in voorwaartse richting. Een donker gebied met positief reliëf (het gebied ligt hoger dan het omringende) in de buurt van de ventrale rand van de romp zou een met sediment gevulde darm kunnen zijn. Deze darm kan tot de onvolledig gefossiliseerde staarttip gevolgd worden. Door deze onvolledigheid is het onzeker of Myllokunmingia een postanale (achter de anus gelegen) staart had. In het centrum van de romp bevindt zich een voldoende zichtbare streng, waarschijnlijk de onvolledige resten van een notochord. Op de grens van de romp en de ventrale gepaarde vin zijn zeer smalle donkere lijnen te zien die minstens één vertakking hebben. Mogelijk zijn dit de resten van bloedvaten. Verdere bewaard gebleven inwendige weke delen zijn nog een voedingskanaal met farynx. Het holotype specimen is bijna volledig. Myllokunmingia leek qua uiterlijk op een lancetvisje (phylum Chordata, subphylum Cephalochordata, klasse Leptocardii). Een specifiek tafonomisch kenmerk is dat bij de inbedding van het diertje de staart onder een scherpe hoek in het sediment gebogen werd waardoor het uiterste uiteinde van het lichaam (de 'staart') niet zichtbaar is. Deze fossilisatiecontext in combinatie met sediment in de darm en in de farynx suggereren dat het specimen levend begraven werd. De extreme zeldzaamheid van Chordata in de Chengjiang Biota Konservat-Lagerstätte (minder dan 0,025% van het totaal aantal aangetroffen genera) kan het gevolg zijn van hun nektonische levenswijze (actief zwemmend), waardoor ze konden vermijden bedolven te worden door sediment in beweging gebracht door stroming dichtbij of op de zeebodem. Men neemt aan dat deze wijze van inbedding de meest voorkomende was. De Chengjiang-organismen die niet als organische compressies op zachte mudstone bewaard bleven zijn gedeeltelijk gepreserveerd in zeer fijnkorrelige pyrieten en kleien.

###### Haikouichthys
Uit dezelfde vindplaats en hetzelfde stratigrafisch niveau (Onder-Cambrische Yu'anshan Member (Eoredlichia-Wutingaspis Trilobite Zone) van de Helinpuformatie) als Myllokunmingia fengjiaoa is nog de primitieve Vertebraat Haikouichthys ercaicunensis Luo et al. (1999) bekend. De genusnaam (geslachtsnaam) Haikouichthys is afgeleid van de vindplaatsnaam Haikou (Kunming City, provincie Yunnan, Zuid-China) en van het Griekse ichthyos ('vis'). De speciesnaam (soortnaam) verwijst naar Ercaicun, een klein dorp vlakbij de vindplaats van het holotype (met catalogusnummer HZ-f-12-127 ). Haikouichthys behoort tot dezelfde familie als Myllokunmingia (Myllokunmingiidae) waardoor beide genera nauw verwant zijn. Het waren ook tijdgenoten. Oorspronkelijk was van Haikouichthys slechts één specimen bekend (het holotype), maar in 2003 werden meer dan vijfhonderd exemplaren ontdekt op een paleosite nabij Haikou. Deze ontdekking bracht een reeks nieuwe en onverwachte kenmerken aan het licht waaruit een uitgebreide heroverweging van verschillende aspecten van de vroege evolutie van Agnatha volgde. Niettegenstaande de affiniteit van Haikouichthys met Vertebrata zelfs op basis van slechts één specimen algemeen aanvaard werd (Shimeld & Holland, 2000; Janvier, 1999), worden vele gevolgtrekkingen uit anatomisch onderzoek en daarmee de fylogenetische positie als provisorisch beschouwd (Holland & Chen, 2001).

Haikouichthys ercaicunensis Luo, Hu & Shu, 1999, een primitieve Vertebraat (Agnatha) uit de Onder-Cambrische Yu'anshan Member (Eoredlichia-Wutingaspis Trilobite Zone) van de Helinpuformatie nabij Haikou (Kunming City, provincie Yunnan, Zuid-China). A) algemeen beeld van specimen RCCBYU 10200a; naar voren (witte pijl) en naar achteren (zwarte pijl) gerichte lineaire verhogingen van de rugvin ('vinstralen'), anus (blauwe pijl), voedselresten aan het einde van de darm (rode pijl) en staart (groene pijl). B) tekening gebaseerd op specimen RCCBYU 10200a; faryngeale holte=slokdarmhoofd. C) reconstructietekening van het dier bij leven. Schaalaanduiding : 5 mm (naar Zhang & Hou, 2004).

Het meest opvallende kenmerk vastgesteld bij ten minste driehonderd exemplaren is een kleine meestal minder dan 1 mm grote gelobde uitstulping aan het voorste uiteinde van het lichaam die van de rest van de kop gescheiden is door een lichte vernauwing. Een paar donkere ovale vlekken op deze uitstulping worden als ogen geïnterpreteerd. Bij enkele exemplaren is de locatie van een oog als een concave indruk zichtbaar, een kenmerk dat een sclerale laag laat vermoeden. Tijdens het leven waren de ogen mogelijk relatief plat. De opwaarts gerichte ogen en hun positie op de gelobde uitstulping suggereren dat hun mobiliteit mogelijk beperkt was. Tussen de ogen ligt een mediane, dikwijls gepaarde structuur die op een vergelijkbare manier als de oogvlekken bewaard bleven. Deze structuur zou een deel van het reukorgaan kunnen vertegenwoordigen, mogelijk de neuszakken. Langs de voorste rand van de gelobde uitstulping aan de kop bevindt zich een paar boogvormige structuren die elkaar ontmoeten rond een inkeping die de positie van een mediaan neusgat kan vertegenwoordigen. Een mond is niet duidelijk zichtbaar, maar een ventraal verdiept gebied direct achter de vooraan het lichaam gelegen gelobde uitstulping zou de positie van de mondopening kunnen aangeven. Een reeks min of meer vierkante structuren strekken zich naar achteren uit binnen het grootste dorsale deel van de kop en van het voorste deel van de romp, en zijn soms onderling verbonden door een brede, donkere streng. Deze structuren worden geïnterpreteerd als een reeks afzonderlijke wervelelementen (arcualia), geassocieerd met de notochord. Sommige arcualia lijken de gehele notochord te hebben omvat. Tot tien van dergelijke arcualia werden vastgesteld. Waarschijnlijk strekte deze reeks zich verder naar achteren uit, maar is door de overlappende afdrukken van de rompmyomeren niet zichtbaar. Mogelijk bestonden de arcualia oorspronkelijk uit kraakbeen. Sporadische diagenetische mineralisatie kan op een zekere mate van biomineralisatie wijzen. Nog een bijzonder kenmerk dat in het holotype niet zichtbaar is zijn van lamellen voorziene gebieden tussen de kieuwsteunen aan de onderkant van de kop. Dit zijn hoogstwaarschijnlijk de kieuwen zelf die oorspronkelijk waarschijnlijk een zakvormige structuur hadden. Het gehele kieuwgebied heeft over het algemeen een veel ruwere textuur dan de rest van de kop, waarvan het duidelijk afgebakend is.
Te zien aan de meer volledige exemplaren lijkt het achterste deel van de romp gelijkmatig kegelvormig toe te lopen. Een staartvin was waarschijnlijk niet aanwezig, maar het gebied van de staart is in alle specimina ontoereikend gepreserveerd. Een rugvin en iets dat lijkt op een ventrale vinplooi werden vastgesteld, maar onweerlegbaar bewijs dat deze laatste gepaard was is er niet. Misschien ten gevolge van de originele dikte van de rugvin zijn de vinstralen ervan slechts sporadisch zichtbaar. Zoals in het holotype lijken ze naar voren gekanteld. De myosepta zijn goed gedefinieerd en bij de naar achteren gerichte buiging van de myomeren vertonen sommige exemplaren meerdere gebieden met positief reliëf (het gebied ligt hoger dan het omringende). Indien deze gebieden bij leven geslachtsklieren (gonaden) waren kan dit duiden op een primitieve metamere rangschikking zoals bij lancetvisjes. Een donkere streng die aan de onderkant van de romp naar achteren loopt zou de darm kunnen zijn. Er zijn aanwijzingen dat de anus subterminaal gelegen was, waardoor er dus een kort postanaal gebied kan geweest zijn. In het gebied van de kop bevindt zich een reeks naar achteren teruggebogen structuren, de kieuwbogen, die elk uit één enkele eenheid lijken te bestaan. Vanwege wisselende preserveringsstaat is het exacte aantal twijfelachtig, maar het is hoogstwaarschijnlijk zeven of acht.
De vooraan het lichaam gelegen gelobde uitstulping met de ogen (en eventueel het reukorgaan) heeft geen directe tegenhanger bij de andere vroege Craniata. Het feit dat Haikouichthys ogen had (en eventueel een reukorgaan) geeft aan dat de evolutie van gewervelde dieren al in het vroege Cambrium ver gevorderd was. Alhoewel het natuurlijk een kaakloze vis is (klasse Agnatha), is de precieze fylogenetische positie nog steeds onzeker omdat Haikouichthys een raadselachtige mix van kenmerken vertoont. Indien correct geïdentificeerd, is de positie en grootte van het reukorgaan meer vergelijkbaar met die van lampreien (onderstam Vertebrata, klasse Agnatha, onderklasse Petromyzonti, orde Petromyzontiformes, familie Petromyzontidae) en tot op zekere hoogte slijmprikken (Vertebrata, Agnatha, onderklasse Myxini, orde Myxiniformes, familie Myxinidae), inclusief fossiele vertegenwoordigers (Bardack & Zangerl, 1971), dan met die van de meeste andere Agnatha. Niettemin suggereren verschillende kenmerken van Haikouichthys, waaronder mogelijk metamerisch gerangschikte gonaden en de naar voren geplaatste ogen, dat deze primitieve vis het best beschouwd kan worden als een stamgroep-Craniaat. Specifieke overeenkomsten met andere Agnatha zijn de wervelelementen (arcualia) en structuren die waarschijnlijk neuszakken waren.
Haikouichthys had een zwemmende levenswijze. De mate van zwemactiviteit van deze primitieve vis is uiteraard echter pure speculatie. De tafonomische omstandigheden van de vindplaats wijzen erop dat de diertjes mogelijk levend begraven werden onder sediment dat door een storm verplaatst werd. De meeste werden aangetroffen in een opeenvolging sedimenten met gegradeerde gelaagdheid, met onderaan een laag zandsteen/siltsteen met een dikte van ca. 3 mm, bedekt door een laag  mudstone met een dikte tot 50 mm. De fossielen bevinden zich typisch dicht bij de overgang tussen de twee lagen, en 'scholen' Haikouichthys vertonen dikwijls een en dezelfde oriëntatie parallel aan de gelaagdheid. Waar de specimina schuin ingebed liggen, is het deel ervan in de moddersteen meestal veel beter bewaard gebleven dan het deel in de aangrenzende siltsteen.

###### Zhongjianichthys
Een nauwe verwant van Myllokunmingia en Haikouichthys en behorend tot dezelfde familie Myllokunmingiidae (Shu, 2003) is de stam(groep)vertebraat Zhongjianichthys rostratus (Shu, 2003), genoemd naar de Chinese paleontoloog Yang Zhongjian (1897-1979) die algemeen beschouwd wordt als de 'Vader van de Chinese Gewervelde Paleontologie'. De soortnaam 'rostratus' betekent 'snavelvormig' in het Latijn, verwijzend naar de 'neus' van het dier. Alle drie de soorten zijn even enigmatische Metazoa in het ontstaan en de evolutie van de Chordata-onderstam Vertebrata. Zij delen vele synapomorfieën met elkaar, zoals 1) wervelachtige componenten die wijzen op de mogelijke ontwikkeling van kraakbeenstructuren rond de notochord, 2) mogelijke lobvormige uitlopers in de kop, met potentiële ogen en holtes die kunnen worden geïnterpreteerd als gehoor- en reukorganen en daardoor de mogelijke ontwikkeling van een primitief driedelig brein vertegenwoordigen, 3) een duidelijk gedefinieerde schedel, opgebouwd uit kraakbeen. Met slechts 11 mm was  Zhongjianichthys kleiner dan Myllokunmingia. Het lijkt een dikkere huid gehad te hebben, een lobachtig uitsteeksel vooraan de kop (een 'neus' ?) en een lage gereduceerde buikvin langs de achterste helft van het lichaam (inclusief de 'staart'). Deze gereduceerde buikvin kan erop wijzen dat Zhongjianichthys voornamelijk bodembewoner was en niet veel zwom, en bijgevolg een benthische levenswijze had. Dit zou een factor kunnen zijn geweest in de evolutie van de dikkere huid, dewelke als bescherming kon dienen tegen roofdieren die zich op of nabij de zeebodem bevonden. Zoals Myllokunmingia leek Zhongjianichthys op een lancetvisje, had vinnen, kieuwen, myomeren en een notochord en de schedelcomponenten van een Vertebraat. Zhongjianichthys wordt beschouwd als een overgangsvorm tussen Chordata en Vertebrata, ook stam(groep)vertebraat genoemd. De ogen van Zhongjianichthys lagen achter een anterodorsale lob in de kaakloze kop (Shu, 2003). Hoewel door de naar achteren geplaatste ogen en de dikkere huid Zhonjianichthys geavanceerder (hoger ontwikkeld) lijkt te zijn dan zijn verwanten, kan dit een geval van convergente evolutie zijn en is de soort daarom mogelijk niet bijzonder nauw verwant aan de voorouders van de moderne Chordata. De dikke huid had geen schubben en moet dikker geweest zijn dan bij andere vroege Chordata omdat, in tegenstelling tot Myllokunmingia, geen afdrukken van myomeren gevonden werden (Shu, 2003). Dankzij de bijzondere fossilisatie-omstandigheden van de Chengjiang Biota Konservat-Lagerstätte bleven de zachte lichamen van Myllokunmingiidae toch bewaard.

###### Yunnanozoon

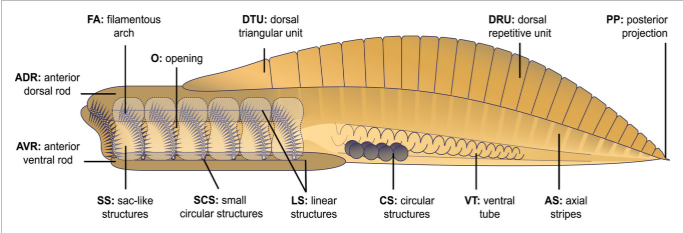
Diagrammatische tekening van de primitieve Chordaat Yunnanozoon lividum Hou et al. (1991) uit de Onder-Cambrische Yu'anshan Member van de Helinpuformatie (Chengjiang Biota Konservat-Lagerstätte), provincie Yunnan, Zuid-China, met de morfologische terminologie van de algemeen aanvaardde kenmerken van de soort. Donoghue & Purnell (2009) (gewijzigd).

Een vierde soort Chordata, enkel bekend uit de Zuid-Chinese Chengjiang Biota Konservat-Lagerstätte, is de enigmatische Yunnanozoon lividum Hou, Ramskold & Bergstrom (1991), behorend tot de familie Yunnanozoonidae Dzik (1995), subphylum Vertebrata (bv. Tian et al., 2022). De soortnaam Yunnanozoon lividum werd wat de genusbenaming betreft afgeleid van 'Yunnan', de naam van de Chinese provincie waar de Chengjiang Biota Konservat-Lagerstätte gelokaliseerd is, en van het Grieks ζῷον (zôion) ('dier'). De soortbenaming werd afgeleid van het Latijn lividum, 'loodkleurig', verwijzend naar de gepreserveerde kleur van vele specimina. Cong et al. (2014) beschreven talrijke specimina, waaronder 166 volledige, afkomstig van 759 gesteenteplaten uit de Onder-Cambrische Yu'anshan Member van de Helinpuformatie (tijdvak (epoch) Series 2, tijdsnede (age) Stage 3). Deze member bevat voornamelijk mudstone. Yunnanozoonidae werden aangetroffen in vijf secties op twee locaties: Maotianshan, Xiaolantian en Ma'anshan in Chengjiang County en in de secties Mafang en Ercaicun in het Haikou-gebied nabij Kunming City.
Yunnanozoon had een spoelvormig lichaam, variërend in lengte van twee tot zes cm. Het was hoger dan breed en sterk lateraal (op de flanken) samengedrukt. Dorsaal (op de bovenkant) op het lichaam bevond zich een gesegmenteerd lichaamsdeel. Het eerste segment was driehoekig en wordt in de terminologie van Donoghue & Purnell (2009) dorsal triangular unit genoemd. De volgende segmenten waren ongeveer rechthoekig en worden dorsal repetitive units genoemd, eerder dan, zoals door vroegere auteurs (bv. Chen et al., 1995; 1999), als myomeren of cuticulaire segmenten omschreven te worden. Het uitstekende deel van het laatste segment wordt, eerder dan 'staart', achterste uitsteeksel genoemd (posterior projection). In ventrale richting (naar de buikzijde toe) vertrokken direct onder de dorsale segmenten wat Donoghue & Purnell (2009) 'axiale strepen' noemen (axial stripes). Deze werden door vroegere auteurs als een vermoedelijke notochord beschouwd. Aan de voorzijde van het lichaam bevonden zich zeven paar fijne boogvormige structuren die, eerder dan kieuwen, filamentous arches genoemd worden. Ze waren opgebouwd uit filamenten. Deze boogvormige structuren waren vastgehecht aan een over het grootste deel van de voorste helft van het lichaam lopende dorsale, staafvormige, waarschijnlijk gesclerotiseerde (verharde) structuur en aan een ventraal equivalent ervan (anterior dorsal rod en anterior ventral rod) (Cong et al., 2015). Elke anterior rod vertoont minstens één rechtlijnige structuur (linear structure). Op de aanhechtingspunten van de boogvormige structuren aan de ventrale staaf (streng) zijn bij sommige specimina Yannunozoon kleine cirkelvormige structuren (small circular structures) zichtbaar. Aan de buitenkant van de bogen lagen zakachtige structuren waartussen zich openingen naar buiten bevonden. Ter hoogte van de achterkant van de laatste gepaarde boog begon een buisvormige structuur (ventral tube) die tot in het achterste deel van het lichaam (de 'staart') doorliep, mogelijk de darm. Langsheen de darm, in het midden van het lichaam, bevonden zich vier paar cirkelvormige structuren, door Donoghue & Purnell (2009) eerder circular structures genoemd i.p.v., door vroegere auteurs (bv. Shu et al., 1996a; 2003), geslachtsklieren.

Massa-accumulaties van de primitieve Chordaat Yunnanozoon lividum Hou et al. (1991) uit de Onder-Cambrische Yu'anshan Member van de Helinpuformatie (Chengjiang Biota Konservat-Lagerstätte), provincie Yunnan, Zuid-China. A= specimina YKLP 13013 uit de sectie Ma'anshan (Chengjiang County); de achterste delen van de dieren zijn bewaard gebleven, waarbij de meeste filamenteuze bogen en hun aanhechtingsstructuren ontbreken (schaalaanduiding : 1 cm), B= specimina YKLP 13012a uit de sectie Mafang (Haikou-gebied); alleen de filamenteuze bogen die aan de voorste strengen (anterior rods) vastzitten zijn bewaard gebleven (schaalaanduiding : 2 cm). Naar Cong et al., 2014.

De meeste fossielen van organismen zonder harde lichaamsdelen uit de Chengjiang Biota Konservat-Lagerstätte zijn bewaard gebleven door pyrietisering en de precipitatie (neerslag) van andere authigene mineralen (Zhu et al., 2005). Maar bijna alle Yunnanozoonidae, inclusief de specimina die uit anatomisch verband zijn, zijn bewaard gebleven als extreem dunne koolstoffilms. Enkele exemplaren werden door verwering tot eenvoudige afdrukken gereduceerd. De koolstofhoudende films lijken ontbindingresistente extracellulaire uitscheidingen te bevatten, zoals cuticulae, tezamen met andere ontbindingresistente biomoleculen, zoals bv. pigmenten. Het mechanisme dat aan deze specifieke wijze van fossilisatie ten grondslag ligt, is nog onbekend. De preservering in de vorm van koolstofhoudende films impliceert een wijze van fossilisatie die ongebruikelijk is in de context van de Chengjiang Biota Konservat-Lagerstätte, en die waarschijnlijk het gevolg is van een factor die verband houdt met de specifieke anatomie van Yunnanozoonidae, zoals de aanwezigheid van sterk resistente biomoleculen. 
Een opvallend tafonomisch kenmerk bij de fossilisatie van Yunnanozoonidae is het frequente voorkomen van massa-accumulaties. Deze worden geïnterpreteerd als verplaatste thanatocoenosen (verplaatst door stromingen) (Zhang & Hou, 2007), waarbij het opvallend is dat bij de meeste specimina de filamenteuze structuren ontbreken. Bij andere specimina, die ook dikwijls als massa-accumulaties aangetroffen worden (Hou et al., 2009), lijken de dorsale segmenten te ontbreken (Shu et al., 2003). Van de 759 fossielhoudende steenplaten die door Cong et al. (2014) onderzocht werden, vertonen er 151 massa-accumulaties en 563 bevatten uitsluitend specimina waarvan de dorsale segmenten ontbreken. Er zijn een aantal mogelijke verklaringen voor deze twee types clusters onvolledige exemplaren. Ze zouden op een zwakke schakel kunnen wijzen tussen de filamenteuze structuren en de rest van het lichaam, een schakel die tijdens het transport verstoord werd en waardoor de betrokken specimina vervolgens vóór de uiteindelijke afzetting gesorteerd werden. Of ze zouden erop kunnen wijzen dat vergelijkbare thanathocoenoses door verschillende tafonomische omstandigheden beïnvloed werden en dat verschillende lichaamsdelen op verschillende tijdstippen gepreserveerd werden. Waarschijnlijk waren de filamenten en de bijbehorende structuren relatief resistent tegen ontbinding en vermoedelijk waren ze gesclerotiseerd (verhard).
Vele specimina zijn recht of licht gebogen bewaard gebleven in het sedimentair gesteente, wat op een relatief rigide lichaamsas wijst op het moment van het intreden van de dood. Maar ook krommingen, kronkels en plooien kunnen op verschillende plaatsen van het lichaam voorkomen. De meeste exemplaren liggen met de lengte-as parallel aan het oppervlak van het gesteente, waarbij de vertikale lichaamsas ook ofwel parallel ofwel zeer licht schuin ligt. Enkele dieren bevinden zich onder een meer schuine hoek in het gesteente, waardoor hun lichaam gewoonlijk op het oppervlak en tegenopervlak van de steenplaat verdeeld is. De voorste filamenteuze bogen (filamentous arches), de dorsale segmenten (dorsal repetitive units) en het gebied van de axiale strepen (axial stripes) hebben een laag reliëf. Het gebied waar de buisvormige structuur loopt (ventral tube) vertoont het meeste relief.

###### Fylogenie
De oorsprong en vroege evolutie van de gewervelde dieren vormen een van de meest ingrijpende gebeurtenissen in de geschiedenis van het Leven op Aarde. Het was een cruciale overgang die de basis legde voor ongekende morfologische en fysiologische innovaties. De soorten Myllokunmingia fengjiaoa,  Haikouichthys ercaicunensis en Zhongjianichthys rostratus zijn de vroegste bekende vormen en bieden waardevolle inzichten in de beginfasen van deze evolutie en staan aan de basis van de grote radiaties van de gewervelde dieren de volgende 520 miljoen jaar, zowel in het water als op het land. Ze zijn niet de voorouders van alle latere Vertebrata, maar wel nauw verwant aan de voorouderlijke evolutielijn die ertoe leidde. De familie Myllokunmingiidae divergeerde van Chordata juist vóór het verschijnen van de kroongroep Vertebrata. In ouderdom overtreffen Myllokunmingia, Haikouichthys  en Zhongjianichthys de vorige oudste bekende Vertebrata met minstens twintig en mogelijk met vijftig miljoen jaar (Onder-Ordovicium, ca. 475 Ma) (Young, 1997; Young & Karatajute-Talimaa, 1996). Hun 'preciese' fylogenetische verwantschappen zijn nog steeds onderwerp van discussie onder paleontologen en evolutiebiologen. Sommige auteurs beschouwen hen meer als intermediair tussen Acraniata ('schedellozen' of Cephalochordata) en Vertebrata (bv. Chen & Huang, 2008; Donoghue & Purnell, 2005; Zhang & Hou, 2004; Shu et al., 2003b; Dzik, 1995). De ontdekking van Myllokunmingiidae is van grote fylogenetische betekenis omdat het het ontstaan van de oudste bekende Agnatha (kaakloze vissen) mogelijk in het onderste Cambrium plaatst en de oorsprong van het phylum Chordata uit meer primitieve Deuterostomia in het Boven-Ediacarium 555 miljoen jaar geleden, of zelfs vroeger (Shu et al., 1999). Myllokunmingiidae zijn nauwer verwant met lampreien (onderstam Vertebrata, klasse Agnatha, onderklasse Petromyzonti, orde Petromyzontiformes, familie Petromyzontidae) dan met slijmprikken (Vertebrata, Agnatha, onderklasse Myxini, orde Myxiniformes, familie Myxinidae). Er is geen spoor van biomineralisatie bij Myllokunmingia en Zhongjianichthys, wat impliceert dat botweefsel zich bij gewervelde dieren op een relatief laat tijdstip zou ontwikkeld hebben (Janvier, 1996; Forey, 1995). Nochtans geeft het Onder-Cambrische fossielenbestand Conodonta (Vertebrata, Agnatha)  aan dat biomineralisatie in Vertebrata in het Cambrium plaatsvond (Donoghue et al., 1998; Szaniawski & Bengtson, 1993). Zelfs uit gesteenten van mogelijk Boven-Precambrische ouderdom in Siberië zouden Conodonta bekend zijn.

##### Trilobita

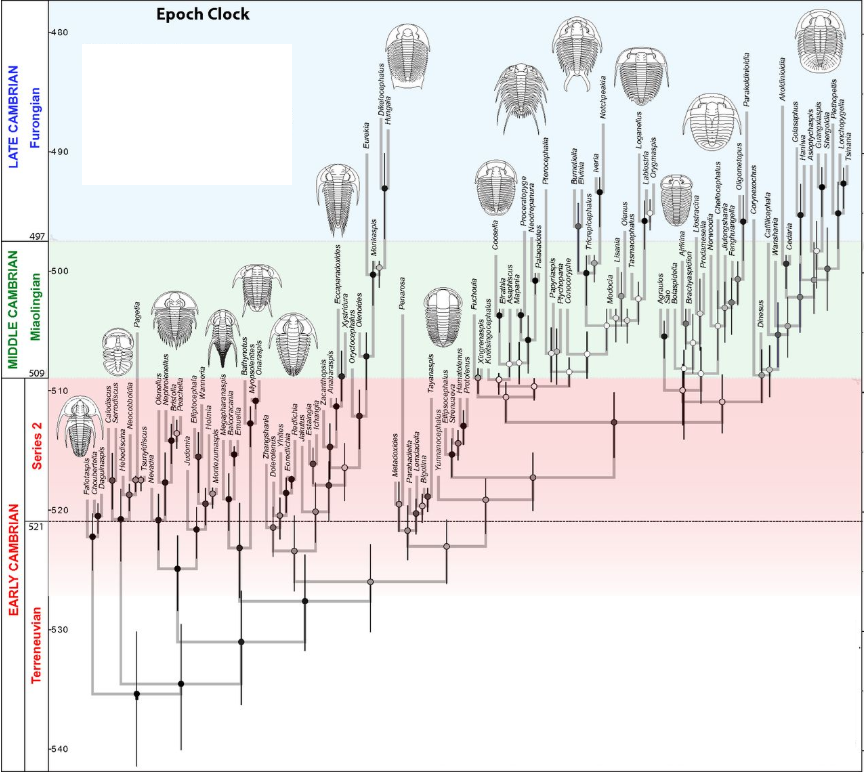
Tijds(stam)boom van Cambrische Trilobita afgeleid uit Bayesian tip datinganalyses van eigenschappen in het multi-epochklokmodel, waardoor de evolutiesnelheden doorheen tijdsintervallen kunnen variëren. Deze evolutiesnelheden waren zeer constant over de Vroeg,- Midden,- en Laat-Cambrische tijdsintervallen. Opvallend is dat de analyses geen scherp verhoogde evolutiesnelheden laten zien in het vroegste interval, het Vroeg-Cambrium. De evolutiesnelheden werden doorheen de geologische tijd geschat met behulp van afzonderlijke multi-epochklokmodellen, die ervan uitgaan dat evolutiesnelheden variëren over tijdsintervallen, maar gedeeld worden door alle evolutielijnen in hetzelfde tijdsinterval. De basale fylogenetische divergentie binnen Trilobita wordt door de tijds(stam)boom binnen het Terreneuvien geschat.

De klasse Trilobita Walch, 1771 (onderrijk Eumetazoa, infrarijk Bilateria, Protostomia (groep zonder Linneaanse rang), superstam Ecdysozoa, clade Panarthropoda, clade Euarthropoda, stam Arthropoda (geleedpotigen), onderstam Trilobitomorpha (trilobietachtigen)) vormt een zeer diverse, kosmopolitische klade van gebiomineraliseerde kroongroep-Euarthropoda. Ze worden dikwijls beschouwd als exemplarisch voor het begrip van de Cambrische explosie vanwege hun plotselinge verschijnen, ongeëvenaarde diversiteit en overvloed. Trilobita (de taxonomische benaming is afgeleid van het Grieks tri (drie) en lobos (lob, kwab); 'drielobbigen', naar de overlangse duidelijke driedeling van het lichaam) kenden een hoge biodiversiteit in het Cambrium en Ordovicium, waren nog divers en algemeen in het Siluur en Devoon, maar stierven bijna uit op het einde van deze laatste periode, en verdwenen uiteindelijk van het toneel op het einde van het Perm. Dit betekent dat ze ongeveer 270 miljoen jaar bestaan hebben. Met meer dan 22.000 beschreven soorten (bv. Paterson, 2020) vormen ze een van de grootste en succesvolste groepen Metazoa van de era Paleozoïcum. 
Hun voortreffelijk fossielenbestand is te danken aan het gemakkelijk fossiliseerbare gebiomineraliseerd exoskelet en kan aangewend worden voor het beantwoorden van vragen over de vroege evolutie van Metazoa (bv. Holmes et al., 2021). Trilobita worden beschouwd als een voorbeeldgroep wat betreft diep in het geologisch verleden liggende divergentietijdstippen van Bilateria (bv. Cooper & Fortey, 1998) omdat ze een substantieel provincialisme vertonen wanneer ze in het fossielenbestand verschijnen. Deze provincies of (paleo)biogeografische gebieden zijn de Olenelline provincie (bv. Baltica, Laurentia), genoemd naar de onderorde Olenellina, en de Redlichiine provincie van Gondwana (waaronder Antarctica, Australië, China en India), genoemd naar de onderorde Redlichiina . De Bigotinide provincie, genoemd naar de familie Bigotinidae, is een overgangszone in gebieden zoals West-Gondwana en Siberia (bv. Pillola, 1991).
De klasse Trilobita is de groep dieren die het beste het verschil illustreert tussen het Cambrische fossielenbestand en de (verwachte) geleidelijke evolutie (gradualisme) van een clade vóór de eerste verschijning ervan als fossiel. De oudste bekende Trilobita ter wereld zijn (van ouder naar jonger) : Lemdadella (orde Redlichiida, onderorde Redlichiina, familie Redlichiidae) en Profallotaspis (Redlichiida, onderorde Olenellina, familie Fallotaspididae) die in het Onder-Atdabanien (Onder-Cambrium) verschenen, en Eoredlichia (Redlichiida, Redlichiina, Redlichiidae) en Fallotaspis (Redlichiida, Olenellina, Fallotaspididae) die in het Boven-Atdabanien verschenen (Onder-Cambrium). De International Commission on Stratigraphy (ICS) heeft voorgesteld dat het tijdstip van het eerste verschijnen (First appearance datum of FAD) van Trilobita in het geologisch/paleontologisch bestand (fossielenbestand) gebruikt moet worden als de stratigrafische/biostratigrafische grens tussen etage twee (Stage 2) (ca. 529 - ca. 521 Ma) van serie (tijdvak) Terreneuvien (Terreneuvian) (Onder-Cambrium) en etage drie (Stage 3) (ca. 521 - ca. 514,5 Ma) van de serie (tijdvak) Series 2 (Onder-Cambrium). 
Als deze grens als een GSSP (Global Boundary Stratotype Section and Points) wordt gedefinieerd zal het hoogstwaarschijnlijk het eerste verschijnen gebruiken van het genus Lemdadella, een soort van Lemdadella of een Trilobitazone die Lemdadella bevat. De wereldwijde verspreiding en ouderdom van Lemdadella is dus van groot belang voor de stratigrafie van het Cambrium (Yuan et al., 2011). Onder meer de Fallotaspiszone in Spanje en Laurentia bevatten Lemdadella. De oudste bekende fossielen van Trilobita, ca. 521 miljoen jaar oud, tonen een reeds gevestigde biodiversiteit, fylogenetische dispariteit en (paleo)biogeografisch provincialisme (bv. Zhang et al., 2017). Naast ander bewijs worden deze drie kenmerken gebruikt om te suggereren dat Trilobita een veel vroegere, Precambrische oorsprong hadden (bv. Meert & Lieberman, 2004). Charles Darwin (1809-1882) koos Trilobita in On the Origin of Species (1859) zelfs als voorbeeldgroep om zijn dilemma over de oorsprong van dieren (Metazoa) te benadrukken (p. 306) : There is another and allied difficulty, which is much graver. I allude to the manner in which numbers of species of the same group, suddenly appear in the lowest known fossiliferous rocks… For instance, I cannot doubt that all the [Cambrian] trilobites have descended from some one crustacean, which must have lived long before the [Cambrian] age.

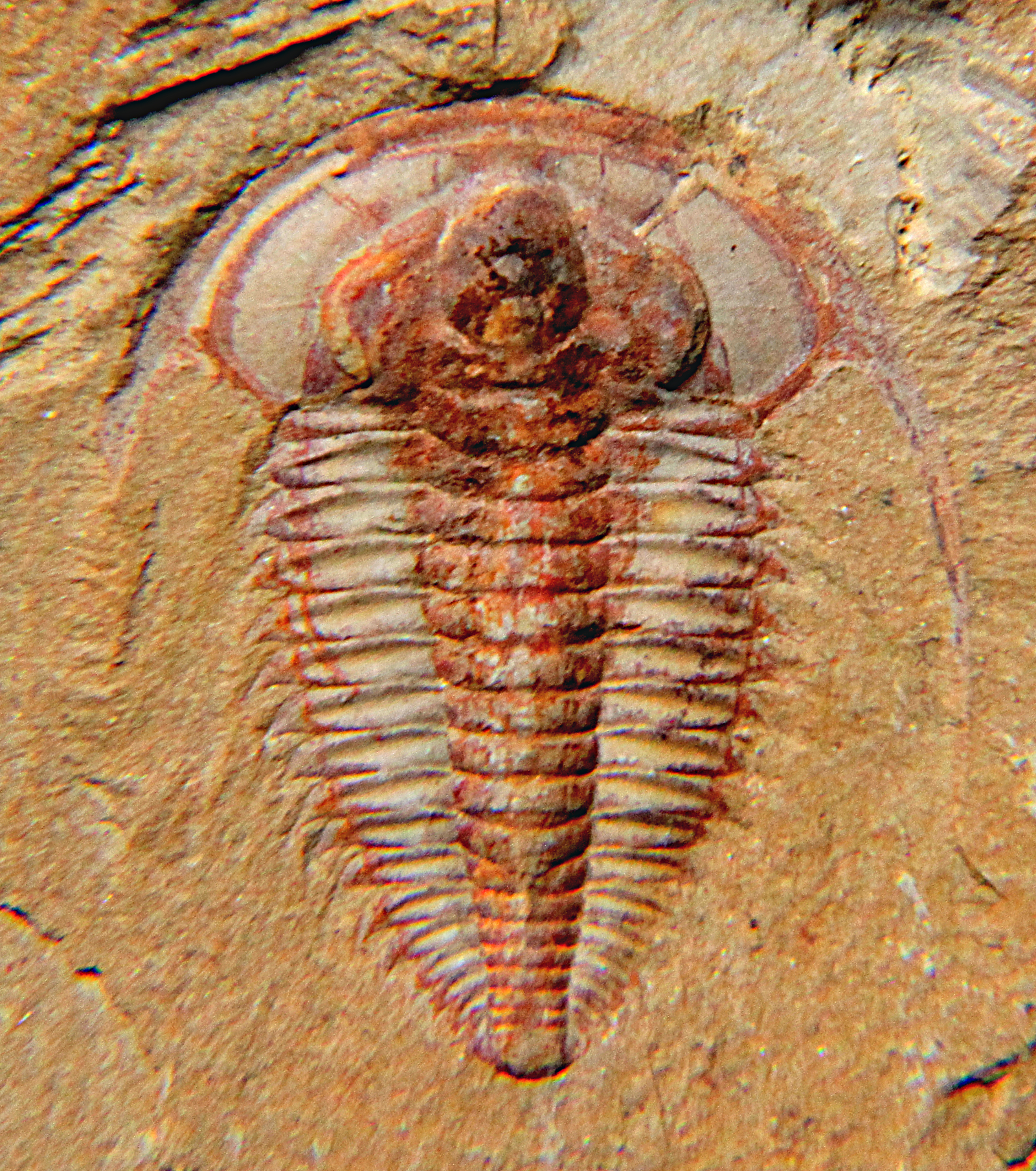
Eoredlichia intermedia Lu 1940, is een van de oudste bekende Trilobita (orde Redlichiida, onderorde Redlichiina, familie Redlichiidae). Deze soort verscheen in het Onder-Atdabanien (Onder-Cambrium) en komt voor in mariene sedimenten van China (Chengjiang biota, provincie Yunnan), Australië en Thailand. Het dier werd tot 12 cm lang, of 20 cm inclusief de stekel die ontspringt uit het negende thoracale segment. Deze stekel bleef niet bewaard in het afgebeelde specimen.

Paterson, Edgecombe & Lee (2019) spreken eerdere conclusies over een langdurige Precambrische evolutiegeschiedenis voor Trilobita (bv. Darwin, 1859; Meert & Liebermann, 2004) tegen, en plaatsen de oorsprong van de klasse in het tijdvak Terreneuvien (onderste Cambrium). Hun onderzoek is gebaseerd op de analyse van een uitgebreide fylogenetische dataset van Trilobita uit het Cambrium met behulp van Bayesian tip-dating. Deze dataset is de grootste en meest complete tot nog toe samengestelde Trilobitadataset met 107 soorten die de meeste families uit het Cambrium vertegenwoordigen (sensu Adrain, 2011) en met 115 kenmerken die alle aspecten van het bewaarde fenotype behelzen. De ouderdom varieert van de tijdvakken (series) Series 2 tot Furongien (Onder-Cambrium tot bovenste Cambrium, ca. 521 – 486,85 ±1,5 Ma). Om te voldoen aan de methodologie van Bayesian tip dating bemonsterde de dataset expliciet autapomorfieën met dezelfde intensiteit als cladistisch informatieve kenmerken. Waar mogelijk werden soorten bij voorkeur geselecteerd op basis van volledige exoskeletten in anatomisch verband en op basis van bekende ontogenieën. De biostratigrafische ouderdom van elke soort werd bepaald door correlatie van geässocieerde biozones met de gekalibreerde geologische tijdschaal van het Cambrium (Peng et al., 2012) en met andere bronnen. Volgens Paterson, Edgecombe & Lee (2019) worden hun bevindingen ondersteund door moleculaire klokken en door fossiele sporen (ichnofossielen) van Euarthropoda. De oudste bekende sporen die aan Trilobita worden toegeschreven (bv. Rusophycus) dateren uit het vroege Fortunien (bv. Daley et al., 2018), de oudste etage (tijdsnede) van het Onder-Cambrium, en recente moleculaire klokken (dos Reis et al., 2015) plaatsen de oorsprong van Euarthropoda in het late Ediacarium of het vroegste Cambrium. Zelfs een conservatieve laat Ediacariumouderdom voor basale Euarthropoda maakt een Cambrische oorsprong voor Trilobita nog steeds plausibel, gezien hun afgeleide fylogenetische positie binnen de klade Euarthropoda (Legg et al., 2013).
Recente analyses door meerdere onderzoekers wijzen op verhoogde snelheden van genome en fenotypische evolutie in de klade Euarthropoda tijdens het vroege Cambrium, waardoor fylogenetische fusie tussen afstammingslijnen verkort werd. Globaal werd relatief weinig onderzoek gedaan naar de duur van de Cambrische explosie, na welk tijdsinterval vastgesteld werd dat de evolutiesnelheden vertraagden tot de typische Fanerozoïsche normen. Paterson et al. (2019) berekenden evolutiesnelheden voor de vroegste Trilobita (Onder-Cambrium) die vrijwel identiek zijn aan die tijdens de rest van deze geologische periode. In de context van de Cambrische explosie is het dus verrassend dat de klasse nagenoeg constante evolutiesnelheden gedurende het gehele Cambrium toont, voor alle aspecten van het bewaarde fenotype. Daarom stellen Paterson et al. (2019) dat hun onderzoeksresultaten het bewijs leveren dat tegen de tijd dat het typische fossielenbestand van het Cambrium verschijnt, ongeveer 521 miljoen jaar geleden, de Cambrische explosie al grotendeels was beëindigd. Dit suggereert dat er tijdens het Laat-Ediacarium (Laat-Precambrium) en het vroegste Cambrium (een tijdsinterval van ongeveer 20 miljoen jaar) snel een mariene biosfeer ontstaan was met vele eigenschappen van de huidige en gevolgd werd door een grootschalige evolutionaire stasis gedurende de rest van het Cambrium.

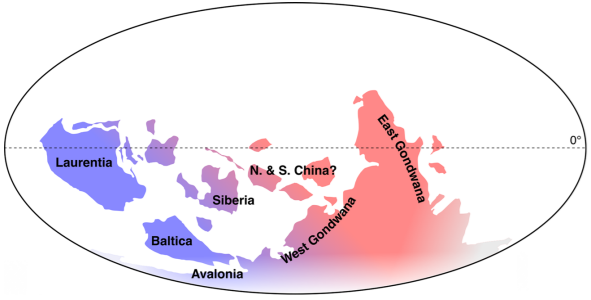
Globale paleogeografische reconstructie met hypothetische positie van paleocontinenten en approximatieve faunale provincies van Trilobita (Onder-Cambrium, ca. 520 Ma). Blauw = Olenelline provincie, genoemd naar de onderorde Olenellina, rood = Redlichiine provincie, genoemd naar de onderorde Redlichiina, purper = Bigotinide provincie, genoemd naar de familie Bigotinidae, een overgangsprovincie tussen de Olenelline- en Redlichiine provincies. De oudste fauna Trilobita worden aangetroffen in de overgangsgebieden van Siberia, West-Gondwana en Laurentia. De posities van de paleocontinenten Noord- en Zuid-China zijn onzeker in de Cambrische paleogeografie. Kaart naar Torsvik & Cocks (2013).

Er zijn twee mogelijke oorzaken voor de afwezigheid van lichaamsfossielen van Trilobita in het Terreneuvien (onderste Cambrium) : 1) het fossielenbestand is een redelijk accurate weergave van de vroege evolutie van Trilobita, wat impliceert dat hun morfologische evolutie vóór 519 miljoen jaar geleden aanzienlijk sneller verliep dan daarna, en dat de oudste bekende fossielen niet veel jonger zijn dan het tijdstip van oorsprong van de groep. Deze hypothese gaat uit van een snelle paleogeografische verspreiding tussen ver uit elkaar gelegen paleocontinenten maar is moeilijk verenigbaar met het provincialisme dat bij de vroegste Trilobita wordt waargenomen. Dit kan ook het geobserveerde diachronisme van de oudste Trilobita op verschillende paleocontinenten verklaren (bv. Zhang et al., 2017), met de mogelijkheid dat de klasse ontstond door snelle radiatie vanuit de paleocontinenten Siberia, West-Gondwana of West-Laurentia (bv. Meert & Lieberman, 2004). 2) De oudste Trilobita (+ 521 miljoen jaar) zijn niet bewaard gebleven in sedimentaire gesteenten van het Terreneuvien, of werden nog niet ontdekt, wat meer consistent is met het bestand sporenfossielen uit het onderste Cambrium, met paleobiogeografische gegevens en met moleculaire klokken (bv. Daley et al., 2018). Een diversiteit aan small shelly fossils uit diverse paleomilieus van het tijdvak Terreneuvien (bv. Kouchinsky, 2012) wijst op de aanwezigheid van andere gebiomineraliseerde dieren. Daartegenover zou de afwezigheid in dat tijdvak van lichaamsfossielen van Trilobita en andere Euarthropoda dus kunnen verklaard worden door hun (nog) niet-gebiomineraliseerde exoskeletten en het gebrek aan preservatie-omstandigheden waarbij weke delen konden bewaard blijven (bv. Daley et al., 2018). Maar als dit tafonomisch fenomeen geldt voor het onderste Cambrium, dan kan dit evenzeer voor het heel nabij gelegen bovenste Precambrium gelden, volgens sommige auteurs, en bestaat dus de kans dat de eerste Precambrische Trilobiet nog altijd kan ontdekt worden. De ver uit elkaar gelegen First appearance datum van Euarthropode sporen- en lichaamsfossielen houden het idee van een oudere (nog) verborgen geschiedenis in stand, evenzeer voor vele andere klades Metazoa (Paterson et al., 2019).
Het is bijna algemeen aanvaard dat de klade Trilobita door meerdere synapomorfieën, gemeenschappelijke kenmerken geërfd van hun laatste gemeenschappelijke voorouder, gedefinieerd wordt. Een van de belangrijkste van deze kenmerken is de verkalking (biomineralisatie) van het dorsale (aan de rugzijde gelegen) exoskelet dat, gezien de synapomorfie, elke voorouderlijke Trilobiet die leefde vóór de First appearance datum (FAD) van de klade (ca. 521 miljoen jaar geleden) zou moeten hebben (Holmes & Budd, 2022), of dit moest secundair verloren gegaan zijn. Holmes & Budd (2022) stellen dat het argument dat Trilobita in gesteenten van het Terreneuvien of Precambrium ontbreken omdat hun exoskelet niet verkalkt was impliceert dat alle belangrijke evolutielijnen zich ergens in deze eerdere periode van elkaar moeten hebben afgesplitst om dan vervolgens allemaal onafhankelijk van elkaar een gemineraliseerd exoskelet te ontwikkelen, ca. 521 miljoen jaar geleden of kort daarna. Dit argument verwerpt in feite de definiërende synapomorfieën van de klade, wat impliceert dat de klasse Trilobita polyfyletisch is. Sommige auteurs stellen dat in het Laat-Precambrium of het onderste Cambrium veranderingen in bv. de chemische samenstelling van zeewater de ontwikkeling van een kalkhoudend exoskelet in meerdere afstammingslijnen van Bilateria op gang brachten (Paterson et al., 2019). Het blijft echter hoogst onwaarschijnlijk dat biomineralisatie in alle evolutielijnen van Trilobita onafhankelijk ontwikkeld werd (Holmes & Budd, 2022).